# Campionat del món d'escacs de 2014
El Campionat del món d'escacs de 2014 fou un encontre entre el campió del món regnant, Magnus Carlsen, i Viswanathan Anand, per determinar el Campió Mundial d'Escacs 2014. Es dugué a terme del 5 de novembre fins al 23 de novembre de 2014, sota els auspicis de la Federació Internacional d'Escacs a Sotxi, Rússia. Aquests dos jugadors ja s'havien enfrontat en el campionat del món 2013 però amb els papers intercanviats.
Carlsen va guanyar el matx per un total de 6½–4½ després de disputar-se onze de les dotze partides programades, i guanyar 3 partides, perdre'n una i fer taules set, i aconseguí així de retenir el títol de campió del món.

## Torneig de Candidats
El rival de Carlsen és el guanyador del Torneig de Candidats 2014, un grup de vuit jugadors amb el sistema de tots contra tots a doble volta, que tingué lloc a Khanti-Mansisk, Rússia, del 13 de març al 31 març de 2014. Els participants, segons les normes anunciades per la FIDE, són:
| Trajecte qualificació | Jugador             | ELO març del 2014 |
| --- | ------------------- | ----------------- |
| Perderdor de l'enfrontament del Campionat del món d'escacs de 2013 | Viswanathan Anand   | 2770              |
| Els dos finalistes de la Copa del Món d'escacs de 2013 | Vladímir Kràmnik    | 2787              |
| Els dos finalistes de la Copa del Món d'escacs de 2013 | Dmitri Andreikin    | 2709              |
| Els dos finalistes del Grand Prix de la FIDE 2012-2013 | Vesselín Topàlov    | 2785              |
| Els dos finalistes del Grand Prix de la FIDE 2012-2013 | Xakhriar Mamediàrov | 2757              |
| Els següents dos jugadors amb ELO més alt que varen jugar a la Copa del Món d'Escacs 2013 o el Gran Prix de la FIDE 2012-13 (la mitjana d'ELO de les 12 llistes mensuals entre l'agost de 2012 al juliol de 2013) | Levon Aronian       | 2830              |
| Els següents dos jugadors amb ELO més alt que varen jugar a la Copa del Món d'Escacs 2013 o el Gran Prix de la FIDE 2012-13 (la mitjana d'ELO de les 12 llistes mensuals entre l'agost de 2012 al juliol de 2013) | Serguei Kariakin    | 2766              |
| Invitació del comitè organitzador (ELO al juliol de 2013 com a mínim 2725) | Piotr Svídler       | 2758              |

El torneig tingué 420.000 € de premis. Els premis són compartits entre els jugadors empatats en punts, ja que els sistemes de desempats no s'usen aquí. Els premis per cada lloc de la classificació són els següents:
- 1r lloc – 95.000 €
- 2n lloc – 88.000 €
- 3r lloc – 75.000 €
- 4t lloc – 55.000 €
- 5è lloc – 40.000 €
- 6è lloc – 28.000 €
- 7è lloc – 22.000 €
- 8è lloc – 17.000 €

### Resultats
| Posició | Jugador             | ELO Març de 2014[12] | 1 (VA) | 1 (VA) | 2 (SK) | 2 (SK) | 3 (VK) | 3 (VK) | 4 (SM) | 4 (SM) | 5 (DA) | 5 (DA) | 6 (LA) | 6 (LA) | 7 (PS) | 7 (PS) | 8 (VT) | 8 (VT) | Punts | Desempat[13] | Desempat[13] |       |
| Posició | Jugador             | ELO Març de 2014[12] | 1 (VA) | 1 (VA) | 2 (SK) | 2 (SK) | 3 (VK) | 3 (VK) | 4 (SM) | 4 (SM) | 5 (DA) | 5 (DA) | 6 (LA) | 6 (LA) | 7 (PS) | 7 (PS) | 8 (VT) | 8 (VT) | Punts | 1a1          | Victòries    | SB    |
|         |                     |                      | B      | N      | B      | N      | B      | N      | B      | N      | B      | N      | B      | N      | B      | N      | B      | N      |       |              |              |       |
| ------- | ------------------- | -------------------- | ------ | ------ | ------ | ------ | ------ | ------ | ------ | ------ | ------ | ------ | ------ | ------ | ------ | ------ | ------ | ------ | ----- | ------------ | ------------ | ----- |
| 1       | Viswanathan Anand   | 2770                 |        |        | ½      | ½      | ½      | ½      | ½      | 1      | ½      | ½      | 1      | ½      | ½      | ½      | 1      | ½      | 8½    | 0            | 3            | 57.25 |
| 2       | Serguei Kariakin    | 2766                 | ½      | ½      |        |        | 1      | 0      | ½      | ½      | ½      | ½      | 0      | 1      | ½      | 1      | ½      | ½      | 7½    | 0            | 3            | 51.75 |
| 3       | Vladímir Kràmnik    | 2787                 | ½      | ½      | 1      | 0      |        |        | 1      | ½      | ½      | ½      | ½      | ½      | 0      | ½      | 1      | 0      | 7     | 2½           | 3            | 49.25 |
| 4       | Xakhriar Mamediàrov | 2757                 | 0      | ½      | ½      | ½      | ½      | 0      |        |        | 1      | ½      | 1      | 0      | 1      | ½      | ½      | ½      | 7     | 2            | 3            | 48.00 |
| 5       | Dmitri Andreikin    | 2709                 | ½      | ½      | ½      | ½      | ½      | ½      | ½      | 0      |        |        | 1      | ½      | ½      | 0      | 1      | ½      | 7     | 1½           | 2            | 48.50 |
| 6       | Levon Aronian       | 2830                 | ½      | 0      | 0      | 1      | ½      | ½      | 1      | 0      | ½      | 0      |        |        | 1      | ½      | ½      | ½      | 6½    | 1½           | 3            | 45.00 |
| 7       | Piotr Svídler       | 2758                 | ½      | ½      | 0      | ½      | ½      | 1      | ½      | 0      | 1      | ½      | ½      | 0      |        |        | 1      | 0      | 6½    | ½            | 3            | 46.00 |
| 8       | Vesselín Topàlov    | 2785                 | ½      | 0      | ½      | ½      | 1      | 0      | ½      | ½      | ½      | 0      | ½      | ½      | 1      | 0      |        |        | 6     | 0            | 2            | 42.25 |
En cas d'empat entre jugadors, els mètodes de desempat eren, per ordre:
1. Un contra un, puntuacions entre els jugadors empatats;
2. Major nombre de victòries;
3. El jugador amb la major puntuació Sonneborn-Berger;
4. Play-off d'Escacs ràpids.

## Campionat del món d'escacs
El matx entre Magnus Carlsen i Viswanathan Anand va tenir lloc a Sotxi, Rússia, del 7 al 28 de novembre de 2014, sota els auspicis de la FIDE.

### Enfrontaments individuals previs
Abans del matx, del 2005 al 6 de novembre de 2014, Anand i Carlsen havien jugat 40 partides l'un contra l'altre amb control de temps clàssic, de les quals Carlsen n'ha guanyat sis, Anand ha guanyat sis, i vint-i-vuit varen ser taules.
| Enfrontaments directes | Enfrontaments directes | Enfrontaments directes | Enfrontaments directes | Enfrontaments directes | Enfrontaments directes |
|                        |                        | Victòries de Carlsen   | Taules                 | Victòries d'Anand      | Total                  |
| ---------------------- | ---------------------- | ---------------------- | ---------------------- | ---------------------- | ---------------------- |
| Classical              | Carlsen (blanques)     | 4                      | 13                     | 4                      | 21                     |
| Classical              | Anand (blanques)       | 2                      | 15                     | 2                      | 19                     |
| Classical              | Total                  | 6                      | 28                     | 6                      | 40                     |
| Blitz/rapid/exhibition | Blitz/rapid/exhibition | 9                      | 18                     | 10                     | 37                     |
| Total                  | Total                  | 15                     | 46                     | 16                     | 77                     |

### Programació i Resultats
El matx va tenir lloc a l'Olympic Media Center localitzat al districte d'Adler de Sotxi, a la vall d'Imeretinski, al mar Negre, a prop de les cases de Parc Olímpic de Sotxi i del principal Estadi Olímpic de Sotxi. L'Olympic Media Center va funcionar com el principal centre de mitjans durant els Jocs Olímpics d'Hivern de 2014. El matx pel títol va constar de 12 partides i si hagués estat necessari, s'haguessin fet més partides de desempat. El control de temps per a la part "clàssica" del matx va ser de 120 minuts per a les primeres 40 jugades, 60 minuts per als següents 20 moviments i 15 minuts després per a la resta de la partida amb un increment de 30 segons per jugada a partir del moviment 61.
|                   | Elo  | Partida 1 8 Nov. | Partida 2 9 Nov. | Partida 3 11 Nov. | Partida 4 12 Nov. | Partida 5 14 Nov. | Partida 6 15 Nov. | Partida 7 17 Nov. | Partida 8 18 Nov. | Partida 9 20 Nov. | Partida 10 21 Nov. | Partida 11 23 Nov. | Partida 12 25 Nov. | Punts |
| ----------------- | ---- | ---------------- | ---------------- | ----------------- | ----------------- | ----------------- | ----------------- | ----------------- | ----------------- | ----------------- | ------------------ | ------------------ | ------------------ | ----- |
| Magnus Carlsen    | 2863 | ½                | 1                | 0                 | ½                 | ½                 | 1                 | ½                 | ½                 | ½                 | ½                  | 1                  |                    | 6½    |
| Viswanathan Anand | 2792 | ½                | 0                | 1                 | ½                 | ½                 | 0                 | ½                 | ½                 | ½                 | ½                  | 0                  |                    | 4½    |

### Partides

#### Partida 1, Anand-Carlsen, ½–½
|   | a | b | c | d | e | f | g | h |   |
| 8 | d7 blanques dama · g7 negres rei · f6 negres peó · g6 negres peó · b5 negres peó · a4 negres peó · b4 blanques torre · f4 blanques peó · a3 blanques peó · a2 blanques rei · b2 blanques peó · c2 negres dama · h2 blanques peó · e1 negres torre | d7 blanques dama · g7 negres rei · f6 negres peó · g6 negres peó · b5 negres peó · a4 negres peó · b4 blanques torre · f4 blanques peó · a3 blanques peó · a2 blanques rei · b2 blanques peó · c2 negres dama · h2 blanques peó · e1 negres torre | d7 blanques dama · g7 negres rei · f6 negres peó · g6 negres peó · b5 negres peó · a4 negres peó · b4 blanques torre · f4 blanques peó · a3 blanques peó · a2 blanques rei · b2 blanques peó · c2 negres dama · h2 blanques peó · e1 negres torre | d7 blanques dama · g7 negres rei · f6 negres peó · g6 negres peó · b5 negres peó · a4 negres peó · b4 blanques torre · f4 blanques peó · a3 blanques peó · a2 blanques rei · b2 blanques peó · c2 negres dama · h2 blanques peó · e1 negres torre | d7 blanques dama · g7 negres rei · f6 negres peó · g6 negres peó · b5 negres peó · a4 negres peó · b4 blanques torre · f4 blanques peó · a3 blanques peó · a2 blanques rei · b2 blanques peó · c2 negres dama · h2 blanques peó · e1 negres torre | d7 blanques dama · g7 negres rei · f6 negres peó · g6 negres peó · b5 negres peó · a4 negres peó · b4 blanques torre · f4 blanques peó · a3 blanques peó · a2 blanques rei · b2 blanques peó · c2 negres dama · h2 blanques peó · e1 negres torre | d7 blanques dama · g7 negres rei · f6 negres peó · g6 negres peó · b5 negres peó · a4 negres peó · b4 blanques torre · f4 blanques peó · a3 blanques peó · a2 blanques rei · b2 blanques peó · c2 negres dama · h2 blanques peó · e1 negres torre | d7 blanques dama · g7 negres rei · f6 negres peó · g6 negres peó · b5 negres peó · a4 negres peó · b4 blanques torre · f4 blanques peó · a3 blanques peó · a2 blanques rei · b2 blanques peó · c2 negres dama · h2 blanques peó · e1 negres torre | 8 |
| 7 | d7 blanques dama · g7 negres rei · f6 negres peó · g6 negres peó · b5 negres peó · a4 negres peó · b4 blanques torre · f4 blanques peó · a3 blanques peó · a2 blanques rei · b2 blanques peó · c2 negres dama · h2 blanques peó · e1 negres torre | d7 blanques dama · g7 negres rei · f6 negres peó · g6 negres peó · b5 negres peó · a4 negres peó · b4 blanques torre · f4 blanques peó · a3 blanques peó · a2 blanques rei · b2 blanques peó · c2 negres dama · h2 blanques peó · e1 negres torre | d7 blanques dama · g7 negres rei · f6 negres peó · g6 negres peó · b5 negres peó · a4 negres peó · b4 blanques torre · f4 blanques peó · a3 blanques peó · a2 blanques rei · b2 blanques peó · c2 negres dama · h2 blanques peó · e1 negres torre | d7 blanques dama · g7 negres rei · f6 negres peó · g6 negres peó · b5 negres peó · a4 negres peó · b4 blanques torre · f4 blanques peó · a3 blanques peó · a2 blanques rei · b2 blanques peó · c2 negres dama · h2 blanques peó · e1 negres torre | d7 blanques dama · g7 negres rei · f6 negres peó · g6 negres peó · b5 negres peó · a4 negres peó · b4 blanques torre · f4 blanques peó · a3 blanques peó · a2 blanques rei · b2 blanques peó · c2 negres dama · h2 blanques peó · e1 negres torre | d7 blanques dama · g7 negres rei · f6 negres peó · g6 negres peó · b5 negres peó · a4 negres peó · b4 blanques torre · f4 blanques peó · a3 blanques peó · a2 blanques rei · b2 blanques peó · c2 negres dama · h2 blanques peó · e1 negres torre | d7 blanques dama · g7 negres rei · f6 negres peó · g6 negres peó · b5 negres peó · a4 negres peó · b4 blanques torre · f4 blanques peó · a3 blanques peó · a2 blanques rei · b2 blanques peó · c2 negres dama · h2 blanques peó · e1 negres torre | d7 blanques dama · g7 negres rei · f6 negres peó · g6 negres peó · b5 negres peó · a4 negres peó · b4 blanques torre · f4 blanques peó · a3 blanques peó · a2 blanques rei · b2 blanques peó · c2 negres dama · h2 blanques peó · e1 negres torre | 7 |
| 6 | d7 blanques dama · g7 negres rei · f6 negres peó · g6 negres peó · b5 negres peó · a4 negres peó · b4 blanques torre · f4 blanques peó · a3 blanques peó · a2 blanques rei · b2 blanques peó · c2 negres dama · h2 blanques peó · e1 negres torre | d7 blanques dama · g7 negres rei · f6 negres peó · g6 negres peó · b5 negres peó · a4 negres peó · b4 blanques torre · f4 blanques peó · a3 blanques peó · a2 blanques rei · b2 blanques peó · c2 negres dama · h2 blanques peó · e1 negres torre | d7 blanques dama · g7 negres rei · f6 negres peó · g6 negres peó · b5 negres peó · a4 negres peó · b4 blanques torre · f4 blanques peó · a3 blanques peó · a2 blanques rei · b2 blanques peó · c2 negres dama · h2 blanques peó · e1 negres torre | d7 blanques dama · g7 negres rei · f6 negres peó · g6 negres peó · b5 negres peó · a4 negres peó · b4 blanques torre · f4 blanques peó · a3 blanques peó · a2 blanques rei · b2 blanques peó · c2 negres dama · h2 blanques peó · e1 negres torre | d7 blanques dama · g7 negres rei · f6 negres peó · g6 negres peó · b5 negres peó · a4 negres peó · b4 blanques torre · f4 blanques peó · a3 blanques peó · a2 blanques rei · b2 blanques peó · c2 negres dama · h2 blanques peó · e1 negres torre | d7 blanques dama · g7 negres rei · f6 negres peó · g6 negres peó · b5 negres peó · a4 negres peó · b4 blanques torre · f4 blanques peó · a3 blanques peó · a2 blanques rei · b2 blanques peó · c2 negres dama · h2 blanques peó · e1 negres torre | d7 blanques dama · g7 negres rei · f6 negres peó · g6 negres peó · b5 negres peó · a4 negres peó · b4 blanques torre · f4 blanques peó · a3 blanques peó · a2 blanques rei · b2 blanques peó · c2 negres dama · h2 blanques peó · e1 negres torre | d7 blanques dama · g7 negres rei · f6 negres peó · g6 negres peó · b5 negres peó · a4 negres peó · b4 blanques torre · f4 blanques peó · a3 blanques peó · a2 blanques rei · b2 blanques peó · c2 negres dama · h2 blanques peó · e1 negres torre | 6 |
| 5 | d7 blanques dama · g7 negres rei · f6 negres peó · g6 negres peó · b5 negres peó · a4 negres peó · b4 blanques torre · f4 blanques peó · a3 blanques peó · a2 blanques rei · b2 blanques peó · c2 negres dama · h2 blanques peó · e1 negres torre | d7 blanques dama · g7 negres rei · f6 negres peó · g6 negres peó · b5 negres peó · a4 negres peó · b4 blanques torre · f4 blanques peó · a3 blanques peó · a2 blanques rei · b2 blanques peó · c2 negres dama · h2 blanques peó · e1 negres torre | d7 blanques dama · g7 negres rei · f6 negres peó · g6 negres peó · b5 negres peó · a4 negres peó · b4 blanques torre · f4 blanques peó · a3 blanques peó · a2 blanques rei · b2 blanques peó · c2 negres dama · h2 blanques peó · e1 negres torre | d7 blanques dama · g7 negres rei · f6 negres peó · g6 negres peó · b5 negres peó · a4 negres peó · b4 blanques torre · f4 blanques peó · a3 blanques peó · a2 blanques rei · b2 blanques peó · c2 negres dama · h2 blanques peó · e1 negres torre | d7 blanques dama · g7 negres rei · f6 negres peó · g6 negres peó · b5 negres peó · a4 negres peó · b4 blanques torre · f4 blanques peó · a3 blanques peó · a2 blanques rei · b2 blanques peó · c2 negres dama · h2 blanques peó · e1 negres torre | d7 blanques dama · g7 negres rei · f6 negres peó · g6 negres peó · b5 negres peó · a4 negres peó · b4 blanques torre · f4 blanques peó · a3 blanques peó · a2 blanques rei · b2 blanques peó · c2 negres dama · h2 blanques peó · e1 negres torre | d7 blanques dama · g7 negres rei · f6 negres peó · g6 negres peó · b5 negres peó · a4 negres peó · b4 blanques torre · f4 blanques peó · a3 blanques peó · a2 blanques rei · b2 blanques peó · c2 negres dama · h2 blanques peó · e1 negres torre | d7 blanques dama · g7 negres rei · f6 negres peó · g6 negres peó · b5 negres peó · a4 negres peó · b4 blanques torre · f4 blanques peó · a3 blanques peó · a2 blanques rei · b2 blanques peó · c2 negres dama · h2 blanques peó · e1 negres torre | 5 |
| 4 | d7 blanques dama · g7 negres rei · f6 negres peó · g6 negres peó · b5 negres peó · a4 negres peó · b4 blanques torre · f4 blanques peó · a3 blanques peó · a2 blanques rei · b2 blanques peó · c2 negres dama · h2 blanques peó · e1 negres torre | d7 blanques dama · g7 negres rei · f6 negres peó · g6 negres peó · b5 negres peó · a4 negres peó · b4 blanques torre · f4 blanques peó · a3 blanques peó · a2 blanques rei · b2 blanques peó · c2 negres dama · h2 blanques peó · e1 negres torre | d7 blanques dama · g7 negres rei · f6 negres peó · g6 negres peó · b5 negres peó · a4 negres peó · b4 blanques torre · f4 blanques peó · a3 blanques peó · a2 blanques rei · b2 blanques peó · c2 negres dama · h2 blanques peó · e1 negres torre | d7 blanques dama · g7 negres rei · f6 negres peó · g6 negres peó · b5 negres peó · a4 negres peó · b4 blanques torre · f4 blanques peó · a3 blanques peó · a2 blanques rei · b2 blanques peó · c2 negres dama · h2 blanques peó · e1 negres torre | d7 blanques dama · g7 negres rei · f6 negres peó · g6 negres peó · b5 negres peó · a4 negres peó · b4 blanques torre · f4 blanques peó · a3 blanques peó · a2 blanques rei · b2 blanques peó · c2 negres dama · h2 blanques peó · e1 negres torre | d7 blanques dama · g7 negres rei · f6 negres peó · g6 negres peó · b5 negres peó · a4 negres peó · b4 blanques torre · f4 blanques peó · a3 blanques peó · a2 blanques rei · b2 blanques peó · c2 negres dama · h2 blanques peó · e1 negres torre | d7 blanques dama · g7 negres rei · f6 negres peó · g6 negres peó · b5 negres peó · a4 negres peó · b4 blanques torre · f4 blanques peó · a3 blanques peó · a2 blanques rei · b2 blanques peó · c2 negres dama · h2 blanques peó · e1 negres torre | d7 blanques dama · g7 negres rei · f6 negres peó · g6 negres peó · b5 negres peó · a4 negres peó · b4 blanques torre · f4 blanques peó · a3 blanques peó · a2 blanques rei · b2 blanques peó · c2 negres dama · h2 blanques peó · e1 negres torre | 4 |
| 3 | d7 blanques dama · g7 negres rei · f6 negres peó · g6 negres peó · b5 negres peó · a4 negres peó · b4 blanques torre · f4 blanques peó · a3 blanques peó · a2 blanques rei · b2 blanques peó · c2 negres dama · h2 blanques peó · e1 negres torre | d7 blanques dama · g7 negres rei · f6 negres peó · g6 negres peó · b5 negres peó · a4 negres peó · b4 blanques torre · f4 blanques peó · a3 blanques peó · a2 blanques rei · b2 blanques peó · c2 negres dama · h2 blanques peó · e1 negres torre | d7 blanques dama · g7 negres rei · f6 negres peó · g6 negres peó · b5 negres peó · a4 negres peó · b4 blanques torre · f4 blanques peó · a3 blanques peó · a2 blanques rei · b2 blanques peó · c2 negres dama · h2 blanques peó · e1 negres torre | d7 blanques dama · g7 negres rei · f6 negres peó · g6 negres peó · b5 negres peó · a4 negres peó · b4 blanques torre · f4 blanques peó · a3 blanques peó · a2 blanques rei · b2 blanques peó · c2 negres dama · h2 blanques peó · e1 negres torre | d7 blanques dama · g7 negres rei · f6 negres peó · g6 negres peó · b5 negres peó · a4 negres peó · b4 blanques torre · f4 blanques peó · a3 blanques peó · a2 blanques rei · b2 blanques peó · c2 negres dama · h2 blanques peó · e1 negres torre | d7 blanques dama · g7 negres rei · f6 negres peó · g6 negres peó · b5 negres peó · a4 negres peó · b4 blanques torre · f4 blanques peó · a3 blanques peó · a2 blanques rei · b2 blanques peó · c2 negres dama · h2 blanques peó · e1 negres torre | d7 blanques dama · g7 negres rei · f6 negres peó · g6 negres peó · b5 negres peó · a4 negres peó · b4 blanques torre · f4 blanques peó · a3 blanques peó · a2 blanques rei · b2 blanques peó · c2 negres dama · h2 blanques peó · e1 negres torre | d7 blanques dama · g7 negres rei · f6 negres peó · g6 negres peó · b5 negres peó · a4 negres peó · b4 blanques torre · f4 blanques peó · a3 blanques peó · a2 blanques rei · b2 blanques peó · c2 negres dama · h2 blanques peó · e1 negres torre | 3 |
| 2 | d7 blanques dama · g7 negres rei · f6 negres peó · g6 negres peó · b5 negres peó · a4 negres peó · b4 blanques torre · f4 blanques peó · a3 blanques peó · a2 blanques rei · b2 blanques peó · c2 negres dama · h2 blanques peó · e1 negres torre | d7 blanques dama · g7 negres rei · f6 negres peó · g6 negres peó · b5 negres peó · a4 negres peó · b4 blanques torre · f4 blanques peó · a3 blanques peó · a2 blanques rei · b2 blanques peó · c2 negres dama · h2 blanques peó · e1 negres torre | d7 blanques dama · g7 negres rei · f6 negres peó · g6 negres peó · b5 negres peó · a4 negres peó · b4 blanques torre · f4 blanques peó · a3 blanques peó · a2 blanques rei · b2 blanques peó · c2 negres dama · h2 blanques peó · e1 negres torre | d7 blanques dama · g7 negres rei · f6 negres peó · g6 negres peó · b5 negres peó · a4 negres peó · b4 blanques torre · f4 blanques peó · a3 blanques peó · a2 blanques rei · b2 blanques peó · c2 negres dama · h2 blanques peó · e1 negres torre | d7 blanques dama · g7 negres rei · f6 negres peó · g6 negres peó · b5 negres peó · a4 negres peó · b4 blanques torre · f4 blanques peó · a3 blanques peó · a2 blanques rei · b2 blanques peó · c2 negres dama · h2 blanques peó · e1 negres torre | d7 blanques dama · g7 negres rei · f6 negres peó · g6 negres peó · b5 negres peó · a4 negres peó · b4 blanques torre · f4 blanques peó · a3 blanques peó · a2 blanques rei · b2 blanques peó · c2 negres dama · h2 blanques peó · e1 negres torre | d7 blanques dama · g7 negres rei · f6 negres peó · g6 negres peó · b5 negres peó · a4 negres peó · b4 blanques torre · f4 blanques peó · a3 blanques peó · a2 blanques rei · b2 blanques peó · c2 negres dama · h2 blanques peó · e1 negres torre | d7 blanques dama · g7 negres rei · f6 negres peó · g6 negres peó · b5 negres peó · a4 negres peó · b4 blanques torre · f4 blanques peó · a3 blanques peó · a2 blanques rei · b2 blanques peó · c2 negres dama · h2 blanques peó · e1 negres torre | 2 |
| 1 | d7 blanques dama · g7 negres rei · f6 negres peó · g6 negres peó · b5 negres peó · a4 negres peó · b4 blanques torre · f4 blanques peó · a3 blanques peó · a2 blanques rei · b2 blanques peó · c2 negres dama · h2 blanques peó · e1 negres torre | d7 blanques dama · g7 negres rei · f6 negres peó · g6 negres peó · b5 negres peó · a4 negres peó · b4 blanques torre · f4 blanques peó · a3 blanques peó · a2 blanques rei · b2 blanques peó · c2 negres dama · h2 blanques peó · e1 negres torre | d7 blanques dama · g7 negres rei · f6 negres peó · g6 negres peó · b5 negres peó · a4 negres peó · b4 blanques torre · f4 blanques peó · a3 blanques peó · a2 blanques rei · b2 blanques peó · c2 negres dama · h2 blanques peó · e1 negres torre | d7 blanques dama · g7 negres rei · f6 negres peó · g6 negres peó · b5 negres peó · a4 negres peó · b4 blanques torre · f4 blanques peó · a3 blanques peó · a2 blanques rei · b2 blanques peó · c2 negres dama · h2 blanques peó · e1 negres torre | d7 blanques dama · g7 negres rei · f6 negres peó · g6 negres peó · b5 negres peó · a4 negres peó · b4 blanques torre · f4 blanques peó · a3 blanques peó · a2 blanques rei · b2 blanques peó · c2 negres dama · h2 blanques peó · e1 negres torre | d7 blanques dama · g7 negres rei · f6 negres peó · g6 negres peó · b5 negres peó · a4 negres peó · b4 blanques torre · f4 blanques peó · a3 blanques peó · a2 blanques rei · b2 blanques peó · c2 negres dama · h2 blanques peó · e1 negres torre | d7 blanques dama · g7 negres rei · f6 negres peó · g6 negres peó · b5 negres peó · a4 negres peó · b4 blanques torre · f4 blanques peó · a3 blanques peó · a2 blanques rei · b2 blanques peó · c2 negres dama · h2 blanques peó · e1 negres torre | d7 blanques dama · g7 negres rei · f6 negres peó · g6 negres peó · b5 negres peó · a4 negres peó · b4 blanques torre · f4 blanques peó · a3 blanques peó · a2 blanques rei · b2 blanques peó · c2 negres dama · h2 blanques peó · e1 negres torre | 1 |
|   | a | b | c | d | e | f | g | h |   |

La primera partida del matx es va disputar el 8 de novembre de 2014. Anand va sortir de peó de dama i Carlsen va replicar amb una defensa Grünfeld. Anand, que anava malament de temps, va buscar un mig joc de torres i dames que li permetés una partida igualda. Carlsen no va aprofitar la seva oportunitat de jugar 42...Te3! i va permetre unes ràpides taules després de 42...Te2 43. Tb4 b5 44. Dh1!
Defensa Grünfeld, variant del canvi (ECO D85) 
1. d4 Cf6 2. c4 g6 3. Cc3 d5 4. cxd5 Cxd5 5. Ad2 Ag7 6. e4 Cxc3 7. Axc3 O-O 8. Dd2 Cc6 9. Cf3 Ag4 10. d5 Axf3 11. Axg7 Rxg7 12. gxf3 Ce5 13. O-O-O c6 14. Dc3 f6 15. Ah3 cxd5 16. exd5 Cf7 17. f4 Dd6 18. Dd4 Tad8 19. Ae6 Db6 20. Dd2 Td6 21. The1 Cd8 22. f5 Cxe6 23. Txe6 Dc7+ 24. Rb1 Tc8 25. Tde1 Txe6 26. Txe6 Td8 27. De3 Td7 28. d6 exd6 29. Dd4 Tf7 30. fxg6 hxg6 31. Txd6 a6 32. a3 Da5 33. f4 Dh5 34. Dd2 Dc5 35. Td5 Dc4 36. Td7 Dc6 37. Td6 De4+ 38. Ra2 Te7 39. Dc1 a5 40. Df1 a4 41. Td1 Dc2 42. Td4 Te2 43. Tb4 b5 44. Dh1 Te7 45. Dd5 Te1 46. Dd7+ Rh6 47. Dh3+ Rg7 48. Dd7+ (diagrama) ½–½

#### Partida 2, Carlsen–Anand, 1–0
|   | a | b | c | d | e | f | g | h |   |
| 8 | f8 negres torre · g8 negres rei · e7 blanques torre · g7 negres peó · h7 negres peó · d6 negres dama · f6 negres peó · a5 negres peó · c5 negres peó · f5 blanques peó · a4 blanques peó · e4 blanques dama · h4 blanques peó · f3 negres peó · g3 blanques peó · c2 blanques peó · f2 blanques peó · h2 blanques rei | f8 negres torre · g8 negres rei · e7 blanques torre · g7 negres peó · h7 negres peó · d6 negres dama · f6 negres peó · a5 negres peó · c5 negres peó · f5 blanques peó · a4 blanques peó · e4 blanques dama · h4 blanques peó · f3 negres peó · g3 blanques peó · c2 blanques peó · f2 blanques peó · h2 blanques rei | f8 negres torre · g8 negres rei · e7 blanques torre · g7 negres peó · h7 negres peó · d6 negres dama · f6 negres peó · a5 negres peó · c5 negres peó · f5 blanques peó · a4 blanques peó · e4 blanques dama · h4 blanques peó · f3 negres peó · g3 blanques peó · c2 blanques peó · f2 blanques peó · h2 blanques rei | f8 negres torre · g8 negres rei · e7 blanques torre · g7 negres peó · h7 negres peó · d6 negres dama · f6 negres peó · a5 negres peó · c5 negres peó · f5 blanques peó · a4 blanques peó · e4 blanques dama · h4 blanques peó · f3 negres peó · g3 blanques peó · c2 blanques peó · f2 blanques peó · h2 blanques rei | f8 negres torre · g8 negres rei · e7 blanques torre · g7 negres peó · h7 negres peó · d6 negres dama · f6 negres peó · a5 negres peó · c5 negres peó · f5 blanques peó · a4 blanques peó · e4 blanques dama · h4 blanques peó · f3 negres peó · g3 blanques peó · c2 blanques peó · f2 blanques peó · h2 blanques rei | f8 negres torre · g8 negres rei · e7 blanques torre · g7 negres peó · h7 negres peó · d6 negres dama · f6 negres peó · a5 negres peó · c5 negres peó · f5 blanques peó · a4 blanques peó · e4 blanques dama · h4 blanques peó · f3 negres peó · g3 blanques peó · c2 blanques peó · f2 blanques peó · h2 blanques rei | f8 negres torre · g8 negres rei · e7 blanques torre · g7 negres peó · h7 negres peó · d6 negres dama · f6 negres peó · a5 negres peó · c5 negres peó · f5 blanques peó · a4 blanques peó · e4 blanques dama · h4 blanques peó · f3 negres peó · g3 blanques peó · c2 blanques peó · f2 blanques peó · h2 blanques rei | f8 negres torre · g8 negres rei · e7 blanques torre · g7 negres peó · h7 negres peó · d6 negres dama · f6 negres peó · a5 negres peó · c5 negres peó · f5 blanques peó · a4 blanques peó · e4 blanques dama · h4 blanques peó · f3 negres peó · g3 blanques peó · c2 blanques peó · f2 blanques peó · h2 blanques rei | 8 |
| 7 | f8 negres torre · g8 negres rei · e7 blanques torre · g7 negres peó · h7 negres peó · d6 negres dama · f6 negres peó · a5 negres peó · c5 negres peó · f5 blanques peó · a4 blanques peó · e4 blanques dama · h4 blanques peó · f3 negres peó · g3 blanques peó · c2 blanques peó · f2 blanques peó · h2 blanques rei | f8 negres torre · g8 negres rei · e7 blanques torre · g7 negres peó · h7 negres peó · d6 negres dama · f6 negres peó · a5 negres peó · c5 negres peó · f5 blanques peó · a4 blanques peó · e4 blanques dama · h4 blanques peó · f3 negres peó · g3 blanques peó · c2 blanques peó · f2 blanques peó · h2 blanques rei | f8 negres torre · g8 negres rei · e7 blanques torre · g7 negres peó · h7 negres peó · d6 negres dama · f6 negres peó · a5 negres peó · c5 negres peó · f5 blanques peó · a4 blanques peó · e4 blanques dama · h4 blanques peó · f3 negres peó · g3 blanques peó · c2 blanques peó · f2 blanques peó · h2 blanques rei | f8 negres torre · g8 negres rei · e7 blanques torre · g7 negres peó · h7 negres peó · d6 negres dama · f6 negres peó · a5 negres peó · c5 negres peó · f5 blanques peó · a4 blanques peó · e4 blanques dama · h4 blanques peó · f3 negres peó · g3 blanques peó · c2 blanques peó · f2 blanques peó · h2 blanques rei | f8 negres torre · g8 negres rei · e7 blanques torre · g7 negres peó · h7 negres peó · d6 negres dama · f6 negres peó · a5 negres peó · c5 negres peó · f5 blanques peó · a4 blanques peó · e4 blanques dama · h4 blanques peó · f3 negres peó · g3 blanques peó · c2 blanques peó · f2 blanques peó · h2 blanques rei | f8 negres torre · g8 negres rei · e7 blanques torre · g7 negres peó · h7 negres peó · d6 negres dama · f6 negres peó · a5 negres peó · c5 negres peó · f5 blanques peó · a4 blanques peó · e4 blanques dama · h4 blanques peó · f3 negres peó · g3 blanques peó · c2 blanques peó · f2 blanques peó · h2 blanques rei | f8 negres torre · g8 negres rei · e7 blanques torre · g7 negres peó · h7 negres peó · d6 negres dama · f6 negres peó · a5 negres peó · c5 negres peó · f5 blanques peó · a4 blanques peó · e4 blanques dama · h4 blanques peó · f3 negres peó · g3 blanques peó · c2 blanques peó · f2 blanques peó · h2 blanques rei | f8 negres torre · g8 negres rei · e7 blanques torre · g7 negres peó · h7 negres peó · d6 negres dama · f6 negres peó · a5 negres peó · c5 negres peó · f5 blanques peó · a4 blanques peó · e4 blanques dama · h4 blanques peó · f3 negres peó · g3 blanques peó · c2 blanques peó · f2 blanques peó · h2 blanques rei | 7 |
| 6 | f8 negres torre · g8 negres rei · e7 blanques torre · g7 negres peó · h7 negres peó · d6 negres dama · f6 negres peó · a5 negres peó · c5 negres peó · f5 blanques peó · a4 blanques peó · e4 blanques dama · h4 blanques peó · f3 negres peó · g3 blanques peó · c2 blanques peó · f2 blanques peó · h2 blanques rei | f8 negres torre · g8 negres rei · e7 blanques torre · g7 negres peó · h7 negres peó · d6 negres dama · f6 negres peó · a5 negres peó · c5 negres peó · f5 blanques peó · a4 blanques peó · e4 blanques dama · h4 blanques peó · f3 negres peó · g3 blanques peó · c2 blanques peó · f2 blanques peó · h2 blanques rei | f8 negres torre · g8 negres rei · e7 blanques torre · g7 negres peó · h7 negres peó · d6 negres dama · f6 negres peó · a5 negres peó · c5 negres peó · f5 blanques peó · a4 blanques peó · e4 blanques dama · h4 blanques peó · f3 negres peó · g3 blanques peó · c2 blanques peó · f2 blanques peó · h2 blanques rei | f8 negres torre · g8 negres rei · e7 blanques torre · g7 negres peó · h7 negres peó · d6 negres dama · f6 negres peó · a5 negres peó · c5 negres peó · f5 blanques peó · a4 blanques peó · e4 blanques dama · h4 blanques peó · f3 negres peó · g3 blanques peó · c2 blanques peó · f2 blanques peó · h2 blanques rei | f8 negres torre · g8 negres rei · e7 blanques torre · g7 negres peó · h7 negres peó · d6 negres dama · f6 negres peó · a5 negres peó · c5 negres peó · f5 blanques peó · a4 blanques peó · e4 blanques dama · h4 blanques peó · f3 negres peó · g3 blanques peó · c2 blanques peó · f2 blanques peó · h2 blanques rei | f8 negres torre · g8 negres rei · e7 blanques torre · g7 negres peó · h7 negres peó · d6 negres dama · f6 negres peó · a5 negres peó · c5 negres peó · f5 blanques peó · a4 blanques peó · e4 blanques dama · h4 blanques peó · f3 negres peó · g3 blanques peó · c2 blanques peó · f2 blanques peó · h2 blanques rei | f8 negres torre · g8 negres rei · e7 blanques torre · g7 negres peó · h7 negres peó · d6 negres dama · f6 negres peó · a5 negres peó · c5 negres peó · f5 blanques peó · a4 blanques peó · e4 blanques dama · h4 blanques peó · f3 negres peó · g3 blanques peó · c2 blanques peó · f2 blanques peó · h2 blanques rei | f8 negres torre · g8 negres rei · e7 blanques torre · g7 negres peó · h7 negres peó · d6 negres dama · f6 negres peó · a5 negres peó · c5 negres peó · f5 blanques peó · a4 blanques peó · e4 blanques dama · h4 blanques peó · f3 negres peó · g3 blanques peó · c2 blanques peó · f2 blanques peó · h2 blanques rei | 6 |
| 5 | f8 negres torre · g8 negres rei · e7 blanques torre · g7 negres peó · h7 negres peó · d6 negres dama · f6 negres peó · a5 negres peó · c5 negres peó · f5 blanques peó · a4 blanques peó · e4 blanques dama · h4 blanques peó · f3 negres peó · g3 blanques peó · c2 blanques peó · f2 blanques peó · h2 blanques rei | f8 negres torre · g8 negres rei · e7 blanques torre · g7 negres peó · h7 negres peó · d6 negres dama · f6 negres peó · a5 negres peó · c5 negres peó · f5 blanques peó · a4 blanques peó · e4 blanques dama · h4 blanques peó · f3 negres peó · g3 blanques peó · c2 blanques peó · f2 blanques peó · h2 blanques rei | f8 negres torre · g8 negres rei · e7 blanques torre · g7 negres peó · h7 negres peó · d6 negres dama · f6 negres peó · a5 negres peó · c5 negres peó · f5 blanques peó · a4 blanques peó · e4 blanques dama · h4 blanques peó · f3 negres peó · g3 blanques peó · c2 blanques peó · f2 blanques peó · h2 blanques rei | f8 negres torre · g8 negres rei · e7 blanques torre · g7 negres peó · h7 negres peó · d6 negres dama · f6 negres peó · a5 negres peó · c5 negres peó · f5 blanques peó · a4 blanques peó · e4 blanques dama · h4 blanques peó · f3 negres peó · g3 blanques peó · c2 blanques peó · f2 blanques peó · h2 blanques rei | f8 negres torre · g8 negres rei · e7 blanques torre · g7 negres peó · h7 negres peó · d6 negres dama · f6 negres peó · a5 negres peó · c5 negres peó · f5 blanques peó · a4 blanques peó · e4 blanques dama · h4 blanques peó · f3 negres peó · g3 blanques peó · c2 blanques peó · f2 blanques peó · h2 blanques rei | f8 negres torre · g8 negres rei · e7 blanques torre · g7 negres peó · h7 negres peó · d6 negres dama · f6 negres peó · a5 negres peó · c5 negres peó · f5 blanques peó · a4 blanques peó · e4 blanques dama · h4 blanques peó · f3 negres peó · g3 blanques peó · c2 blanques peó · f2 blanques peó · h2 blanques rei | f8 negres torre · g8 negres rei · e7 blanques torre · g7 negres peó · h7 negres peó · d6 negres dama · f6 negres peó · a5 negres peó · c5 negres peó · f5 blanques peó · a4 blanques peó · e4 blanques dama · h4 blanques peó · f3 negres peó · g3 blanques peó · c2 blanques peó · f2 blanques peó · h2 blanques rei | f8 negres torre · g8 negres rei · e7 blanques torre · g7 negres peó · h7 negres peó · d6 negres dama · f6 negres peó · a5 negres peó · c5 negres peó · f5 blanques peó · a4 blanques peó · e4 blanques dama · h4 blanques peó · f3 negres peó · g3 blanques peó · c2 blanques peó · f2 blanques peó · h2 blanques rei | 5 |
| 4 | f8 negres torre · g8 negres rei · e7 blanques torre · g7 negres peó · h7 negres peó · d6 negres dama · f6 negres peó · a5 negres peó · c5 negres peó · f5 blanques peó · a4 blanques peó · e4 blanques dama · h4 blanques peó · f3 negres peó · g3 blanques peó · c2 blanques peó · f2 blanques peó · h2 blanques rei | f8 negres torre · g8 negres rei · e7 blanques torre · g7 negres peó · h7 negres peó · d6 negres dama · f6 negres peó · a5 negres peó · c5 negres peó · f5 blanques peó · a4 blanques peó · e4 blanques dama · h4 blanques peó · f3 negres peó · g3 blanques peó · c2 blanques peó · f2 blanques peó · h2 blanques rei | f8 negres torre · g8 negres rei · e7 blanques torre · g7 negres peó · h7 negres peó · d6 negres dama · f6 negres peó · a5 negres peó · c5 negres peó · f5 blanques peó · a4 blanques peó · e4 blanques dama · h4 blanques peó · f3 negres peó · g3 blanques peó · c2 blanques peó · f2 blanques peó · h2 blanques rei | f8 negres torre · g8 negres rei · e7 blanques torre · g7 negres peó · h7 negres peó · d6 negres dama · f6 negres peó · a5 negres peó · c5 negres peó · f5 blanques peó · a4 blanques peó · e4 blanques dama · h4 blanques peó · f3 negres peó · g3 blanques peó · c2 blanques peó · f2 blanques peó · h2 blanques rei | f8 negres torre · g8 negres rei · e7 blanques torre · g7 negres peó · h7 negres peó · d6 negres dama · f6 negres peó · a5 negres peó · c5 negres peó · f5 blanques peó · a4 blanques peó · e4 blanques dama · h4 blanques peó · f3 negres peó · g3 blanques peó · c2 blanques peó · f2 blanques peó · h2 blanques rei | f8 negres torre · g8 negres rei · e7 blanques torre · g7 negres peó · h7 negres peó · d6 negres dama · f6 negres peó · a5 negres peó · c5 negres peó · f5 blanques peó · a4 blanques peó · e4 blanques dama · h4 blanques peó · f3 negres peó · g3 blanques peó · c2 blanques peó · f2 blanques peó · h2 blanques rei | f8 negres torre · g8 negres rei · e7 blanques torre · g7 negres peó · h7 negres peó · d6 negres dama · f6 negres peó · a5 negres peó · c5 negres peó · f5 blanques peó · a4 blanques peó · e4 blanques dama · h4 blanques peó · f3 negres peó · g3 blanques peó · c2 blanques peó · f2 blanques peó · h2 blanques rei | f8 negres torre · g8 negres rei · e7 blanques torre · g7 negres peó · h7 negres peó · d6 negres dama · f6 negres peó · a5 negres peó · c5 negres peó · f5 blanques peó · a4 blanques peó · e4 blanques dama · h4 blanques peó · f3 negres peó · g3 blanques peó · c2 blanques peó · f2 blanques peó · h2 blanques rei | 4 |
| 3 | f8 negres torre · g8 negres rei · e7 blanques torre · g7 negres peó · h7 negres peó · d6 negres dama · f6 negres peó · a5 negres peó · c5 negres peó · f5 blanques peó · a4 blanques peó · e4 blanques dama · h4 blanques peó · f3 negres peó · g3 blanques peó · c2 blanques peó · f2 blanques peó · h2 blanques rei | f8 negres torre · g8 negres rei · e7 blanques torre · g7 negres peó · h7 negres peó · d6 negres dama · f6 negres peó · a5 negres peó · c5 negres peó · f5 blanques peó · a4 blanques peó · e4 blanques dama · h4 blanques peó · f3 negres peó · g3 blanques peó · c2 blanques peó · f2 blanques peó · h2 blanques rei | f8 negres torre · g8 negres rei · e7 blanques torre · g7 negres peó · h7 negres peó · d6 negres dama · f6 negres peó · a5 negres peó · c5 negres peó · f5 blanques peó · a4 blanques peó · e4 blanques dama · h4 blanques peó · f3 negres peó · g3 blanques peó · c2 blanques peó · f2 blanques peó · h2 blanques rei | f8 negres torre · g8 negres rei · e7 blanques torre · g7 negres peó · h7 negres peó · d6 negres dama · f6 negres peó · a5 negres peó · c5 negres peó · f5 blanques peó · a4 blanques peó · e4 blanques dama · h4 blanques peó · f3 negres peó · g3 blanques peó · c2 blanques peó · f2 blanques peó · h2 blanques rei | f8 negres torre · g8 negres rei · e7 blanques torre · g7 negres peó · h7 negres peó · d6 negres dama · f6 negres peó · a5 negres peó · c5 negres peó · f5 blanques peó · a4 blanques peó · e4 blanques dama · h4 blanques peó · f3 negres peó · g3 blanques peó · c2 blanques peó · f2 blanques peó · h2 blanques rei | f8 negres torre · g8 negres rei · e7 blanques torre · g7 negres peó · h7 negres peó · d6 negres dama · f6 negres peó · a5 negres peó · c5 negres peó · f5 blanques peó · a4 blanques peó · e4 blanques dama · h4 blanques peó · f3 negres peó · g3 blanques peó · c2 blanques peó · f2 blanques peó · h2 blanques rei | f8 negres torre · g8 negres rei · e7 blanques torre · g7 negres peó · h7 negres peó · d6 negres dama · f6 negres peó · a5 negres peó · c5 negres peó · f5 blanques peó · a4 blanques peó · e4 blanques dama · h4 blanques peó · f3 negres peó · g3 blanques peó · c2 blanques peó · f2 blanques peó · h2 blanques rei | f8 negres torre · g8 negres rei · e7 blanques torre · g7 negres peó · h7 negres peó · d6 negres dama · f6 negres peó · a5 negres peó · c5 negres peó · f5 blanques peó · a4 blanques peó · e4 blanques dama · h4 blanques peó · f3 negres peó · g3 blanques peó · c2 blanques peó · f2 blanques peó · h2 blanques rei | 3 |
| 2 | f8 negres torre · g8 negres rei · e7 blanques torre · g7 negres peó · h7 negres peó · d6 negres dama · f6 negres peó · a5 negres peó · c5 negres peó · f5 blanques peó · a4 blanques peó · e4 blanques dama · h4 blanques peó · f3 negres peó · g3 blanques peó · c2 blanques peó · f2 blanques peó · h2 blanques rei | f8 negres torre · g8 negres rei · e7 blanques torre · g7 negres peó · h7 negres peó · d6 negres dama · f6 negres peó · a5 negres peó · c5 negres peó · f5 blanques peó · a4 blanques peó · e4 blanques dama · h4 blanques peó · f3 negres peó · g3 blanques peó · c2 blanques peó · f2 blanques peó · h2 blanques rei | f8 negres torre · g8 negres rei · e7 blanques torre · g7 negres peó · h7 negres peó · d6 negres dama · f6 negres peó · a5 negres peó · c5 negres peó · f5 blanques peó · a4 blanques peó · e4 blanques dama · h4 blanques peó · f3 negres peó · g3 blanques peó · c2 blanques peó · f2 blanques peó · h2 blanques rei | f8 negres torre · g8 negres rei · e7 blanques torre · g7 negres peó · h7 negres peó · d6 negres dama · f6 negres peó · a5 negres peó · c5 negres peó · f5 blanques peó · a4 blanques peó · e4 blanques dama · h4 blanques peó · f3 negres peó · g3 blanques peó · c2 blanques peó · f2 blanques peó · h2 blanques rei | f8 negres torre · g8 negres rei · e7 blanques torre · g7 negres peó · h7 negres peó · d6 negres dama · f6 negres peó · a5 negres peó · c5 negres peó · f5 blanques peó · a4 blanques peó · e4 blanques dama · h4 blanques peó · f3 negres peó · g3 blanques peó · c2 blanques peó · f2 blanques peó · h2 blanques rei | f8 negres torre · g8 negres rei · e7 blanques torre · g7 negres peó · h7 negres peó · d6 negres dama · f6 negres peó · a5 negres peó · c5 negres peó · f5 blanques peó · a4 blanques peó · e4 blanques dama · h4 blanques peó · f3 negres peó · g3 blanques peó · c2 blanques peó · f2 blanques peó · h2 blanques rei | f8 negres torre · g8 negres rei · e7 blanques torre · g7 negres peó · h7 negres peó · d6 negres dama · f6 negres peó · a5 negres peó · c5 negres peó · f5 blanques peó · a4 blanques peó · e4 blanques dama · h4 blanques peó · f3 negres peó · g3 blanques peó · c2 blanques peó · f2 blanques peó · h2 blanques rei | f8 negres torre · g8 negres rei · e7 blanques torre · g7 negres peó · h7 negres peó · d6 negres dama · f6 negres peó · a5 negres peó · c5 negres peó · f5 blanques peó · a4 blanques peó · e4 blanques dama · h4 blanques peó · f3 negres peó · g3 blanques peó · c2 blanques peó · f2 blanques peó · h2 blanques rei | 2 |
| 1 | f8 negres torre · g8 negres rei · e7 blanques torre · g7 negres peó · h7 negres peó · d6 negres dama · f6 negres peó · a5 negres peó · c5 negres peó · f5 blanques peó · a4 blanques peó · e4 blanques dama · h4 blanques peó · f3 negres peó · g3 blanques peó · c2 blanques peó · f2 blanques peó · h2 blanques rei | f8 negres torre · g8 negres rei · e7 blanques torre · g7 negres peó · h7 negres peó · d6 negres dama · f6 negres peó · a5 negres peó · c5 negres peó · f5 blanques peó · a4 blanques peó · e4 blanques dama · h4 blanques peó · f3 negres peó · g3 blanques peó · c2 blanques peó · f2 blanques peó · h2 blanques rei | f8 negres torre · g8 negres rei · e7 blanques torre · g7 negres peó · h7 negres peó · d6 negres dama · f6 negres peó · a5 negres peó · c5 negres peó · f5 blanques peó · a4 blanques peó · e4 blanques dama · h4 blanques peó · f3 negres peó · g3 blanques peó · c2 blanques peó · f2 blanques peó · h2 blanques rei | f8 negres torre · g8 negres rei · e7 blanques torre · g7 negres peó · h7 negres peó · d6 negres dama · f6 negres peó · a5 negres peó · c5 negres peó · f5 blanques peó · a4 blanques peó · e4 blanques dama · h4 blanques peó · f3 negres peó · g3 blanques peó · c2 blanques peó · f2 blanques peó · h2 blanques rei | f8 negres torre · g8 negres rei · e7 blanques torre · g7 negres peó · h7 negres peó · d6 negres dama · f6 negres peó · a5 negres peó · c5 negres peó · f5 blanques peó · a4 blanques peó · e4 blanques dama · h4 blanques peó · f3 negres peó · g3 blanques peó · c2 blanques peó · f2 blanques peó · h2 blanques rei | f8 negres torre · g8 negres rei · e7 blanques torre · g7 negres peó · h7 negres peó · d6 negres dama · f6 negres peó · a5 negres peó · c5 negres peó · f5 blanques peó · a4 blanques peó · e4 blanques dama · h4 blanques peó · f3 negres peó · g3 blanques peó · c2 blanques peó · f2 blanques peó · h2 blanques rei | f8 negres torre · g8 negres rei · e7 blanques torre · g7 negres peó · h7 negres peó · d6 negres dama · f6 negres peó · a5 negres peó · c5 negres peó · f5 blanques peó · a4 blanques peó · e4 blanques dama · h4 blanques peó · f3 negres peó · g3 blanques peó · c2 blanques peó · f2 blanques peó · h2 blanques rei | f8 negres torre · g8 negres rei · e7 blanques torre · g7 negres peó · h7 negres peó · d6 negres dama · f6 negres peó · a5 negres peó · c5 negres peó · f5 blanques peó · a4 blanques peó · e4 blanques dama · h4 blanques peó · f3 negres peó · g3 blanques peó · c2 blanques peó · f2 blanques peó · h2 blanques rei | 1 |
|   | a | b | c | d | e | f | g | h |   |

La segona partida es va jugar el 9 de novembre de 2014. L'obertura fou la sòlida variant berlinesa de la Ruy Lopez en què Carlsen jugà 4.d3 en comptes de la línia principal 4.0-0 Ce4. Carlsen va lliurar la parella d'alfils per doblar els peons- d'Anand, i el resultat de l'obertura fou d'igualtat aproximada. Malgrat això, els moviments d'Anand 16...Td8, 18...Ae6, i 19...Cg6 varen contribuir a fer que la seva posició esdevingués poc agradable. Al final de peces majors Carlsen va activar les peces i el seu punt fort avançat a e6 li va donar clar avantatge. La partida va acabar sobtadament quan Anand va cometre una Greu errada amb 34...h5??, ja que després de 35.Db7 no hi ha defensa acceptable contra 36.Tg7+ Rh8 37.Th7+ Rg8 38.Dg7 amb mat. Carlsen es posava així líder en el matx.
Ruy Lopez, defensa berlinesa (ECO C65) 
1. e4 e5 2. Cf3 Cc6 3. Ab5 Cf6 4. d3 Ac5 5. 0-0 d6 6. Te1 0-0 7. Ac6 bc6 8. h3 Te8 9. Cbd2 Cd7 10. Cc4 Ab6 11. a4 a5 12. Cb6 cb6 13. d4 Dc7 14. Ta3 Cf8 15. de5 de5 16. Ch4 Td8 17. Dh5 f6 18. Cf5 Ae6 19. Tg3 Cg6 20. h4 Af5 21. ef5 Cf4 22. Af4 ef4 23. Tc3 c5 24. Te6 Tab8 25. Tc4 Dd7 26. Rh2 Tf8 27. Tce4 Tb7 28. De2 b5 29. b3 ba4 30. ba4 Tb4 31. Te7 Dd6 32. Df3 Te4 33. De4 f3 34. g3 (diagrama) h5 35. Db7 1–0

#### Partida 3, Anand-Carlsen, 1–0
|   | a | b | c | d | e | f | g | h |   |
| 8 | c8 negres torre · g8 negres rei · c7 blanques peó · d7 negres dama · f7 negres peó · h7 negres peó · b6 blanques dama · c6 blanques torre · e6 negres peó · d5 negres torre · g5 negres peó · b4 negres alfil · d4 blanques peó · a3 negres peó · e3 blanques peó · g3 blanques alfil · g2 blanques peó · h2 blanques peó · a1 blanques torre · g1 blanques rei | c8 negres torre · g8 negres rei · c7 blanques peó · d7 negres dama · f7 negres peó · h7 negres peó · b6 blanques dama · c6 blanques torre · e6 negres peó · d5 negres torre · g5 negres peó · b4 negres alfil · d4 blanques peó · a3 negres peó · e3 blanques peó · g3 blanques alfil · g2 blanques peó · h2 blanques peó · a1 blanques torre · g1 blanques rei | c8 negres torre · g8 negres rei · c7 blanques peó · d7 negres dama · f7 negres peó · h7 negres peó · b6 blanques dama · c6 blanques torre · e6 negres peó · d5 negres torre · g5 negres peó · b4 negres alfil · d4 blanques peó · a3 negres peó · e3 blanques peó · g3 blanques alfil · g2 blanques peó · h2 blanques peó · a1 blanques torre · g1 blanques rei | c8 negres torre · g8 negres rei · c7 blanques peó · d7 negres dama · f7 negres peó · h7 negres peó · b6 blanques dama · c6 blanques torre · e6 negres peó · d5 negres torre · g5 negres peó · b4 negres alfil · d4 blanques peó · a3 negres peó · e3 blanques peó · g3 blanques alfil · g2 blanques peó · h2 blanques peó · a1 blanques torre · g1 blanques rei | c8 negres torre · g8 negres rei · c7 blanques peó · d7 negres dama · f7 negres peó · h7 negres peó · b6 blanques dama · c6 blanques torre · e6 negres peó · d5 negres torre · g5 negres peó · b4 negres alfil · d4 blanques peó · a3 negres peó · e3 blanques peó · g3 blanques alfil · g2 blanques peó · h2 blanques peó · a1 blanques torre · g1 blanques rei | c8 negres torre · g8 negres rei · c7 blanques peó · d7 negres dama · f7 negres peó · h7 negres peó · b6 blanques dama · c6 blanques torre · e6 negres peó · d5 negres torre · g5 negres peó · b4 negres alfil · d4 blanques peó · a3 negres peó · e3 blanques peó · g3 blanques alfil · g2 blanques peó · h2 blanques peó · a1 blanques torre · g1 blanques rei | c8 negres torre · g8 negres rei · c7 blanques peó · d7 negres dama · f7 negres peó · h7 negres peó · b6 blanques dama · c6 blanques torre · e6 negres peó · d5 negres torre · g5 negres peó · b4 negres alfil · d4 blanques peó · a3 negres peó · e3 blanques peó · g3 blanques alfil · g2 blanques peó · h2 blanques peó · a1 blanques torre · g1 blanques rei | c8 negres torre · g8 negres rei · c7 blanques peó · d7 negres dama · f7 negres peó · h7 negres peó · b6 blanques dama · c6 blanques torre · e6 negres peó · d5 negres torre · g5 negres peó · b4 negres alfil · d4 blanques peó · a3 negres peó · e3 blanques peó · g3 blanques alfil · g2 blanques peó · h2 blanques peó · a1 blanques torre · g1 blanques rei | 8 |
| 7 | c8 negres torre · g8 negres rei · c7 blanques peó · d7 negres dama · f7 negres peó · h7 negres peó · b6 blanques dama · c6 blanques torre · e6 negres peó · d5 negres torre · g5 negres peó · b4 negres alfil · d4 blanques peó · a3 negres peó · e3 blanques peó · g3 blanques alfil · g2 blanques peó · h2 blanques peó · a1 blanques torre · g1 blanques rei | c8 negres torre · g8 negres rei · c7 blanques peó · d7 negres dama · f7 negres peó · h7 negres peó · b6 blanques dama · c6 blanques torre · e6 negres peó · d5 negres torre · g5 negres peó · b4 negres alfil · d4 blanques peó · a3 negres peó · e3 blanques peó · g3 blanques alfil · g2 blanques peó · h2 blanques peó · a1 blanques torre · g1 blanques rei | c8 negres torre · g8 negres rei · c7 blanques peó · d7 negres dama · f7 negres peó · h7 negres peó · b6 blanques dama · c6 blanques torre · e6 negres peó · d5 negres torre · g5 negres peó · b4 negres alfil · d4 blanques peó · a3 negres peó · e3 blanques peó · g3 blanques alfil · g2 blanques peó · h2 blanques peó · a1 blanques torre · g1 blanques rei | c8 negres torre · g8 negres rei · c7 blanques peó · d7 negres dama · f7 negres peó · h7 negres peó · b6 blanques dama · c6 blanques torre · e6 negres peó · d5 negres torre · g5 negres peó · b4 negres alfil · d4 blanques peó · a3 negres peó · e3 blanques peó · g3 blanques alfil · g2 blanques peó · h2 blanques peó · a1 blanques torre · g1 blanques rei | c8 negres torre · g8 negres rei · c7 blanques peó · d7 negres dama · f7 negres peó · h7 negres peó · b6 blanques dama · c6 blanques torre · e6 negres peó · d5 negres torre · g5 negres peó · b4 negres alfil · d4 blanques peó · a3 negres peó · e3 blanques peó · g3 blanques alfil · g2 blanques peó · h2 blanques peó · a1 blanques torre · g1 blanques rei | c8 negres torre · g8 negres rei · c7 blanques peó · d7 negres dama · f7 negres peó · h7 negres peó · b6 blanques dama · c6 blanques torre · e6 negres peó · d5 negres torre · g5 negres peó · b4 negres alfil · d4 blanques peó · a3 negres peó · e3 blanques peó · g3 blanques alfil · g2 blanques peó · h2 blanques peó · a1 blanques torre · g1 blanques rei | c8 negres torre · g8 negres rei · c7 blanques peó · d7 negres dama · f7 negres peó · h7 negres peó · b6 blanques dama · c6 blanques torre · e6 negres peó · d5 negres torre · g5 negres peó · b4 negres alfil · d4 blanques peó · a3 negres peó · e3 blanques peó · g3 blanques alfil · g2 blanques peó · h2 blanques peó · a1 blanques torre · g1 blanques rei | c8 negres torre · g8 negres rei · c7 blanques peó · d7 negres dama · f7 negres peó · h7 negres peó · b6 blanques dama · c6 blanques torre · e6 negres peó · d5 negres torre · g5 negres peó · b4 negres alfil · d4 blanques peó · a3 negres peó · e3 blanques peó · g3 blanques alfil · g2 blanques peó · h2 blanques peó · a1 blanques torre · g1 blanques rei | 7 |
| 6 | c8 negres torre · g8 negres rei · c7 blanques peó · d7 negres dama · f7 negres peó · h7 negres peó · b6 blanques dama · c6 blanques torre · e6 negres peó · d5 negres torre · g5 negres peó · b4 negres alfil · d4 blanques peó · a3 negres peó · e3 blanques peó · g3 blanques alfil · g2 blanques peó · h2 blanques peó · a1 blanques torre · g1 blanques rei | c8 negres torre · g8 negres rei · c7 blanques peó · d7 negres dama · f7 negres peó · h7 negres peó · b6 blanques dama · c6 blanques torre · e6 negres peó · d5 negres torre · g5 negres peó · b4 negres alfil · d4 blanques peó · a3 negres peó · e3 blanques peó · g3 blanques alfil · g2 blanques peó · h2 blanques peó · a1 blanques torre · g1 blanques rei | c8 negres torre · g8 negres rei · c7 blanques peó · d7 negres dama · f7 negres peó · h7 negres peó · b6 blanques dama · c6 blanques torre · e6 negres peó · d5 negres torre · g5 negres peó · b4 negres alfil · d4 blanques peó · a3 negres peó · e3 blanques peó · g3 blanques alfil · g2 blanques peó · h2 blanques peó · a1 blanques torre · g1 blanques rei | c8 negres torre · g8 negres rei · c7 blanques peó · d7 negres dama · f7 negres peó · h7 negres peó · b6 blanques dama · c6 blanques torre · e6 negres peó · d5 negres torre · g5 negres peó · b4 negres alfil · d4 blanques peó · a3 negres peó · e3 blanques peó · g3 blanques alfil · g2 blanques peó · h2 blanques peó · a1 blanques torre · g1 blanques rei | c8 negres torre · g8 negres rei · c7 blanques peó · d7 negres dama · f7 negres peó · h7 negres peó · b6 blanques dama · c6 blanques torre · e6 negres peó · d5 negres torre · g5 negres peó · b4 negres alfil · d4 blanques peó · a3 negres peó · e3 blanques peó · g3 blanques alfil · g2 blanques peó · h2 blanques peó · a1 blanques torre · g1 blanques rei | c8 negres torre · g8 negres rei · c7 blanques peó · d7 negres dama · f7 negres peó · h7 negres peó · b6 blanques dama · c6 blanques torre · e6 negres peó · d5 negres torre · g5 negres peó · b4 negres alfil · d4 blanques peó · a3 negres peó · e3 blanques peó · g3 blanques alfil · g2 blanques peó · h2 blanques peó · a1 blanques torre · g1 blanques rei | c8 negres torre · g8 negres rei · c7 blanques peó · d7 negres dama · f7 negres peó · h7 negres peó · b6 blanques dama · c6 blanques torre · e6 negres peó · d5 negres torre · g5 negres peó · b4 negres alfil · d4 blanques peó · a3 negres peó · e3 blanques peó · g3 blanques alfil · g2 blanques peó · h2 blanques peó · a1 blanques torre · g1 blanques rei | c8 negres torre · g8 negres rei · c7 blanques peó · d7 negres dama · f7 negres peó · h7 negres peó · b6 blanques dama · c6 blanques torre · e6 negres peó · d5 negres torre · g5 negres peó · b4 negres alfil · d4 blanques peó · a3 negres peó · e3 blanques peó · g3 blanques alfil · g2 blanques peó · h2 blanques peó · a1 blanques torre · g1 blanques rei | 6 |
| 5 | c8 negres torre · g8 negres rei · c7 blanques peó · d7 negres dama · f7 negres peó · h7 negres peó · b6 blanques dama · c6 blanques torre · e6 negres peó · d5 negres torre · g5 negres peó · b4 negres alfil · d4 blanques peó · a3 negres peó · e3 blanques peó · g3 blanques alfil · g2 blanques peó · h2 blanques peó · a1 blanques torre · g1 blanques rei | c8 negres torre · g8 negres rei · c7 blanques peó · d7 negres dama · f7 negres peó · h7 negres peó · b6 blanques dama · c6 blanques torre · e6 negres peó · d5 negres torre · g5 negres peó · b4 negres alfil · d4 blanques peó · a3 negres peó · e3 blanques peó · g3 blanques alfil · g2 blanques peó · h2 blanques peó · a1 blanques torre · g1 blanques rei | c8 negres torre · g8 negres rei · c7 blanques peó · d7 negres dama · f7 negres peó · h7 negres peó · b6 blanques dama · c6 blanques torre · e6 negres peó · d5 negres torre · g5 negres peó · b4 negres alfil · d4 blanques peó · a3 negres peó · e3 blanques peó · g3 blanques alfil · g2 blanques peó · h2 blanques peó · a1 blanques torre · g1 blanques rei | c8 negres torre · g8 negres rei · c7 blanques peó · d7 negres dama · f7 negres peó · h7 negres peó · b6 blanques dama · c6 blanques torre · e6 negres peó · d5 negres torre · g5 negres peó · b4 negres alfil · d4 blanques peó · a3 negres peó · e3 blanques peó · g3 blanques alfil · g2 blanques peó · h2 blanques peó · a1 blanques torre · g1 blanques rei | c8 negres torre · g8 negres rei · c7 blanques peó · d7 negres dama · f7 negres peó · h7 negres peó · b6 blanques dama · c6 blanques torre · e6 negres peó · d5 negres torre · g5 negres peó · b4 negres alfil · d4 blanques peó · a3 negres peó · e3 blanques peó · g3 blanques alfil · g2 blanques peó · h2 blanques peó · a1 blanques torre · g1 blanques rei | c8 negres torre · g8 negres rei · c7 blanques peó · d7 negres dama · f7 negres peó · h7 negres peó · b6 blanques dama · c6 blanques torre · e6 negres peó · d5 negres torre · g5 negres peó · b4 negres alfil · d4 blanques peó · a3 negres peó · e3 blanques peó · g3 blanques alfil · g2 blanques peó · h2 blanques peó · a1 blanques torre · g1 blanques rei | c8 negres torre · g8 negres rei · c7 blanques peó · d7 negres dama · f7 negres peó · h7 negres peó · b6 blanques dama · c6 blanques torre · e6 negres peó · d5 negres torre · g5 negres peó · b4 negres alfil · d4 blanques peó · a3 negres peó · e3 blanques peó · g3 blanques alfil · g2 blanques peó · h2 blanques peó · a1 blanques torre · g1 blanques rei | c8 negres torre · g8 negres rei · c7 blanques peó · d7 negres dama · f7 negres peó · h7 negres peó · b6 blanques dama · c6 blanques torre · e6 negres peó · d5 negres torre · g5 negres peó · b4 negres alfil · d4 blanques peó · a3 negres peó · e3 blanques peó · g3 blanques alfil · g2 blanques peó · h2 blanques peó · a1 blanques torre · g1 blanques rei | 5 |
| 4 | c8 negres torre · g8 negres rei · c7 blanques peó · d7 negres dama · f7 negres peó · h7 negres peó · b6 blanques dama · c6 blanques torre · e6 negres peó · d5 negres torre · g5 negres peó · b4 negres alfil · d4 blanques peó · a3 negres peó · e3 blanques peó · g3 blanques alfil · g2 blanques peó · h2 blanques peó · a1 blanques torre · g1 blanques rei | c8 negres torre · g8 negres rei · c7 blanques peó · d7 negres dama · f7 negres peó · h7 negres peó · b6 blanques dama · c6 blanques torre · e6 negres peó · d5 negres torre · g5 negres peó · b4 negres alfil · d4 blanques peó · a3 negres peó · e3 blanques peó · g3 blanques alfil · g2 blanques peó · h2 blanques peó · a1 blanques torre · g1 blanques rei | c8 negres torre · g8 negres rei · c7 blanques peó · d7 negres dama · f7 negres peó · h7 negres peó · b6 blanques dama · c6 blanques torre · e6 negres peó · d5 negres torre · g5 negres peó · b4 negres alfil · d4 blanques peó · a3 negres peó · e3 blanques peó · g3 blanques alfil · g2 blanques peó · h2 blanques peó · a1 blanques torre · g1 blanques rei | c8 negres torre · g8 negres rei · c7 blanques peó · d7 negres dama · f7 negres peó · h7 negres peó · b6 blanques dama · c6 blanques torre · e6 negres peó · d5 negres torre · g5 negres peó · b4 negres alfil · d4 blanques peó · a3 negres peó · e3 blanques peó · g3 blanques alfil · g2 blanques peó · h2 blanques peó · a1 blanques torre · g1 blanques rei | c8 negres torre · g8 negres rei · c7 blanques peó · d7 negres dama · f7 negres peó · h7 negres peó · b6 blanques dama · c6 blanques torre · e6 negres peó · d5 negres torre · g5 negres peó · b4 negres alfil · d4 blanques peó · a3 negres peó · e3 blanques peó · g3 blanques alfil · g2 blanques peó · h2 blanques peó · a1 blanques torre · g1 blanques rei | c8 negres torre · g8 negres rei · c7 blanques peó · d7 negres dama · f7 negres peó · h7 negres peó · b6 blanques dama · c6 blanques torre · e6 negres peó · d5 negres torre · g5 negres peó · b4 negres alfil · d4 blanques peó · a3 negres peó · e3 blanques peó · g3 blanques alfil · g2 blanques peó · h2 blanques peó · a1 blanques torre · g1 blanques rei | c8 negres torre · g8 negres rei · c7 blanques peó · d7 negres dama · f7 negres peó · h7 negres peó · b6 blanques dama · c6 blanques torre · e6 negres peó · d5 negres torre · g5 negres peó · b4 negres alfil · d4 blanques peó · a3 negres peó · e3 blanques peó · g3 blanques alfil · g2 blanques peó · h2 blanques peó · a1 blanques torre · g1 blanques rei | c8 negres torre · g8 negres rei · c7 blanques peó · d7 negres dama · f7 negres peó · h7 negres peó · b6 blanques dama · c6 blanques torre · e6 negres peó · d5 negres torre · g5 negres peó · b4 negres alfil · d4 blanques peó · a3 negres peó · e3 blanques peó · g3 blanques alfil · g2 blanques peó · h2 blanques peó · a1 blanques torre · g1 blanques rei | 4 |
| 3 | c8 negres torre · g8 negres rei · c7 blanques peó · d7 negres dama · f7 negres peó · h7 negres peó · b6 blanques dama · c6 blanques torre · e6 negres peó · d5 negres torre · g5 negres peó · b4 negres alfil · d4 blanques peó · a3 negres peó · e3 blanques peó · g3 blanques alfil · g2 blanques peó · h2 blanques peó · a1 blanques torre · g1 blanques rei | c8 negres torre · g8 negres rei · c7 blanques peó · d7 negres dama · f7 negres peó · h7 negres peó · b6 blanques dama · c6 blanques torre · e6 negres peó · d5 negres torre · g5 negres peó · b4 negres alfil · d4 blanques peó · a3 negres peó · e3 blanques peó · g3 blanques alfil · g2 blanques peó · h2 blanques peó · a1 blanques torre · g1 blanques rei | c8 negres torre · g8 negres rei · c7 blanques peó · d7 negres dama · f7 negres peó · h7 negres peó · b6 blanques dama · c6 blanques torre · e6 negres peó · d5 negres torre · g5 negres peó · b4 negres alfil · d4 blanques peó · a3 negres peó · e3 blanques peó · g3 blanques alfil · g2 blanques peó · h2 blanques peó · a1 blanques torre · g1 blanques rei | c8 negres torre · g8 negres rei · c7 blanques peó · d7 negres dama · f7 negres peó · h7 negres peó · b6 blanques dama · c6 blanques torre · e6 negres peó · d5 negres torre · g5 negres peó · b4 negres alfil · d4 blanques peó · a3 negres peó · e3 blanques peó · g3 blanques alfil · g2 blanques peó · h2 blanques peó · a1 blanques torre · g1 blanques rei | c8 negres torre · g8 negres rei · c7 blanques peó · d7 negres dama · f7 negres peó · h7 negres peó · b6 blanques dama · c6 blanques torre · e6 negres peó · d5 negres torre · g5 negres peó · b4 negres alfil · d4 blanques peó · a3 negres peó · e3 blanques peó · g3 blanques alfil · g2 blanques peó · h2 blanques peó · a1 blanques torre · g1 blanques rei | c8 negres torre · g8 negres rei · c7 blanques peó · d7 negres dama · f7 negres peó · h7 negres peó · b6 blanques dama · c6 blanques torre · e6 negres peó · d5 negres torre · g5 negres peó · b4 negres alfil · d4 blanques peó · a3 negres peó · e3 blanques peó · g3 blanques alfil · g2 blanques peó · h2 blanques peó · a1 blanques torre · g1 blanques rei | c8 negres torre · g8 negres rei · c7 blanques peó · d7 negres dama · f7 negres peó · h7 negres peó · b6 blanques dama · c6 blanques torre · e6 negres peó · d5 negres torre · g5 negres peó · b4 negres alfil · d4 blanques peó · a3 negres peó · e3 blanques peó · g3 blanques alfil · g2 blanques peó · h2 blanques peó · a1 blanques torre · g1 blanques rei | c8 negres torre · g8 negres rei · c7 blanques peó · d7 negres dama · f7 negres peó · h7 negres peó · b6 blanques dama · c6 blanques torre · e6 negres peó · d5 negres torre · g5 negres peó · b4 negres alfil · d4 blanques peó · a3 negres peó · e3 blanques peó · g3 blanques alfil · g2 blanques peó · h2 blanques peó · a1 blanques torre · g1 blanques rei | 3 |
| 2 | c8 negres torre · g8 negres rei · c7 blanques peó · d7 negres dama · f7 negres peó · h7 negres peó · b6 blanques dama · c6 blanques torre · e6 negres peó · d5 negres torre · g5 negres peó · b4 negres alfil · d4 blanques peó · a3 negres peó · e3 blanques peó · g3 blanques alfil · g2 blanques peó · h2 blanques peó · a1 blanques torre · g1 blanques rei | c8 negres torre · g8 negres rei · c7 blanques peó · d7 negres dama · f7 negres peó · h7 negres peó · b6 blanques dama · c6 blanques torre · e6 negres peó · d5 negres torre · g5 negres peó · b4 negres alfil · d4 blanques peó · a3 negres peó · e3 blanques peó · g3 blanques alfil · g2 blanques peó · h2 blanques peó · a1 blanques torre · g1 blanques rei | c8 negres torre · g8 negres rei · c7 blanques peó · d7 negres dama · f7 negres peó · h7 negres peó · b6 blanques dama · c6 blanques torre · e6 negres peó · d5 negres torre · g5 negres peó · b4 negres alfil · d4 blanques peó · a3 negres peó · e3 blanques peó · g3 blanques alfil · g2 blanques peó · h2 blanques peó · a1 blanques torre · g1 blanques rei | c8 negres torre · g8 negres rei · c7 blanques peó · d7 negres dama · f7 negres peó · h7 negres peó · b6 blanques dama · c6 blanques torre · e6 negres peó · d5 negres torre · g5 negres peó · b4 negres alfil · d4 blanques peó · a3 negres peó · e3 blanques peó · g3 blanques alfil · g2 blanques peó · h2 blanques peó · a1 blanques torre · g1 blanques rei | c8 negres torre · g8 negres rei · c7 blanques peó · d7 negres dama · f7 negres peó · h7 negres peó · b6 blanques dama · c6 blanques torre · e6 negres peó · d5 negres torre · g5 negres peó · b4 negres alfil · d4 blanques peó · a3 negres peó · e3 blanques peó · g3 blanques alfil · g2 blanques peó · h2 blanques peó · a1 blanques torre · g1 blanques rei | c8 negres torre · g8 negres rei · c7 blanques peó · d7 negres dama · f7 negres peó · h7 negres peó · b6 blanques dama · c6 blanques torre · e6 negres peó · d5 negres torre · g5 negres peó · b4 negres alfil · d4 blanques peó · a3 negres peó · e3 blanques peó · g3 blanques alfil · g2 blanques peó · h2 blanques peó · a1 blanques torre · g1 blanques rei | c8 negres torre · g8 negres rei · c7 blanques peó · d7 negres dama · f7 negres peó · h7 negres peó · b6 blanques dama · c6 blanques torre · e6 negres peó · d5 negres torre · g5 negres peó · b4 negres alfil · d4 blanques peó · a3 negres peó · e3 blanques peó · g3 blanques alfil · g2 blanques peó · h2 blanques peó · a1 blanques torre · g1 blanques rei | c8 negres torre · g8 negres rei · c7 blanques peó · d7 negres dama · f7 negres peó · h7 negres peó · b6 blanques dama · c6 blanques torre · e6 negres peó · d5 negres torre · g5 negres peó · b4 negres alfil · d4 blanques peó · a3 negres peó · e3 blanques peó · g3 blanques alfil · g2 blanques peó · h2 blanques peó · a1 blanques torre · g1 blanques rei | 2 |
| 1 | c8 negres torre · g8 negres rei · c7 blanques peó · d7 negres dama · f7 negres peó · h7 negres peó · b6 blanques dama · c6 blanques torre · e6 negres peó · d5 negres torre · g5 negres peó · b4 negres alfil · d4 blanques peó · a3 negres peó · e3 blanques peó · g3 blanques alfil · g2 blanques peó · h2 blanques peó · a1 blanques torre · g1 blanques rei | c8 negres torre · g8 negres rei · c7 blanques peó · d7 negres dama · f7 negres peó · h7 negres peó · b6 blanques dama · c6 blanques torre · e6 negres peó · d5 negres torre · g5 negres peó · b4 negres alfil · d4 blanques peó · a3 negres peó · e3 blanques peó · g3 blanques alfil · g2 blanques peó · h2 blanques peó · a1 blanques torre · g1 blanques rei | c8 negres torre · g8 negres rei · c7 blanques peó · d7 negres dama · f7 negres peó · h7 negres peó · b6 blanques dama · c6 blanques torre · e6 negres peó · d5 negres torre · g5 negres peó · b4 negres alfil · d4 blanques peó · a3 negres peó · e3 blanques peó · g3 blanques alfil · g2 blanques peó · h2 blanques peó · a1 blanques torre · g1 blanques rei | c8 negres torre · g8 negres rei · c7 blanques peó · d7 negres dama · f7 negres peó · h7 negres peó · b6 blanques dama · c6 blanques torre · e6 negres peó · d5 negres torre · g5 negres peó · b4 negres alfil · d4 blanques peó · a3 negres peó · e3 blanques peó · g3 blanques alfil · g2 blanques peó · h2 blanques peó · a1 blanques torre · g1 blanques rei | c8 negres torre · g8 negres rei · c7 blanques peó · d7 negres dama · f7 negres peó · h7 negres peó · b6 blanques dama · c6 blanques torre · e6 negres peó · d5 negres torre · g5 negres peó · b4 negres alfil · d4 blanques peó · a3 negres peó · e3 blanques peó · g3 blanques alfil · g2 blanques peó · h2 blanques peó · a1 blanques torre · g1 blanques rei | c8 negres torre · g8 negres rei · c7 blanques peó · d7 negres dama · f7 negres peó · h7 negres peó · b6 blanques dama · c6 blanques torre · e6 negres peó · d5 negres torre · g5 negres peó · b4 negres alfil · d4 blanques peó · a3 negres peó · e3 blanques peó · g3 blanques alfil · g2 blanques peó · h2 blanques peó · a1 blanques torre · g1 blanques rei | c8 negres torre · g8 negres rei · c7 blanques peó · d7 negres dama · f7 negres peó · h7 negres peó · b6 blanques dama · c6 blanques torre · e6 negres peó · d5 negres torre · g5 negres peó · b4 negres alfil · d4 blanques peó · a3 negres peó · e3 blanques peó · g3 blanques alfil · g2 blanques peó · h2 blanques peó · a1 blanques torre · g1 blanques rei | c8 negres torre · g8 negres rei · c7 blanques peó · d7 negres dama · f7 negres peó · h7 negres peó · b6 blanques dama · c6 blanques torre · e6 negres peó · d5 negres torre · g5 negres peó · b4 negres alfil · d4 blanques peó · a3 negres peó · e3 blanques peó · g3 blanques alfil · g2 blanques peó · h2 blanques peó · a1 blanques torre · g1 blanques rei | 1 |
|   | a | b | c | d | e | f | g | h |   |

La tercera partida es va jugar l'11 de novembre de 2014. Anand va obtenir una posició superior d'obertura. En una aguda variant del gambit de dama refusat que implicava un ràpid atac de les blanques al flanc de dama, va introduir una millora sobre una partida anterior entre Levon Aronian i Michael Adams. Va obtenir de seguida un clar avantatge, i el seu peó-c a la setena fila era molt més perillós que el peó-a passat de Carlsen. Carlsen, amb només 6 minuts de temps, va cometre una greu errada amb 28...Aa5?, tot i que en qualsevol cas la seva posició ja era molt dolenta. Anand va empatar així el matx a 1½–1½, tot i que Carlsen conserva un petit avantatge pel fet que de les rondes previstes restants, en tenia una més que Anand jugant amb blanques. Aquesta fou la primera victòria d'Anand sobre Carlsen en una partida pel campionat del món.
gambit de dama refusat (ECO D37) 
1. d4 Cf6 2. c4 e6 3. Cf3 d5 4. Cc3 Ae7 5. Af4 O-O 6. e3 Cbd7 7. c5 c6 8. Ad3 b6 9. b4 a5 10. a3 Aa6 11. Axa6 Txa6 12. b5 cxb5 13. c6 Dc8 14. c7 b4 15. Cb5 a4 16. Tc1 Ce4 17. Cg5 Cdf6 18. Cxe4 Cxe4 19. f3 Ta5 20. fxe4 Txb5 21. Dxa4 Ta5 22. Dc6 bxa3 23. exd5 Txd5 24. Dxb6 Dd7 25. O-O Tc8 26. Tc6 g5 27. Ag3 Ab4 28. Ta1 (diagrama) Aa5 29. Da6 Axc7 30. Dc4 e5 31. Axe5 Txe5 32. dxe5 De7 33. e6 Rf8 34. Tc1 1-0

#### Partida 4, Carlsen–Anand, ½–½
|   | a | b | c | d | e | f | g | h |   |
| 8 | g8 negres rei · a7 negres peó · f7 negres peó · g7 negres peó · h6 negres peó · d5 negres peó · f5 negres dama · d4 negres cavall · b3 blanques peó · d3 blanques cavall · g3 blanques peó · h3 blanques peó · a2 blanques peó · e2 blanques dama · f2 blanques peó · g2 blanques rei | g8 negres rei · a7 negres peó · f7 negres peó · g7 negres peó · h6 negres peó · d5 negres peó · f5 negres dama · d4 negres cavall · b3 blanques peó · d3 blanques cavall · g3 blanques peó · h3 blanques peó · a2 blanques peó · e2 blanques dama · f2 blanques peó · g2 blanques rei | g8 negres rei · a7 negres peó · f7 negres peó · g7 negres peó · h6 negres peó · d5 negres peó · f5 negres dama · d4 negres cavall · b3 blanques peó · d3 blanques cavall · g3 blanques peó · h3 blanques peó · a2 blanques peó · e2 blanques dama · f2 blanques peó · g2 blanques rei | g8 negres rei · a7 negres peó · f7 negres peó · g7 negres peó · h6 negres peó · d5 negres peó · f5 negres dama · d4 negres cavall · b3 blanques peó · d3 blanques cavall · g3 blanques peó · h3 blanques peó · a2 blanques peó · e2 blanques dama · f2 blanques peó · g2 blanques rei | g8 negres rei · a7 negres peó · f7 negres peó · g7 negres peó · h6 negres peó · d5 negres peó · f5 negres dama · d4 negres cavall · b3 blanques peó · d3 blanques cavall · g3 blanques peó · h3 blanques peó · a2 blanques peó · e2 blanques dama · f2 blanques peó · g2 blanques rei | g8 negres rei · a7 negres peó · f7 negres peó · g7 negres peó · h6 negres peó · d5 negres peó · f5 negres dama · d4 negres cavall · b3 blanques peó · d3 blanques cavall · g3 blanques peó · h3 blanques peó · a2 blanques peó · e2 blanques dama · f2 blanques peó · g2 blanques rei | g8 negres rei · a7 negres peó · f7 negres peó · g7 negres peó · h6 negres peó · d5 negres peó · f5 negres dama · d4 negres cavall · b3 blanques peó · d3 blanques cavall · g3 blanques peó · h3 blanques peó · a2 blanques peó · e2 blanques dama · f2 blanques peó · g2 blanques rei | g8 negres rei · a7 negres peó · f7 negres peó · g7 negres peó · h6 negres peó · d5 negres peó · f5 negres dama · d4 negres cavall · b3 blanques peó · d3 blanques cavall · g3 blanques peó · h3 blanques peó · a2 blanques peó · e2 blanques dama · f2 blanques peó · g2 blanques rei | 8 |
| 7 | g8 negres rei · a7 negres peó · f7 negres peó · g7 negres peó · h6 negres peó · d5 negres peó · f5 negres dama · d4 negres cavall · b3 blanques peó · d3 blanques cavall · g3 blanques peó · h3 blanques peó · a2 blanques peó · e2 blanques dama · f2 blanques peó · g2 blanques rei | g8 negres rei · a7 negres peó · f7 negres peó · g7 negres peó · h6 negres peó · d5 negres peó · f5 negres dama · d4 negres cavall · b3 blanques peó · d3 blanques cavall · g3 blanques peó · h3 blanques peó · a2 blanques peó · e2 blanques dama · f2 blanques peó · g2 blanques rei | g8 negres rei · a7 negres peó · f7 negres peó · g7 negres peó · h6 negres peó · d5 negres peó · f5 negres dama · d4 negres cavall · b3 blanques peó · d3 blanques cavall · g3 blanques peó · h3 blanques peó · a2 blanques peó · e2 blanques dama · f2 blanques peó · g2 blanques rei | g8 negres rei · a7 negres peó · f7 negres peó · g7 negres peó · h6 negres peó · d5 negres peó · f5 negres dama · d4 negres cavall · b3 blanques peó · d3 blanques cavall · g3 blanques peó · h3 blanques peó · a2 blanques peó · e2 blanques dama · f2 blanques peó · g2 blanques rei | g8 negres rei · a7 negres peó · f7 negres peó · g7 negres peó · h6 negres peó · d5 negres peó · f5 negres dama · d4 negres cavall · b3 blanques peó · d3 blanques cavall · g3 blanques peó · h3 blanques peó · a2 blanques peó · e2 blanques dama · f2 blanques peó · g2 blanques rei | g8 negres rei · a7 negres peó · f7 negres peó · g7 negres peó · h6 negres peó · d5 negres peó · f5 negres dama · d4 negres cavall · b3 blanques peó · d3 blanques cavall · g3 blanques peó · h3 blanques peó · a2 blanques peó · e2 blanques dama · f2 blanques peó · g2 blanques rei | g8 negres rei · a7 negres peó · f7 negres peó · g7 negres peó · h6 negres peó · d5 negres peó · f5 negres dama · d4 negres cavall · b3 blanques peó · d3 blanques cavall · g3 blanques peó · h3 blanques peó · a2 blanques peó · e2 blanques dama · f2 blanques peó · g2 blanques rei | g8 negres rei · a7 negres peó · f7 negres peó · g7 negres peó · h6 negres peó · d5 negres peó · f5 negres dama · d4 negres cavall · b3 blanques peó · d3 blanques cavall · g3 blanques peó · h3 blanques peó · a2 blanques peó · e2 blanques dama · f2 blanques peó · g2 blanques rei | 7 |
| 6 | g8 negres rei · a7 negres peó · f7 negres peó · g7 negres peó · h6 negres peó · d5 negres peó · f5 negres dama · d4 negres cavall · b3 blanques peó · d3 blanques cavall · g3 blanques peó · h3 blanques peó · a2 blanques peó · e2 blanques dama · f2 blanques peó · g2 blanques rei | g8 negres rei · a7 negres peó · f7 negres peó · g7 negres peó · h6 negres peó · d5 negres peó · f5 negres dama · d4 negres cavall · b3 blanques peó · d3 blanques cavall · g3 blanques peó · h3 blanques peó · a2 blanques peó · e2 blanques dama · f2 blanques peó · g2 blanques rei | g8 negres rei · a7 negres peó · f7 negres peó · g7 negres peó · h6 negres peó · d5 negres peó · f5 negres dama · d4 negres cavall · b3 blanques peó · d3 blanques cavall · g3 blanques peó · h3 blanques peó · a2 blanques peó · e2 blanques dama · f2 blanques peó · g2 blanques rei | g8 negres rei · a7 negres peó · f7 negres peó · g7 negres peó · h6 negres peó · d5 negres peó · f5 negres dama · d4 negres cavall · b3 blanques peó · d3 blanques cavall · g3 blanques peó · h3 blanques peó · a2 blanques peó · e2 blanques dama · f2 blanques peó · g2 blanques rei | g8 negres rei · a7 negres peó · f7 negres peó · g7 negres peó · h6 negres peó · d5 negres peó · f5 negres dama · d4 negres cavall · b3 blanques peó · d3 blanques cavall · g3 blanques peó · h3 blanques peó · a2 blanques peó · e2 blanques dama · f2 blanques peó · g2 blanques rei | g8 negres rei · a7 negres peó · f7 negres peó · g7 negres peó · h6 negres peó · d5 negres peó · f5 negres dama · d4 negres cavall · b3 blanques peó · d3 blanques cavall · g3 blanques peó · h3 blanques peó · a2 blanques peó · e2 blanques dama · f2 blanques peó · g2 blanques rei | g8 negres rei · a7 negres peó · f7 negres peó · g7 negres peó · h6 negres peó · d5 negres peó · f5 negres dama · d4 negres cavall · b3 blanques peó · d3 blanques cavall · g3 blanques peó · h3 blanques peó · a2 blanques peó · e2 blanques dama · f2 blanques peó · g2 blanques rei | g8 negres rei · a7 negres peó · f7 negres peó · g7 negres peó · h6 negres peó · d5 negres peó · f5 negres dama · d4 negres cavall · b3 blanques peó · d3 blanques cavall · g3 blanques peó · h3 blanques peó · a2 blanques peó · e2 blanques dama · f2 blanques peó · g2 blanques rei | 6 |
| 5 | g8 negres rei · a7 negres peó · f7 negres peó · g7 negres peó · h6 negres peó · d5 negres peó · f5 negres dama · d4 negres cavall · b3 blanques peó · d3 blanques cavall · g3 blanques peó · h3 blanques peó · a2 blanques peó · e2 blanques dama · f2 blanques peó · g2 blanques rei | g8 negres rei · a7 negres peó · f7 negres peó · g7 negres peó · h6 negres peó · d5 negres peó · f5 negres dama · d4 negres cavall · b3 blanques peó · d3 blanques cavall · g3 blanques peó · h3 blanques peó · a2 blanques peó · e2 blanques dama · f2 blanques peó · g2 blanques rei | g8 negres rei · a7 negres peó · f7 negres peó · g7 negres peó · h6 negres peó · d5 negres peó · f5 negres dama · d4 negres cavall · b3 blanques peó · d3 blanques cavall · g3 blanques peó · h3 blanques peó · a2 blanques peó · e2 blanques dama · f2 blanques peó · g2 blanques rei | g8 negres rei · a7 negres peó · f7 negres peó · g7 negres peó · h6 negres peó · d5 negres peó · f5 negres dama · d4 negres cavall · b3 blanques peó · d3 blanques cavall · g3 blanques peó · h3 blanques peó · a2 blanques peó · e2 blanques dama · f2 blanques peó · g2 blanques rei | g8 negres rei · a7 negres peó · f7 negres peó · g7 negres peó · h6 negres peó · d5 negres peó · f5 negres dama · d4 negres cavall · b3 blanques peó · d3 blanques cavall · g3 blanques peó · h3 blanques peó · a2 blanques peó · e2 blanques dama · f2 blanques peó · g2 blanques rei | g8 negres rei · a7 negres peó · f7 negres peó · g7 negres peó · h6 negres peó · d5 negres peó · f5 negres dama · d4 negres cavall · b3 blanques peó · d3 blanques cavall · g3 blanques peó · h3 blanques peó · a2 blanques peó · e2 blanques dama · f2 blanques peó · g2 blanques rei | g8 negres rei · a7 negres peó · f7 negres peó · g7 negres peó · h6 negres peó · d5 negres peó · f5 negres dama · d4 negres cavall · b3 blanques peó · d3 blanques cavall · g3 blanques peó · h3 blanques peó · a2 blanques peó · e2 blanques dama · f2 blanques peó · g2 blanques rei | g8 negres rei · a7 negres peó · f7 negres peó · g7 negres peó · h6 negres peó · d5 negres peó · f5 negres dama · d4 negres cavall · b3 blanques peó · d3 blanques cavall · g3 blanques peó · h3 blanques peó · a2 blanques peó · e2 blanques dama · f2 blanques peó · g2 blanques rei | 5 |
| 4 | g8 negres rei · a7 negres peó · f7 negres peó · g7 negres peó · h6 negres peó · d5 negres peó · f5 negres dama · d4 negres cavall · b3 blanques peó · d3 blanques cavall · g3 blanques peó · h3 blanques peó · a2 blanques peó · e2 blanques dama · f2 blanques peó · g2 blanques rei | g8 negres rei · a7 negres peó · f7 negres peó · g7 negres peó · h6 negres peó · d5 negres peó · f5 negres dama · d4 negres cavall · b3 blanques peó · d3 blanques cavall · g3 blanques peó · h3 blanques peó · a2 blanques peó · e2 blanques dama · f2 blanques peó · g2 blanques rei | g8 negres rei · a7 negres peó · f7 negres peó · g7 negres peó · h6 negres peó · d5 negres peó · f5 negres dama · d4 negres cavall · b3 blanques peó · d3 blanques cavall · g3 blanques peó · h3 blanques peó · a2 blanques peó · e2 blanques dama · f2 blanques peó · g2 blanques rei | g8 negres rei · a7 negres peó · f7 negres peó · g7 negres peó · h6 negres peó · d5 negres peó · f5 negres dama · d4 negres cavall · b3 blanques peó · d3 blanques cavall · g3 blanques peó · h3 blanques peó · a2 blanques peó · e2 blanques dama · f2 blanques peó · g2 blanques rei | g8 negres rei · a7 negres peó · f7 negres peó · g7 negres peó · h6 negres peó · d5 negres peó · f5 negres dama · d4 negres cavall · b3 blanques peó · d3 blanques cavall · g3 blanques peó · h3 blanques peó · a2 blanques peó · e2 blanques dama · f2 blanques peó · g2 blanques rei | g8 negres rei · a7 negres peó · f7 negres peó · g7 negres peó · h6 negres peó · d5 negres peó · f5 negres dama · d4 negres cavall · b3 blanques peó · d3 blanques cavall · g3 blanques peó · h3 blanques peó · a2 blanques peó · e2 blanques dama · f2 blanques peó · g2 blanques rei | g8 negres rei · a7 negres peó · f7 negres peó · g7 negres peó · h6 negres peó · d5 negres peó · f5 negres dama · d4 negres cavall · b3 blanques peó · d3 blanques cavall · g3 blanques peó · h3 blanques peó · a2 blanques peó · e2 blanques dama · f2 blanques peó · g2 blanques rei | g8 negres rei · a7 negres peó · f7 negres peó · g7 negres peó · h6 negres peó · d5 negres peó · f5 negres dama · d4 negres cavall · b3 blanques peó · d3 blanques cavall · g3 blanques peó · h3 blanques peó · a2 blanques peó · e2 blanques dama · f2 blanques peó · g2 blanques rei | 4 |
| 3 | g8 negres rei · a7 negres peó · f7 negres peó · g7 negres peó · h6 negres peó · d5 negres peó · f5 negres dama · d4 negres cavall · b3 blanques peó · d3 blanques cavall · g3 blanques peó · h3 blanques peó · a2 blanques peó · e2 blanques dama · f2 blanques peó · g2 blanques rei | g8 negres rei · a7 negres peó · f7 negres peó · g7 negres peó · h6 negres peó · d5 negres peó · f5 negres dama · d4 negres cavall · b3 blanques peó · d3 blanques cavall · g3 blanques peó · h3 blanques peó · a2 blanques peó · e2 blanques dama · f2 blanques peó · g2 blanques rei | g8 negres rei · a7 negres peó · f7 negres peó · g7 negres peó · h6 negres peó · d5 negres peó · f5 negres dama · d4 negres cavall · b3 blanques peó · d3 blanques cavall · g3 blanques peó · h3 blanques peó · a2 blanques peó · e2 blanques dama · f2 blanques peó · g2 blanques rei | g8 negres rei · a7 negres peó · f7 negres peó · g7 negres peó · h6 negres peó · d5 negres peó · f5 negres dama · d4 negres cavall · b3 blanques peó · d3 blanques cavall · g3 blanques peó · h3 blanques peó · a2 blanques peó · e2 blanques dama · f2 blanques peó · g2 blanques rei | g8 negres rei · a7 negres peó · f7 negres peó · g7 negres peó · h6 negres peó · d5 negres peó · f5 negres dama · d4 negres cavall · b3 blanques peó · d3 blanques cavall · g3 blanques peó · h3 blanques peó · a2 blanques peó · e2 blanques dama · f2 blanques peó · g2 blanques rei | g8 negres rei · a7 negres peó · f7 negres peó · g7 negres peó · h6 negres peó · d5 negres peó · f5 negres dama · d4 negres cavall · b3 blanques peó · d3 blanques cavall · g3 blanques peó · h3 blanques peó · a2 blanques peó · e2 blanques dama · f2 blanques peó · g2 blanques rei | g8 negres rei · a7 negres peó · f7 negres peó · g7 negres peó · h6 negres peó · d5 negres peó · f5 negres dama · d4 negres cavall · b3 blanques peó · d3 blanques cavall · g3 blanques peó · h3 blanques peó · a2 blanques peó · e2 blanques dama · f2 blanques peó · g2 blanques rei | g8 negres rei · a7 negres peó · f7 negres peó · g7 negres peó · h6 negres peó · d5 negres peó · f5 negres dama · d4 negres cavall · b3 blanques peó · d3 blanques cavall · g3 blanques peó · h3 blanques peó · a2 blanques peó · e2 blanques dama · f2 blanques peó · g2 blanques rei | 3 |
| 2 | g8 negres rei · a7 negres peó · f7 negres peó · g7 negres peó · h6 negres peó · d5 negres peó · f5 negres dama · d4 negres cavall · b3 blanques peó · d3 blanques cavall · g3 blanques peó · h3 blanques peó · a2 blanques peó · e2 blanques dama · f2 blanques peó · g2 blanques rei | g8 negres rei · a7 negres peó · f7 negres peó · g7 negres peó · h6 negres peó · d5 negres peó · f5 negres dama · d4 negres cavall · b3 blanques peó · d3 blanques cavall · g3 blanques peó · h3 blanques peó · a2 blanques peó · e2 blanques dama · f2 blanques peó · g2 blanques rei | g8 negres rei · a7 negres peó · f7 negres peó · g7 negres peó · h6 negres peó · d5 negres peó · f5 negres dama · d4 negres cavall · b3 blanques peó · d3 blanques cavall · g3 blanques peó · h3 blanques peó · a2 blanques peó · e2 blanques dama · f2 blanques peó · g2 blanques rei | g8 negres rei · a7 negres peó · f7 negres peó · g7 negres peó · h6 negres peó · d5 negres peó · f5 negres dama · d4 negres cavall · b3 blanques peó · d3 blanques cavall · g3 blanques peó · h3 blanques peó · a2 blanques peó · e2 blanques dama · f2 blanques peó · g2 blanques rei | g8 negres rei · a7 negres peó · f7 negres peó · g7 negres peó · h6 negres peó · d5 negres peó · f5 negres dama · d4 negres cavall · b3 blanques peó · d3 blanques cavall · g3 blanques peó · h3 blanques peó · a2 blanques peó · e2 blanques dama · f2 blanques peó · g2 blanques rei | g8 negres rei · a7 negres peó · f7 negres peó · g7 negres peó · h6 negres peó · d5 negres peó · f5 negres dama · d4 negres cavall · b3 blanques peó · d3 blanques cavall · g3 blanques peó · h3 blanques peó · a2 blanques peó · e2 blanques dama · f2 blanques peó · g2 blanques rei | g8 negres rei · a7 negres peó · f7 negres peó · g7 negres peó · h6 negres peó · d5 negres peó · f5 negres dama · d4 negres cavall · b3 blanques peó · d3 blanques cavall · g3 blanques peó · h3 blanques peó · a2 blanques peó · e2 blanques dama · f2 blanques peó · g2 blanques rei | g8 negres rei · a7 negres peó · f7 negres peó · g7 negres peó · h6 negres peó · d5 negres peó · f5 negres dama · d4 negres cavall · b3 blanques peó · d3 blanques cavall · g3 blanques peó · h3 blanques peó · a2 blanques peó · e2 blanques dama · f2 blanques peó · g2 blanques rei | 2 |
| 1 | g8 negres rei · a7 negres peó · f7 negres peó · g7 negres peó · h6 negres peó · d5 negres peó · f5 negres dama · d4 negres cavall · b3 blanques peó · d3 blanques cavall · g3 blanques peó · h3 blanques peó · a2 blanques peó · e2 blanques dama · f2 blanques peó · g2 blanques rei | g8 negres rei · a7 negres peó · f7 negres peó · g7 negres peó · h6 negres peó · d5 negres peó · f5 negres dama · d4 negres cavall · b3 blanques peó · d3 blanques cavall · g3 blanques peó · h3 blanques peó · a2 blanques peó · e2 blanques dama · f2 blanques peó · g2 blanques rei | g8 negres rei · a7 negres peó · f7 negres peó · g7 negres peó · h6 negres peó · d5 negres peó · f5 negres dama · d4 negres cavall · b3 blanques peó · d3 blanques cavall · g3 blanques peó · h3 blanques peó · a2 blanques peó · e2 blanques dama · f2 blanques peó · g2 blanques rei | g8 negres rei · a7 negres peó · f7 negres peó · g7 negres peó · h6 negres peó · d5 negres peó · f5 negres dama · d4 negres cavall · b3 blanques peó · d3 blanques cavall · g3 blanques peó · h3 blanques peó · a2 blanques peó · e2 blanques dama · f2 blanques peó · g2 blanques rei | g8 negres rei · a7 negres peó · f7 negres peó · g7 negres peó · h6 negres peó · d5 negres peó · f5 negres dama · d4 negres cavall · b3 blanques peó · d3 blanques cavall · g3 blanques peó · h3 blanques peó · a2 blanques peó · e2 blanques dama · f2 blanques peó · g2 blanques rei | g8 negres rei · a7 negres peó · f7 negres peó · g7 negres peó · h6 negres peó · d5 negres peó · f5 negres dama · d4 negres cavall · b3 blanques peó · d3 blanques cavall · g3 blanques peó · h3 blanques peó · a2 blanques peó · e2 blanques dama · f2 blanques peó · g2 blanques rei | g8 negres rei · a7 negres peó · f7 negres peó · g7 negres peó · h6 negres peó · d5 negres peó · f5 negres dama · d4 negres cavall · b3 blanques peó · d3 blanques cavall · g3 blanques peó · h3 blanques peó · a2 blanques peó · e2 blanques dama · f2 blanques peó · g2 blanques rei | g8 negres rei · a7 negres peó · f7 negres peó · g7 negres peó · h6 negres peó · d5 negres peó · f5 negres dama · d4 negres cavall · b3 blanques peó · d3 blanques cavall · g3 blanques peó · h3 blanques peó · a2 blanques peó · e2 blanques dama · f2 blanques peó · g2 blanques rei | 1 |
|   | a | b | c | d | e | f | g | h |   |

La quarta partida es va jugar el 12 de novembre de 2014. Anand va plantejar la primera siciliana del matx, Carlsen va optar per evitar la siciliana oberta amb la tranquil·la 3.g3. Carlsen va obtenir un petit avantatge, degut al peó aïllat-d de les negres, però Anand es va defensar fermament. Finalment la partida va acabar en unes lluitades taules.
Defensa siciliana (ECO B40)
1. e4 c5 2. Cf3 e6 3. g3 Cc6 4. Ag2 d5 5. exd5 exd5 6. 0‑0 Cf6 7. d4 Ae7 8. Ae3 cxd4 9. Cxd4 Ag4 10. Dd3 Dd7 11. Cd2 0‑0 12. C2f3 Tfe8 13. Tfe1 Ad6 14. c3 h6 15. Df1 Ah5 16. h3 Ag6 17. Tad1 Tad8 18. Cxc6 bxc6 19. c4 Ae4 20. Ad4 Ch7 21. cxd5 Axd5 22. Txe8+ Txe8 23. Dd3 Cf8 24. Ch4 Ae5 25. Axd5 Dxd5 26. Axe5 Dxe5 27. b3 Ce6 28. Cf3 Df6 29. Rg2 Td8 30. De2 Td5 31. Txd5 cxd5 32. Ce5 Df5 33. Cd3 Cd4 (diagrama) 34. g4 Dd7 35. De5 Ce6 36. Rg3 Db5 37. Cf4 Cxf4 38. Rxf4 Db4+ 39. Rf3 d4 40. De8+ Rh7 41. Dxf7 Dd2 42. Df5+ Rh8 43. h4 Dxa2 44. De6 Dd2 45. De8+ Rh7 46. De4+ Rh8 47. De8+ Rh7 ½–½

#### Partida 5, Anand–Carlsen, ½–½
|   | a | b | c | d | e | f | g | h |   |
| 8 | a8 negres torre · f8 negres torre · g8 negres rei · a7 negres peó · b7 negres alfil · e7 negres dama · f7 negres peó · g7 negres peó · b6 negres peó · e6 negres peó · f6 negres cavall · h6 negres peó · a5 negres cavall · d5 blanques peó · g5 blanques alfil · c3 blanques cavall · g3 blanques peó · a2 blanques peó · b2 blanques peó · f2 blanques peó · g2 blanques alfil · h2 blanques peó · a1 blanques torre · d1 blanques dama · f1 blanques torre · g1 blanques rei | a8 negres torre · f8 negres torre · g8 negres rei · a7 negres peó · b7 negres alfil · e7 negres dama · f7 negres peó · g7 negres peó · b6 negres peó · e6 negres peó · f6 negres cavall · h6 negres peó · a5 negres cavall · d5 blanques peó · g5 blanques alfil · c3 blanques cavall · g3 blanques peó · a2 blanques peó · b2 blanques peó · f2 blanques peó · g2 blanques alfil · h2 blanques peó · a1 blanques torre · d1 blanques dama · f1 blanques torre · g1 blanques rei | a8 negres torre · f8 negres torre · g8 negres rei · a7 negres peó · b7 negres alfil · e7 negres dama · f7 negres peó · g7 negres peó · b6 negres peó · e6 negres peó · f6 negres cavall · h6 negres peó · a5 negres cavall · d5 blanques peó · g5 blanques alfil · c3 blanques cavall · g3 blanques peó · a2 blanques peó · b2 blanques peó · f2 blanques peó · g2 blanques alfil · h2 blanques peó · a1 blanques torre · d1 blanques dama · f1 blanques torre · g1 blanques rei | a8 negres torre · f8 negres torre · g8 negres rei · a7 negres peó · b7 negres alfil · e7 negres dama · f7 negres peó · g7 negres peó · b6 negres peó · e6 negres peó · f6 negres cavall · h6 negres peó · a5 negres cavall · d5 blanques peó · g5 blanques alfil · c3 blanques cavall · g3 blanques peó · a2 blanques peó · b2 blanques peó · f2 blanques peó · g2 blanques alfil · h2 blanques peó · a1 blanques torre · d1 blanques dama · f1 blanques torre · g1 blanques rei | a8 negres torre · f8 negres torre · g8 negres rei · a7 negres peó · b7 negres alfil · e7 negres dama · f7 negres peó · g7 negres peó · b6 negres peó · e6 negres peó · f6 negres cavall · h6 negres peó · a5 negres cavall · d5 blanques peó · g5 blanques alfil · c3 blanques cavall · g3 blanques peó · a2 blanques peó · b2 blanques peó · f2 blanques peó · g2 blanques alfil · h2 blanques peó · a1 blanques torre · d1 blanques dama · f1 blanques torre · g1 blanques rei | a8 negres torre · f8 negres torre · g8 negres rei · a7 negres peó · b7 negres alfil · e7 negres dama · f7 negres peó · g7 negres peó · b6 negres peó · e6 negres peó · f6 negres cavall · h6 negres peó · a5 negres cavall · d5 blanques peó · g5 blanques alfil · c3 blanques cavall · g3 blanques peó · a2 blanques peó · b2 blanques peó · f2 blanques peó · g2 blanques alfil · h2 blanques peó · a1 blanques torre · d1 blanques dama · f1 blanques torre · g1 blanques rei | a8 negres torre · f8 negres torre · g8 negres rei · a7 negres peó · b7 negres alfil · e7 negres dama · f7 negres peó · g7 negres peó · b6 negres peó · e6 negres peó · f6 negres cavall · h6 negres peó · a5 negres cavall · d5 blanques peó · g5 blanques alfil · c3 blanques cavall · g3 blanques peó · a2 blanques peó · b2 blanques peó · f2 blanques peó · g2 blanques alfil · h2 blanques peó · a1 blanques torre · d1 blanques dama · f1 blanques torre · g1 blanques rei | a8 negres torre · f8 negres torre · g8 negres rei · a7 negres peó · b7 negres alfil · e7 negres dama · f7 negres peó · g7 negres peó · b6 negres peó · e6 negres peó · f6 negres cavall · h6 negres peó · a5 negres cavall · d5 blanques peó · g5 blanques alfil · c3 blanques cavall · g3 blanques peó · a2 blanques peó · b2 blanques peó · f2 blanques peó · g2 blanques alfil · h2 blanques peó · a1 blanques torre · d1 blanques dama · f1 blanques torre · g1 blanques rei | 8 |
| 7 | a8 negres torre · f8 negres torre · g8 negres rei · a7 negres peó · b7 negres alfil · e7 negres dama · f7 negres peó · g7 negres peó · b6 negres peó · e6 negres peó · f6 negres cavall · h6 negres peó · a5 negres cavall · d5 blanques peó · g5 blanques alfil · c3 blanques cavall · g3 blanques peó · a2 blanques peó · b2 blanques peó · f2 blanques peó · g2 blanques alfil · h2 blanques peó · a1 blanques torre · d1 blanques dama · f1 blanques torre · g1 blanques rei | a8 negres torre · f8 negres torre · g8 negres rei · a7 negres peó · b7 negres alfil · e7 negres dama · f7 negres peó · g7 negres peó · b6 negres peó · e6 negres peó · f6 negres cavall · h6 negres peó · a5 negres cavall · d5 blanques peó · g5 blanques alfil · c3 blanques cavall · g3 blanques peó · a2 blanques peó · b2 blanques peó · f2 blanques peó · g2 blanques alfil · h2 blanques peó · a1 blanques torre · d1 blanques dama · f1 blanques torre · g1 blanques rei | a8 negres torre · f8 negres torre · g8 negres rei · a7 negres peó · b7 negres alfil · e7 negres dama · f7 negres peó · g7 negres peó · b6 negres peó · e6 negres peó · f6 negres cavall · h6 negres peó · a5 negres cavall · d5 blanques peó · g5 blanques alfil · c3 blanques cavall · g3 blanques peó · a2 blanques peó · b2 blanques peó · f2 blanques peó · g2 blanques alfil · h2 blanques peó · a1 blanques torre · d1 blanques dama · f1 blanques torre · g1 blanques rei | a8 negres torre · f8 negres torre · g8 negres rei · a7 negres peó · b7 negres alfil · e7 negres dama · f7 negres peó · g7 negres peó · b6 negres peó · e6 negres peó · f6 negres cavall · h6 negres peó · a5 negres cavall · d5 blanques peó · g5 blanques alfil · c3 blanques cavall · g3 blanques peó · a2 blanques peó · b2 blanques peó · f2 blanques peó · g2 blanques alfil · h2 blanques peó · a1 blanques torre · d1 blanques dama · f1 blanques torre · g1 blanques rei | a8 negres torre · f8 negres torre · g8 negres rei · a7 negres peó · b7 negres alfil · e7 negres dama · f7 negres peó · g7 negres peó · b6 negres peó · e6 negres peó · f6 negres cavall · h6 negres peó · a5 negres cavall · d5 blanques peó · g5 blanques alfil · c3 blanques cavall · g3 blanques peó · a2 blanques peó · b2 blanques peó · f2 blanques peó · g2 blanques alfil · h2 blanques peó · a1 blanques torre · d1 blanques dama · f1 blanques torre · g1 blanques rei | a8 negres torre · f8 negres torre · g8 negres rei · a7 negres peó · b7 negres alfil · e7 negres dama · f7 negres peó · g7 negres peó · b6 negres peó · e6 negres peó · f6 negres cavall · h6 negres peó · a5 negres cavall · d5 blanques peó · g5 blanques alfil · c3 blanques cavall · g3 blanques peó · a2 blanques peó · b2 blanques peó · f2 blanques peó · g2 blanques alfil · h2 blanques peó · a1 blanques torre · d1 blanques dama · f1 blanques torre · g1 blanques rei | a8 negres torre · f8 negres torre · g8 negres rei · a7 negres peó · b7 negres alfil · e7 negres dama · f7 negres peó · g7 negres peó · b6 negres peó · e6 negres peó · f6 negres cavall · h6 negres peó · a5 negres cavall · d5 blanques peó · g5 blanques alfil · c3 blanques cavall · g3 blanques peó · a2 blanques peó · b2 blanques peó · f2 blanques peó · g2 blanques alfil · h2 blanques peó · a1 blanques torre · d1 blanques dama · f1 blanques torre · g1 blanques rei | a8 negres torre · f8 negres torre · g8 negres rei · a7 negres peó · b7 negres alfil · e7 negres dama · f7 negres peó · g7 negres peó · b6 negres peó · e6 negres peó · f6 negres cavall · h6 negres peó · a5 negres cavall · d5 blanques peó · g5 blanques alfil · c3 blanques cavall · g3 blanques peó · a2 blanques peó · b2 blanques peó · f2 blanques peó · g2 blanques alfil · h2 blanques peó · a1 blanques torre · d1 blanques dama · f1 blanques torre · g1 blanques rei | 7 |
| 6 | a8 negres torre · f8 negres torre · g8 negres rei · a7 negres peó · b7 negres alfil · e7 negres dama · f7 negres peó · g7 negres peó · b6 negres peó · e6 negres peó · f6 negres cavall · h6 negres peó · a5 negres cavall · d5 blanques peó · g5 blanques alfil · c3 blanques cavall · g3 blanques peó · a2 blanques peó · b2 blanques peó · f2 blanques peó · g2 blanques alfil · h2 blanques peó · a1 blanques torre · d1 blanques dama · f1 blanques torre · g1 blanques rei | a8 negres torre · f8 negres torre · g8 negres rei · a7 negres peó · b7 negres alfil · e7 negres dama · f7 negres peó · g7 negres peó · b6 negres peó · e6 negres peó · f6 negres cavall · h6 negres peó · a5 negres cavall · d5 blanques peó · g5 blanques alfil · c3 blanques cavall · g3 blanques peó · a2 blanques peó · b2 blanques peó · f2 blanques peó · g2 blanques alfil · h2 blanques peó · a1 blanques torre · d1 blanques dama · f1 blanques torre · g1 blanques rei | a8 negres torre · f8 negres torre · g8 negres rei · a7 negres peó · b7 negres alfil · e7 negres dama · f7 negres peó · g7 negres peó · b6 negres peó · e6 negres peó · f6 negres cavall · h6 negres peó · a5 negres cavall · d5 blanques peó · g5 blanques alfil · c3 blanques cavall · g3 blanques peó · a2 blanques peó · b2 blanques peó · f2 blanques peó · g2 blanques alfil · h2 blanques peó · a1 blanques torre · d1 blanques dama · f1 blanques torre · g1 blanques rei | a8 negres torre · f8 negres torre · g8 negres rei · a7 negres peó · b7 negres alfil · e7 negres dama · f7 negres peó · g7 negres peó · b6 negres peó · e6 negres peó · f6 negres cavall · h6 negres peó · a5 negres cavall · d5 blanques peó · g5 blanques alfil · c3 blanques cavall · g3 blanques peó · a2 blanques peó · b2 blanques peó · f2 blanques peó · g2 blanques alfil · h2 blanques peó · a1 blanques torre · d1 blanques dama · f1 blanques torre · g1 blanques rei | a8 negres torre · f8 negres torre · g8 negres rei · a7 negres peó · b7 negres alfil · e7 negres dama · f7 negres peó · g7 negres peó · b6 negres peó · e6 negres peó · f6 negres cavall · h6 negres peó · a5 negres cavall · d5 blanques peó · g5 blanques alfil · c3 blanques cavall · g3 blanques peó · a2 blanques peó · b2 blanques peó · f2 blanques peó · g2 blanques alfil · h2 blanques peó · a1 blanques torre · d1 blanques dama · f1 blanques torre · g1 blanques rei | a8 negres torre · f8 negres torre · g8 negres rei · a7 negres peó · b7 negres alfil · e7 negres dama · f7 negres peó · g7 negres peó · b6 negres peó · e6 negres peó · f6 negres cavall · h6 negres peó · a5 negres cavall · d5 blanques peó · g5 blanques alfil · c3 blanques cavall · g3 blanques peó · a2 blanques peó · b2 blanques peó · f2 blanques peó · g2 blanques alfil · h2 blanques peó · a1 blanques torre · d1 blanques dama · f1 blanques torre · g1 blanques rei | a8 negres torre · f8 negres torre · g8 negres rei · a7 negres peó · b7 negres alfil · e7 negres dama · f7 negres peó · g7 negres peó · b6 negres peó · e6 negres peó · f6 negres cavall · h6 negres peó · a5 negres cavall · d5 blanques peó · g5 blanques alfil · c3 blanques cavall · g3 blanques peó · a2 blanques peó · b2 blanques peó · f2 blanques peó · g2 blanques alfil · h2 blanques peó · a1 blanques torre · d1 blanques dama · f1 blanques torre · g1 blanques rei | a8 negres torre · f8 negres torre · g8 negres rei · a7 negres peó · b7 negres alfil · e7 negres dama · f7 negres peó · g7 negres peó · b6 negres peó · e6 negres peó · f6 negres cavall · h6 negres peó · a5 negres cavall · d5 blanques peó · g5 blanques alfil · c3 blanques cavall · g3 blanques peó · a2 blanques peó · b2 blanques peó · f2 blanques peó · g2 blanques alfil · h2 blanques peó · a1 blanques torre · d1 blanques dama · f1 blanques torre · g1 blanques rei | 6 |
| 5 | a8 negres torre · f8 negres torre · g8 negres rei · a7 negres peó · b7 negres alfil · e7 negres dama · f7 negres peó · g7 negres peó · b6 negres peó · e6 negres peó · f6 negres cavall · h6 negres peó · a5 negres cavall · d5 blanques peó · g5 blanques alfil · c3 blanques cavall · g3 blanques peó · a2 blanques peó · b2 blanques peó · f2 blanques peó · g2 blanques alfil · h2 blanques peó · a1 blanques torre · d1 blanques dama · f1 blanques torre · g1 blanques rei | a8 negres torre · f8 negres torre · g8 negres rei · a7 negres peó · b7 negres alfil · e7 negres dama · f7 negres peó · g7 negres peó · b6 negres peó · e6 negres peó · f6 negres cavall · h6 negres peó · a5 negres cavall · d5 blanques peó · g5 blanques alfil · c3 blanques cavall · g3 blanques peó · a2 blanques peó · b2 blanques peó · f2 blanques peó · g2 blanques alfil · h2 blanques peó · a1 blanques torre · d1 blanques dama · f1 blanques torre · g1 blanques rei | a8 negres torre · f8 negres torre · g8 negres rei · a7 negres peó · b7 negres alfil · e7 negres dama · f7 negres peó · g7 negres peó · b6 negres peó · e6 negres peó · f6 negres cavall · h6 negres peó · a5 negres cavall · d5 blanques peó · g5 blanques alfil · c3 blanques cavall · g3 blanques peó · a2 blanques peó · b2 blanques peó · f2 blanques peó · g2 blanques alfil · h2 blanques peó · a1 blanques torre · d1 blanques dama · f1 blanques torre · g1 blanques rei | a8 negres torre · f8 negres torre · g8 negres rei · a7 negres peó · b7 negres alfil · e7 negres dama · f7 negres peó · g7 negres peó · b6 negres peó · e6 negres peó · f6 negres cavall · h6 negres peó · a5 negres cavall · d5 blanques peó · g5 blanques alfil · c3 blanques cavall · g3 blanques peó · a2 blanques peó · b2 blanques peó · f2 blanques peó · g2 blanques alfil · h2 blanques peó · a1 blanques torre · d1 blanques dama · f1 blanques torre · g1 blanques rei | a8 negres torre · f8 negres torre · g8 negres rei · a7 negres peó · b7 negres alfil · e7 negres dama · f7 negres peó · g7 negres peó · b6 negres peó · e6 negres peó · f6 negres cavall · h6 negres peó · a5 negres cavall · d5 blanques peó · g5 blanques alfil · c3 blanques cavall · g3 blanques peó · a2 blanques peó · b2 blanques peó · f2 blanques peó · g2 blanques alfil · h2 blanques peó · a1 blanques torre · d1 blanques dama · f1 blanques torre · g1 blanques rei | a8 negres torre · f8 negres torre · g8 negres rei · a7 negres peó · b7 negres alfil · e7 negres dama · f7 negres peó · g7 negres peó · b6 negres peó · e6 negres peó · f6 negres cavall · h6 negres peó · a5 negres cavall · d5 blanques peó · g5 blanques alfil · c3 blanques cavall · g3 blanques peó · a2 blanques peó · b2 blanques peó · f2 blanques peó · g2 blanques alfil · h2 blanques peó · a1 blanques torre · d1 blanques dama · f1 blanques torre · g1 blanques rei | a8 negres torre · f8 negres torre · g8 negres rei · a7 negres peó · b7 negres alfil · e7 negres dama · f7 negres peó · g7 negres peó · b6 negres peó · e6 negres peó · f6 negres cavall · h6 negres peó · a5 negres cavall · d5 blanques peó · g5 blanques alfil · c3 blanques cavall · g3 blanques peó · a2 blanques peó · b2 blanques peó · f2 blanques peó · g2 blanques alfil · h2 blanques peó · a1 blanques torre · d1 blanques dama · f1 blanques torre · g1 blanques rei | a8 negres torre · f8 negres torre · g8 negres rei · a7 negres peó · b7 negres alfil · e7 negres dama · f7 negres peó · g7 negres peó · b6 negres peó · e6 negres peó · f6 negres cavall · h6 negres peó · a5 negres cavall · d5 blanques peó · g5 blanques alfil · c3 blanques cavall · g3 blanques peó · a2 blanques peó · b2 blanques peó · f2 blanques peó · g2 blanques alfil · h2 blanques peó · a1 blanques torre · d1 blanques dama · f1 blanques torre · g1 blanques rei | 5 |
| 4 | a8 negres torre · f8 negres torre · g8 negres rei · a7 negres peó · b7 negres alfil · e7 negres dama · f7 negres peó · g7 negres peó · b6 negres peó · e6 negres peó · f6 negres cavall · h6 negres peó · a5 negres cavall · d5 blanques peó · g5 blanques alfil · c3 blanques cavall · g3 blanques peó · a2 blanques peó · b2 blanques peó · f2 blanques peó · g2 blanques alfil · h2 blanques peó · a1 blanques torre · d1 blanques dama · f1 blanques torre · g1 blanques rei | a8 negres torre · f8 negres torre · g8 negres rei · a7 negres peó · b7 negres alfil · e7 negres dama · f7 negres peó · g7 negres peó · b6 negres peó · e6 negres peó · f6 negres cavall · h6 negres peó · a5 negres cavall · d5 blanques peó · g5 blanques alfil · c3 blanques cavall · g3 blanques peó · a2 blanques peó · b2 blanques peó · f2 blanques peó · g2 blanques alfil · h2 blanques peó · a1 blanques torre · d1 blanques dama · f1 blanques torre · g1 blanques rei | a8 negres torre · f8 negres torre · g8 negres rei · a7 negres peó · b7 negres alfil · e7 negres dama · f7 negres peó · g7 negres peó · b6 negres peó · e6 negres peó · f6 negres cavall · h6 negres peó · a5 negres cavall · d5 blanques peó · g5 blanques alfil · c3 blanques cavall · g3 blanques peó · a2 blanques peó · b2 blanques peó · f2 blanques peó · g2 blanques alfil · h2 blanques peó · a1 blanques torre · d1 blanques dama · f1 blanques torre · g1 blanques rei | a8 negres torre · f8 negres torre · g8 negres rei · a7 negres peó · b7 negres alfil · e7 negres dama · f7 negres peó · g7 negres peó · b6 negres peó · e6 negres peó · f6 negres cavall · h6 negres peó · a5 negres cavall · d5 blanques peó · g5 blanques alfil · c3 blanques cavall · g3 blanques peó · a2 blanques peó · b2 blanques peó · f2 blanques peó · g2 blanques alfil · h2 blanques peó · a1 blanques torre · d1 blanques dama · f1 blanques torre · g1 blanques rei | a8 negres torre · f8 negres torre · g8 negres rei · a7 negres peó · b7 negres alfil · e7 negres dama · f7 negres peó · g7 negres peó · b6 negres peó · e6 negres peó · f6 negres cavall · h6 negres peó · a5 negres cavall · d5 blanques peó · g5 blanques alfil · c3 blanques cavall · g3 blanques peó · a2 blanques peó · b2 blanques peó · f2 blanques peó · g2 blanques alfil · h2 blanques peó · a1 blanques torre · d1 blanques dama · f1 blanques torre · g1 blanques rei | a8 negres torre · f8 negres torre · g8 negres rei · a7 negres peó · b7 negres alfil · e7 negres dama · f7 negres peó · g7 negres peó · b6 negres peó · e6 negres peó · f6 negres cavall · h6 negres peó · a5 negres cavall · d5 blanques peó · g5 blanques alfil · c3 blanques cavall · g3 blanques peó · a2 blanques peó · b2 blanques peó · f2 blanques peó · g2 blanques alfil · h2 blanques peó · a1 blanques torre · d1 blanques dama · f1 blanques torre · g1 blanques rei | a8 negres torre · f8 negres torre · g8 negres rei · a7 negres peó · b7 negres alfil · e7 negres dama · f7 negres peó · g7 negres peó · b6 negres peó · e6 negres peó · f6 negres cavall · h6 negres peó · a5 negres cavall · d5 blanques peó · g5 blanques alfil · c3 blanques cavall · g3 blanques peó · a2 blanques peó · b2 blanques peó · f2 blanques peó · g2 blanques alfil · h2 blanques peó · a1 blanques torre · d1 blanques dama · f1 blanques torre · g1 blanques rei | a8 negres torre · f8 negres torre · g8 negres rei · a7 negres peó · b7 negres alfil · e7 negres dama · f7 negres peó · g7 negres peó · b6 negres peó · e6 negres peó · f6 negres cavall · h6 negres peó · a5 negres cavall · d5 blanques peó · g5 blanques alfil · c3 blanques cavall · g3 blanques peó · a2 blanques peó · b2 blanques peó · f2 blanques peó · g2 blanques alfil · h2 blanques peó · a1 blanques torre · d1 blanques dama · f1 blanques torre · g1 blanques rei | 4 |
| 3 | a8 negres torre · f8 negres torre · g8 negres rei · a7 negres peó · b7 negres alfil · e7 negres dama · f7 negres peó · g7 negres peó · b6 negres peó · e6 negres peó · f6 negres cavall · h6 negres peó · a5 negres cavall · d5 blanques peó · g5 blanques alfil · c3 blanques cavall · g3 blanques peó · a2 blanques peó · b2 blanques peó · f2 blanques peó · g2 blanques alfil · h2 blanques peó · a1 blanques torre · d1 blanques dama · f1 blanques torre · g1 blanques rei | a8 negres torre · f8 negres torre · g8 negres rei · a7 negres peó · b7 negres alfil · e7 negres dama · f7 negres peó · g7 negres peó · b6 negres peó · e6 negres peó · f6 negres cavall · h6 negres peó · a5 negres cavall · d5 blanques peó · g5 blanques alfil · c3 blanques cavall · g3 blanques peó · a2 blanques peó · b2 blanques peó · f2 blanques peó · g2 blanques alfil · h2 blanques peó · a1 blanques torre · d1 blanques dama · f1 blanques torre · g1 blanques rei | a8 negres torre · f8 negres torre · g8 negres rei · a7 negres peó · b7 negres alfil · e7 negres dama · f7 negres peó · g7 negres peó · b6 negres peó · e6 negres peó · f6 negres cavall · h6 negres peó · a5 negres cavall · d5 blanques peó · g5 blanques alfil · c3 blanques cavall · g3 blanques peó · a2 blanques peó · b2 blanques peó · f2 blanques peó · g2 blanques alfil · h2 blanques peó · a1 blanques torre · d1 blanques dama · f1 blanques torre · g1 blanques rei | a8 negres torre · f8 negres torre · g8 negres rei · a7 negres peó · b7 negres alfil · e7 negres dama · f7 negres peó · g7 negres peó · b6 negres peó · e6 negres peó · f6 negres cavall · h6 negres peó · a5 negres cavall · d5 blanques peó · g5 blanques alfil · c3 blanques cavall · g3 blanques peó · a2 blanques peó · b2 blanques peó · f2 blanques peó · g2 blanques alfil · h2 blanques peó · a1 blanques torre · d1 blanques dama · f1 blanques torre · g1 blanques rei | a8 negres torre · f8 negres torre · g8 negres rei · a7 negres peó · b7 negres alfil · e7 negres dama · f7 negres peó · g7 negres peó · b6 negres peó · e6 negres peó · f6 negres cavall · h6 negres peó · a5 negres cavall · d5 blanques peó · g5 blanques alfil · c3 blanques cavall · g3 blanques peó · a2 blanques peó · b2 blanques peó · f2 blanques peó · g2 blanques alfil · h2 blanques peó · a1 blanques torre · d1 blanques dama · f1 blanques torre · g1 blanques rei | a8 negres torre · f8 negres torre · g8 negres rei · a7 negres peó · b7 negres alfil · e7 negres dama · f7 negres peó · g7 negres peó · b6 negres peó · e6 negres peó · f6 negres cavall · h6 negres peó · a5 negres cavall · d5 blanques peó · g5 blanques alfil · c3 blanques cavall · g3 blanques peó · a2 blanques peó · b2 blanques peó · f2 blanques peó · g2 blanques alfil · h2 blanques peó · a1 blanques torre · d1 blanques dama · f1 blanques torre · g1 blanques rei | a8 negres torre · f8 negres torre · g8 negres rei · a7 negres peó · b7 negres alfil · e7 negres dama · f7 negres peó · g7 negres peó · b6 negres peó · e6 negres peó · f6 negres cavall · h6 negres peó · a5 negres cavall · d5 blanques peó · g5 blanques alfil · c3 blanques cavall · g3 blanques peó · a2 blanques peó · b2 blanques peó · f2 blanques peó · g2 blanques alfil · h2 blanques peó · a1 blanques torre · d1 blanques dama · f1 blanques torre · g1 blanques rei | a8 negres torre · f8 negres torre · g8 negres rei · a7 negres peó · b7 negres alfil · e7 negres dama · f7 negres peó · g7 negres peó · b6 negres peó · e6 negres peó · f6 negres cavall · h6 negres peó · a5 negres cavall · d5 blanques peó · g5 blanques alfil · c3 blanques cavall · g3 blanques peó · a2 blanques peó · b2 blanques peó · f2 blanques peó · g2 blanques alfil · h2 blanques peó · a1 blanques torre · d1 blanques dama · f1 blanques torre · g1 blanques rei | 3 |
| 2 | a8 negres torre · f8 negres torre · g8 negres rei · a7 negres peó · b7 negres alfil · e7 negres dama · f7 negres peó · g7 negres peó · b6 negres peó · e6 negres peó · f6 negres cavall · h6 negres peó · a5 negres cavall · d5 blanques peó · g5 blanques alfil · c3 blanques cavall · g3 blanques peó · a2 blanques peó · b2 blanques peó · f2 blanques peó · g2 blanques alfil · h2 blanques peó · a1 blanques torre · d1 blanques dama · f1 blanques torre · g1 blanques rei | a8 negres torre · f8 negres torre · g8 negres rei · a7 negres peó · b7 negres alfil · e7 negres dama · f7 negres peó · g7 negres peó · b6 negres peó · e6 negres peó · f6 negres cavall · h6 negres peó · a5 negres cavall · d5 blanques peó · g5 blanques alfil · c3 blanques cavall · g3 blanques peó · a2 blanques peó · b2 blanques peó · f2 blanques peó · g2 blanques alfil · h2 blanques peó · a1 blanques torre · d1 blanques dama · f1 blanques torre · g1 blanques rei | a8 negres torre · f8 negres torre · g8 negres rei · a7 negres peó · b7 negres alfil · e7 negres dama · f7 negres peó · g7 negres peó · b6 negres peó · e6 negres peó · f6 negres cavall · h6 negres peó · a5 negres cavall · d5 blanques peó · g5 blanques alfil · c3 blanques cavall · g3 blanques peó · a2 blanques peó · b2 blanques peó · f2 blanques peó · g2 blanques alfil · h2 blanques peó · a1 blanques torre · d1 blanques dama · f1 blanques torre · g1 blanques rei | a8 negres torre · f8 negres torre · g8 negres rei · a7 negres peó · b7 negres alfil · e7 negres dama · f7 negres peó · g7 negres peó · b6 negres peó · e6 negres peó · f6 negres cavall · h6 negres peó · a5 negres cavall · d5 blanques peó · g5 blanques alfil · c3 blanques cavall · g3 blanques peó · a2 blanques peó · b2 blanques peó · f2 blanques peó · g2 blanques alfil · h2 blanques peó · a1 blanques torre · d1 blanques dama · f1 blanques torre · g1 blanques rei | a8 negres torre · f8 negres torre · g8 negres rei · a7 negres peó · b7 negres alfil · e7 negres dama · f7 negres peó · g7 negres peó · b6 negres peó · e6 negres peó · f6 negres cavall · h6 negres peó · a5 negres cavall · d5 blanques peó · g5 blanques alfil · c3 blanques cavall · g3 blanques peó · a2 blanques peó · b2 blanques peó · f2 blanques peó · g2 blanques alfil · h2 blanques peó · a1 blanques torre · d1 blanques dama · f1 blanques torre · g1 blanques rei | a8 negres torre · f8 negres torre · g8 negres rei · a7 negres peó · b7 negres alfil · e7 negres dama · f7 negres peó · g7 negres peó · b6 negres peó · e6 negres peó · f6 negres cavall · h6 negres peó · a5 negres cavall · d5 blanques peó · g5 blanques alfil · c3 blanques cavall · g3 blanques peó · a2 blanques peó · b2 blanques peó · f2 blanques peó · g2 blanques alfil · h2 blanques peó · a1 blanques torre · d1 blanques dama · f1 blanques torre · g1 blanques rei | a8 negres torre · f8 negres torre · g8 negres rei · a7 negres peó · b7 negres alfil · e7 negres dama · f7 negres peó · g7 negres peó · b6 negres peó · e6 negres peó · f6 negres cavall · h6 negres peó · a5 negres cavall · d5 blanques peó · g5 blanques alfil · c3 blanques cavall · g3 blanques peó · a2 blanques peó · b2 blanques peó · f2 blanques peó · g2 blanques alfil · h2 blanques peó · a1 blanques torre · d1 blanques dama · f1 blanques torre · g1 blanques rei | a8 negres torre · f8 negres torre · g8 negres rei · a7 negres peó · b7 negres alfil · e7 negres dama · f7 negres peó · g7 negres peó · b6 negres peó · e6 negres peó · f6 negres cavall · h6 negres peó · a5 negres cavall · d5 blanques peó · g5 blanques alfil · c3 blanques cavall · g3 blanques peó · a2 blanques peó · b2 blanques peó · f2 blanques peó · g2 blanques alfil · h2 blanques peó · a1 blanques torre · d1 blanques dama · f1 blanques torre · g1 blanques rei | 2 |
| 1 | a8 negres torre · f8 negres torre · g8 negres rei · a7 negres peó · b7 negres alfil · e7 negres dama · f7 negres peó · g7 negres peó · b6 negres peó · e6 negres peó · f6 negres cavall · h6 negres peó · a5 negres cavall · d5 blanques peó · g5 blanques alfil · c3 blanques cavall · g3 blanques peó · a2 blanques peó · b2 blanques peó · f2 blanques peó · g2 blanques alfil · h2 blanques peó · a1 blanques torre · d1 blanques dama · f1 blanques torre · g1 blanques rei | a8 negres torre · f8 negres torre · g8 negres rei · a7 negres peó · b7 negres alfil · e7 negres dama · f7 negres peó · g7 negres peó · b6 negres peó · e6 negres peó · f6 negres cavall · h6 negres peó · a5 negres cavall · d5 blanques peó · g5 blanques alfil · c3 blanques cavall · g3 blanques peó · a2 blanques peó · b2 blanques peó · f2 blanques peó · g2 blanques alfil · h2 blanques peó · a1 blanques torre · d1 blanques dama · f1 blanques torre · g1 blanques rei | a8 negres torre · f8 negres torre · g8 negres rei · a7 negres peó · b7 negres alfil · e7 negres dama · f7 negres peó · g7 negres peó · b6 negres peó · e6 negres peó · f6 negres cavall · h6 negres peó · a5 negres cavall · d5 blanques peó · g5 blanques alfil · c3 blanques cavall · g3 blanques peó · a2 blanques peó · b2 blanques peó · f2 blanques peó · g2 blanques alfil · h2 blanques peó · a1 blanques torre · d1 blanques dama · f1 blanques torre · g1 blanques rei | a8 negres torre · f8 negres torre · g8 negres rei · a7 negres peó · b7 negres alfil · e7 negres dama · f7 negres peó · g7 negres peó · b6 negres peó · e6 negres peó · f6 negres cavall · h6 negres peó · a5 negres cavall · d5 blanques peó · g5 blanques alfil · c3 blanques cavall · g3 blanques peó · a2 blanques peó · b2 blanques peó · f2 blanques peó · g2 blanques alfil · h2 blanques peó · a1 blanques torre · d1 blanques dama · f1 blanques torre · g1 blanques rei | a8 negres torre · f8 negres torre · g8 negres rei · a7 negres peó · b7 negres alfil · e7 negres dama · f7 negres peó · g7 negres peó · b6 negres peó · e6 negres peó · f6 negres cavall · h6 negres peó · a5 negres cavall · d5 blanques peó · g5 blanques alfil · c3 blanques cavall · g3 blanques peó · a2 blanques peó · b2 blanques peó · f2 blanques peó · g2 blanques alfil · h2 blanques peó · a1 blanques torre · d1 blanques dama · f1 blanques torre · g1 blanques rei | a8 negres torre · f8 negres torre · g8 negres rei · a7 negres peó · b7 negres alfil · e7 negres dama · f7 negres peó · g7 negres peó · b6 negres peó · e6 negres peó · f6 negres cavall · h6 negres peó · a5 negres cavall · d5 blanques peó · g5 blanques alfil · c3 blanques cavall · g3 blanques peó · a2 blanques peó · b2 blanques peó · f2 blanques peó · g2 blanques alfil · h2 blanques peó · a1 blanques torre · d1 blanques dama · f1 blanques torre · g1 blanques rei | a8 negres torre · f8 negres torre · g8 negres rei · a7 negres peó · b7 negres alfil · e7 negres dama · f7 negres peó · g7 negres peó · b6 negres peó · e6 negres peó · f6 negres cavall · h6 negres peó · a5 negres cavall · d5 blanques peó · g5 blanques alfil · c3 blanques cavall · g3 blanques peó · a2 blanques peó · b2 blanques peó · f2 blanques peó · g2 blanques alfil · h2 blanques peó · a1 blanques torre · d1 blanques dama · f1 blanques torre · g1 blanques rei | a8 negres torre · f8 negres torre · g8 negres rei · a7 negres peó · b7 negres alfil · e7 negres dama · f7 negres peó · g7 negres peó · b6 negres peó · e6 negres peó · f6 negres cavall · h6 negres peó · a5 negres cavall · d5 blanques peó · g5 blanques alfil · c3 blanques cavall · g3 blanques peó · a2 blanques peó · b2 blanques peó · f2 blanques peó · g2 blanques alfil · h2 blanques peó · a1 blanques torre · d1 blanques dama · f1 blanques torre · g1 blanques rei | 1 |
|   | a | b | c | d | e | f | g | h |   |

La cinquena partida es va jugar el 14 de novembre de 2014. Carlsen va jugar una línia inhabitual de la defensa índia de dama, però Anand estava ben preparat i va obtenir aviat avantatge. Al moviment 22, Carlsen va prendre la decisió arriscada de capturar el peó de b2, en lloc d'entrar en un final inferior. Aviat va haver de retornar el peó, i trencar l'estructura de peons del seu flanc de rei, però alhora va aconseguir de liquidar els peons del flanc de dama. La partida fou declarada taules poc després.
Defensa índia de dama (ECO E15)
1. d4 Cf6 2. c4 e6 3. Cf3 b6 4. g3 Ab4+ 5. Ad2 Ae7 6. Cc3 Ab7 7. Ag2 c6 8. e4 d5 9. exd5 cxd5 10. Ce5 0-0 11. 0-0 Cc6 12. cxd5 Cxe5 13. d6 Cc6 14. dxe7 Dxe7 15. Ag5 h6 16. d5 Ca5 (diagrama) 17. Axf6 Dxf6 18. dxe6 Dxe6 19. Te1 Df6 20. Cd5 Axd5 21. Axd5 Tad8 22. Df3 Dxb2 23. Tad1 Df6 24. Dxf6 gxf6 25. Te7 Rg7 26. Txa7 Cc6 27. Tb7 Cb4 28. Ab3 Txd1+ 29. Axd1 Cxa2 30. Txb6 Cc3 31. Af3 f5 32. Rg2 Td8 33. Tc6 Ce4 34. Axe4 fxe4 35. Tc4 f5 36. g4 Td2 37. gxf5 e3 38. Te4 Txf2+ 39. Rg3 Txf5 ½–½

#### Partida 6, Carlsen–Anand, 1–0
|   | a | b | c | d | e | f | g | h |   |
| 8 | g8 negres torre · h8 negres torre · b7 negres rei · f7 negres peó · b6 negres peó · c6 negres alfil · e6 negres peó · g6 negres cavall · h6 negres peó · a5 negres peó · c5 negres peó · e5 blanques peó · h5 blanques torre · c4 blanques peó · g4 blanques torre · c3 blanques peó · e3 blanques alfil · a2 blanques peó · c2 blanques alfil · d2 blanques rei · f2 blanques peó · g2 blanques peó | g8 negres torre · h8 negres torre · b7 negres rei · f7 negres peó · b6 negres peó · c6 negres alfil · e6 negres peó · g6 negres cavall · h6 negres peó · a5 negres peó · c5 negres peó · e5 blanques peó · h5 blanques torre · c4 blanques peó · g4 blanques torre · c3 blanques peó · e3 blanques alfil · a2 blanques peó · c2 blanques alfil · d2 blanques rei · f2 blanques peó · g2 blanques peó | g8 negres torre · h8 negres torre · b7 negres rei · f7 negres peó · b6 negres peó · c6 negres alfil · e6 negres peó · g6 negres cavall · h6 negres peó · a5 negres peó · c5 negres peó · e5 blanques peó · h5 blanques torre · c4 blanques peó · g4 blanques torre · c3 blanques peó · e3 blanques alfil · a2 blanques peó · c2 blanques alfil · d2 blanques rei · f2 blanques peó · g2 blanques peó | g8 negres torre · h8 negres torre · b7 negres rei · f7 negres peó · b6 negres peó · c6 negres alfil · e6 negres peó · g6 negres cavall · h6 negres peó · a5 negres peó · c5 negres peó · e5 blanques peó · h5 blanques torre · c4 blanques peó · g4 blanques torre · c3 blanques peó · e3 blanques alfil · a2 blanques peó · c2 blanques alfil · d2 blanques rei · f2 blanques peó · g2 blanques peó | g8 negres torre · h8 negres torre · b7 negres rei · f7 negres peó · b6 negres peó · c6 negres alfil · e6 negres peó · g6 negres cavall · h6 negres peó · a5 negres peó · c5 negres peó · e5 blanques peó · h5 blanques torre · c4 blanques peó · g4 blanques torre · c3 blanques peó · e3 blanques alfil · a2 blanques peó · c2 blanques alfil · d2 blanques rei · f2 blanques peó · g2 blanques peó | g8 negres torre · h8 negres torre · b7 negres rei · f7 negres peó · b6 negres peó · c6 negres alfil · e6 negres peó · g6 negres cavall · h6 negres peó · a5 negres peó · c5 negres peó · e5 blanques peó · h5 blanques torre · c4 blanques peó · g4 blanques torre · c3 blanques peó · e3 blanques alfil · a2 blanques peó · c2 blanques alfil · d2 blanques rei · f2 blanques peó · g2 blanques peó | g8 negres torre · h8 negres torre · b7 negres rei · f7 negres peó · b6 negres peó · c6 negres alfil · e6 negres peó · g6 negres cavall · h6 negres peó · a5 negres peó · c5 negres peó · e5 blanques peó · h5 blanques torre · c4 blanques peó · g4 blanques torre · c3 blanques peó · e3 blanques alfil · a2 blanques peó · c2 blanques alfil · d2 blanques rei · f2 blanques peó · g2 blanques peó | g8 negres torre · h8 negres torre · b7 negres rei · f7 negres peó · b6 negres peó · c6 negres alfil · e6 negres peó · g6 negres cavall · h6 negres peó · a5 negres peó · c5 negres peó · e5 blanques peó · h5 blanques torre · c4 blanques peó · g4 blanques torre · c3 blanques peó · e3 blanques alfil · a2 blanques peó · c2 blanques alfil · d2 blanques rei · f2 blanques peó · g2 blanques peó | 8 |
| 7 | g8 negres torre · h8 negres torre · b7 negres rei · f7 negres peó · b6 negres peó · c6 negres alfil · e6 negres peó · g6 negres cavall · h6 negres peó · a5 negres peó · c5 negres peó · e5 blanques peó · h5 blanques torre · c4 blanques peó · g4 blanques torre · c3 blanques peó · e3 blanques alfil · a2 blanques peó · c2 blanques alfil · d2 blanques rei · f2 blanques peó · g2 blanques peó | g8 negres torre · h8 negres torre · b7 negres rei · f7 negres peó · b6 negres peó · c6 negres alfil · e6 negres peó · g6 negres cavall · h6 negres peó · a5 negres peó · c5 negres peó · e5 blanques peó · h5 blanques torre · c4 blanques peó · g4 blanques torre · c3 blanques peó · e3 blanques alfil · a2 blanques peó · c2 blanques alfil · d2 blanques rei · f2 blanques peó · g2 blanques peó | g8 negres torre · h8 negres torre · b7 negres rei · f7 negres peó · b6 negres peó · c6 negres alfil · e6 negres peó · g6 negres cavall · h6 negres peó · a5 negres peó · c5 negres peó · e5 blanques peó · h5 blanques torre · c4 blanques peó · g4 blanques torre · c3 blanques peó · e3 blanques alfil · a2 blanques peó · c2 blanques alfil · d2 blanques rei · f2 blanques peó · g2 blanques peó | g8 negres torre · h8 negres torre · b7 negres rei · f7 negres peó · b6 negres peó · c6 negres alfil · e6 negres peó · g6 negres cavall · h6 negres peó · a5 negres peó · c5 negres peó · e5 blanques peó · h5 blanques torre · c4 blanques peó · g4 blanques torre · c3 blanques peó · e3 blanques alfil · a2 blanques peó · c2 blanques alfil · d2 blanques rei · f2 blanques peó · g2 blanques peó | g8 negres torre · h8 negres torre · b7 negres rei · f7 negres peó · b6 negres peó · c6 negres alfil · e6 negres peó · g6 negres cavall · h6 negres peó · a5 negres peó · c5 negres peó · e5 blanques peó · h5 blanques torre · c4 blanques peó · g4 blanques torre · c3 blanques peó · e3 blanques alfil · a2 blanques peó · c2 blanques alfil · d2 blanques rei · f2 blanques peó · g2 blanques peó | g8 negres torre · h8 negres torre · b7 negres rei · f7 negres peó · b6 negres peó · c6 negres alfil · e6 negres peó · g6 negres cavall · h6 negres peó · a5 negres peó · c5 negres peó · e5 blanques peó · h5 blanques torre · c4 blanques peó · g4 blanques torre · c3 blanques peó · e3 blanques alfil · a2 blanques peó · c2 blanques alfil · d2 blanques rei · f2 blanques peó · g2 blanques peó | g8 negres torre · h8 negres torre · b7 negres rei · f7 negres peó · b6 negres peó · c6 negres alfil · e6 negres peó · g6 negres cavall · h6 negres peó · a5 negres peó · c5 negres peó · e5 blanques peó · h5 blanques torre · c4 blanques peó · g4 blanques torre · c3 blanques peó · e3 blanques alfil · a2 blanques peó · c2 blanques alfil · d2 blanques rei · f2 blanques peó · g2 blanques peó | g8 negres torre · h8 negres torre · b7 negres rei · f7 negres peó · b6 negres peó · c6 negres alfil · e6 negres peó · g6 negres cavall · h6 negres peó · a5 negres peó · c5 negres peó · e5 blanques peó · h5 blanques torre · c4 blanques peó · g4 blanques torre · c3 blanques peó · e3 blanques alfil · a2 blanques peó · c2 blanques alfil · d2 blanques rei · f2 blanques peó · g2 blanques peó | 7 |
| 6 | g8 negres torre · h8 negres torre · b7 negres rei · f7 negres peó · b6 negres peó · c6 negres alfil · e6 negres peó · g6 negres cavall · h6 negres peó · a5 negres peó · c5 negres peó · e5 blanques peó · h5 blanques torre · c4 blanques peó · g4 blanques torre · c3 blanques peó · e3 blanques alfil · a2 blanques peó · c2 blanques alfil · d2 blanques rei · f2 blanques peó · g2 blanques peó | g8 negres torre · h8 negres torre · b7 negres rei · f7 negres peó · b6 negres peó · c6 negres alfil · e6 negres peó · g6 negres cavall · h6 negres peó · a5 negres peó · c5 negres peó · e5 blanques peó · h5 blanques torre · c4 blanques peó · g4 blanques torre · c3 blanques peó · e3 blanques alfil · a2 blanques peó · c2 blanques alfil · d2 blanques rei · f2 blanques peó · g2 blanques peó | g8 negres torre · h8 negres torre · b7 negres rei · f7 negres peó · b6 negres peó · c6 negres alfil · e6 negres peó · g6 negres cavall · h6 negres peó · a5 negres peó · c5 negres peó · e5 blanques peó · h5 blanques torre · c4 blanques peó · g4 blanques torre · c3 blanques peó · e3 blanques alfil · a2 blanques peó · c2 blanques alfil · d2 blanques rei · f2 blanques peó · g2 blanques peó | g8 negres torre · h8 negres torre · b7 negres rei · f7 negres peó · b6 negres peó · c6 negres alfil · e6 negres peó · g6 negres cavall · h6 negres peó · a5 negres peó · c5 negres peó · e5 blanques peó · h5 blanques torre · c4 blanques peó · g4 blanques torre · c3 blanques peó · e3 blanques alfil · a2 blanques peó · c2 blanques alfil · d2 blanques rei · f2 blanques peó · g2 blanques peó | g8 negres torre · h8 negres torre · b7 negres rei · f7 negres peó · b6 negres peó · c6 negres alfil · e6 negres peó · g6 negres cavall · h6 negres peó · a5 negres peó · c5 negres peó · e5 blanques peó · h5 blanques torre · c4 blanques peó · g4 blanques torre · c3 blanques peó · e3 blanques alfil · a2 blanques peó · c2 blanques alfil · d2 blanques rei · f2 blanques peó · g2 blanques peó | g8 negres torre · h8 negres torre · b7 negres rei · f7 negres peó · b6 negres peó · c6 negres alfil · e6 negres peó · g6 negres cavall · h6 negres peó · a5 negres peó · c5 negres peó · e5 blanques peó · h5 blanques torre · c4 blanques peó · g4 blanques torre · c3 blanques peó · e3 blanques alfil · a2 blanques peó · c2 blanques alfil · d2 blanques rei · f2 blanques peó · g2 blanques peó | g8 negres torre · h8 negres torre · b7 negres rei · f7 negres peó · b6 negres peó · c6 negres alfil · e6 negres peó · g6 negres cavall · h6 negres peó · a5 negres peó · c5 negres peó · e5 blanques peó · h5 blanques torre · c4 blanques peó · g4 blanques torre · c3 blanques peó · e3 blanques alfil · a2 blanques peó · c2 blanques alfil · d2 blanques rei · f2 blanques peó · g2 blanques peó | g8 negres torre · h8 negres torre · b7 negres rei · f7 negres peó · b6 negres peó · c6 negres alfil · e6 negres peó · g6 negres cavall · h6 negres peó · a5 negres peó · c5 negres peó · e5 blanques peó · h5 blanques torre · c4 blanques peó · g4 blanques torre · c3 blanques peó · e3 blanques alfil · a2 blanques peó · c2 blanques alfil · d2 blanques rei · f2 blanques peó · g2 blanques peó | 6 |
| 5 | g8 negres torre · h8 negres torre · b7 negres rei · f7 negres peó · b6 negres peó · c6 negres alfil · e6 negres peó · g6 negres cavall · h6 negres peó · a5 negres peó · c5 negres peó · e5 blanques peó · h5 blanques torre · c4 blanques peó · g4 blanques torre · c3 blanques peó · e3 blanques alfil · a2 blanques peó · c2 blanques alfil · d2 blanques rei · f2 blanques peó · g2 blanques peó | g8 negres torre · h8 negres torre · b7 negres rei · f7 negres peó · b6 negres peó · c6 negres alfil · e6 negres peó · g6 negres cavall · h6 negres peó · a5 negres peó · c5 negres peó · e5 blanques peó · h5 blanques torre · c4 blanques peó · g4 blanques torre · c3 blanques peó · e3 blanques alfil · a2 blanques peó · c2 blanques alfil · d2 blanques rei · f2 blanques peó · g2 blanques peó | g8 negres torre · h8 negres torre · b7 negres rei · f7 negres peó · b6 negres peó · c6 negres alfil · e6 negres peó · g6 negres cavall · h6 negres peó · a5 negres peó · c5 negres peó · e5 blanques peó · h5 blanques torre · c4 blanques peó · g4 blanques torre · c3 blanques peó · e3 blanques alfil · a2 blanques peó · c2 blanques alfil · d2 blanques rei · f2 blanques peó · g2 blanques peó | g8 negres torre · h8 negres torre · b7 negres rei · f7 negres peó · b6 negres peó · c6 negres alfil · e6 negres peó · g6 negres cavall · h6 negres peó · a5 negres peó · c5 negres peó · e5 blanques peó · h5 blanques torre · c4 blanques peó · g4 blanques torre · c3 blanques peó · e3 blanques alfil · a2 blanques peó · c2 blanques alfil · d2 blanques rei · f2 blanques peó · g2 blanques peó | g8 negres torre · h8 negres torre · b7 negres rei · f7 negres peó · b6 negres peó · c6 negres alfil · e6 negres peó · g6 negres cavall · h6 negres peó · a5 negres peó · c5 negres peó · e5 blanques peó · h5 blanques torre · c4 blanques peó · g4 blanques torre · c3 blanques peó · e3 blanques alfil · a2 blanques peó · c2 blanques alfil · d2 blanques rei · f2 blanques peó · g2 blanques peó | g8 negres torre · h8 negres torre · b7 negres rei · f7 negres peó · b6 negres peó · c6 negres alfil · e6 negres peó · g6 negres cavall · h6 negres peó · a5 negres peó · c5 negres peó · e5 blanques peó · h5 blanques torre · c4 blanques peó · g4 blanques torre · c3 blanques peó · e3 blanques alfil · a2 blanques peó · c2 blanques alfil · d2 blanques rei · f2 blanques peó · g2 blanques peó | g8 negres torre · h8 negres torre · b7 negres rei · f7 negres peó · b6 negres peó · c6 negres alfil · e6 negres peó · g6 negres cavall · h6 negres peó · a5 negres peó · c5 negres peó · e5 blanques peó · h5 blanques torre · c4 blanques peó · g4 blanques torre · c3 blanques peó · e3 blanques alfil · a2 blanques peó · c2 blanques alfil · d2 blanques rei · f2 blanques peó · g2 blanques peó | g8 negres torre · h8 negres torre · b7 negres rei · f7 negres peó · b6 negres peó · c6 negres alfil · e6 negres peó · g6 negres cavall · h6 negres peó · a5 negres peó · c5 negres peó · e5 blanques peó · h5 blanques torre · c4 blanques peó · g4 blanques torre · c3 blanques peó · e3 blanques alfil · a2 blanques peó · c2 blanques alfil · d2 blanques rei · f2 blanques peó · g2 blanques peó | 5 |
| 4 | g8 negres torre · h8 negres torre · b7 negres rei · f7 negres peó · b6 negres peó · c6 negres alfil · e6 negres peó · g6 negres cavall · h6 negres peó · a5 negres peó · c5 negres peó · e5 blanques peó · h5 blanques torre · c4 blanques peó · g4 blanques torre · c3 blanques peó · e3 blanques alfil · a2 blanques peó · c2 blanques alfil · d2 blanques rei · f2 blanques peó · g2 blanques peó | g8 negres torre · h8 negres torre · b7 negres rei · f7 negres peó · b6 negres peó · c6 negres alfil · e6 negres peó · g6 negres cavall · h6 negres peó · a5 negres peó · c5 negres peó · e5 blanques peó · h5 blanques torre · c4 blanques peó · g4 blanques torre · c3 blanques peó · e3 blanques alfil · a2 blanques peó · c2 blanques alfil · d2 blanques rei · f2 blanques peó · g2 blanques peó | g8 negres torre · h8 negres torre · b7 negres rei · f7 negres peó · b6 negres peó · c6 negres alfil · e6 negres peó · g6 negres cavall · h6 negres peó · a5 negres peó · c5 negres peó · e5 blanques peó · h5 blanques torre · c4 blanques peó · g4 blanques torre · c3 blanques peó · e3 blanques alfil · a2 blanques peó · c2 blanques alfil · d2 blanques rei · f2 blanques peó · g2 blanques peó | g8 negres torre · h8 negres torre · b7 negres rei · f7 negres peó · b6 negres peó · c6 negres alfil · e6 negres peó · g6 negres cavall · h6 negres peó · a5 negres peó · c5 negres peó · e5 blanques peó · h5 blanques torre · c4 blanques peó · g4 blanques torre · c3 blanques peó · e3 blanques alfil · a2 blanques peó · c2 blanques alfil · d2 blanques rei · f2 blanques peó · g2 blanques peó | g8 negres torre · h8 negres torre · b7 negres rei · f7 negres peó · b6 negres peó · c6 negres alfil · e6 negres peó · g6 negres cavall · h6 negres peó · a5 negres peó · c5 negres peó · e5 blanques peó · h5 blanques torre · c4 blanques peó · g4 blanques torre · c3 blanques peó · e3 blanques alfil · a2 blanques peó · c2 blanques alfil · d2 blanques rei · f2 blanques peó · g2 blanques peó | g8 negres torre · h8 negres torre · b7 negres rei · f7 negres peó · b6 negres peó · c6 negres alfil · e6 negres peó · g6 negres cavall · h6 negres peó · a5 negres peó · c5 negres peó · e5 blanques peó · h5 blanques torre · c4 blanques peó · g4 blanques torre · c3 blanques peó · e3 blanques alfil · a2 blanques peó · c2 blanques alfil · d2 blanques rei · f2 blanques peó · g2 blanques peó | g8 negres torre · h8 negres torre · b7 negres rei · f7 negres peó · b6 negres peó · c6 negres alfil · e6 negres peó · g6 negres cavall · h6 negres peó · a5 negres peó · c5 negres peó · e5 blanques peó · h5 blanques torre · c4 blanques peó · g4 blanques torre · c3 blanques peó · e3 blanques alfil · a2 blanques peó · c2 blanques alfil · d2 blanques rei · f2 blanques peó · g2 blanques peó | g8 negres torre · h8 negres torre · b7 negres rei · f7 negres peó · b6 negres peó · c6 negres alfil · e6 negres peó · g6 negres cavall · h6 negres peó · a5 negres peó · c5 negres peó · e5 blanques peó · h5 blanques torre · c4 blanques peó · g4 blanques torre · c3 blanques peó · e3 blanques alfil · a2 blanques peó · c2 blanques alfil · d2 blanques rei · f2 blanques peó · g2 blanques peó | 4 |
| 3 | g8 negres torre · h8 negres torre · b7 negres rei · f7 negres peó · b6 negres peó · c6 negres alfil · e6 negres peó · g6 negres cavall · h6 negres peó · a5 negres peó · c5 negres peó · e5 blanques peó · h5 blanques torre · c4 blanques peó · g4 blanques torre · c3 blanques peó · e3 blanques alfil · a2 blanques peó · c2 blanques alfil · d2 blanques rei · f2 blanques peó · g2 blanques peó | g8 negres torre · h8 negres torre · b7 negres rei · f7 negres peó · b6 negres peó · c6 negres alfil · e6 negres peó · g6 negres cavall · h6 negres peó · a5 negres peó · c5 negres peó · e5 blanques peó · h5 blanques torre · c4 blanques peó · g4 blanques torre · c3 blanques peó · e3 blanques alfil · a2 blanques peó · c2 blanques alfil · d2 blanques rei · f2 blanques peó · g2 blanques peó | g8 negres torre · h8 negres torre · b7 negres rei · f7 negres peó · b6 negres peó · c6 negres alfil · e6 negres peó · g6 negres cavall · h6 negres peó · a5 negres peó · c5 negres peó · e5 blanques peó · h5 blanques torre · c4 blanques peó · g4 blanques torre · c3 blanques peó · e3 blanques alfil · a2 blanques peó · c2 blanques alfil · d2 blanques rei · f2 blanques peó · g2 blanques peó | g8 negres torre · h8 negres torre · b7 negres rei · f7 negres peó · b6 negres peó · c6 negres alfil · e6 negres peó · g6 negres cavall · h6 negres peó · a5 negres peó · c5 negres peó · e5 blanques peó · h5 blanques torre · c4 blanques peó · g4 blanques torre · c3 blanques peó · e3 blanques alfil · a2 blanques peó · c2 blanques alfil · d2 blanques rei · f2 blanques peó · g2 blanques peó | g8 negres torre · h8 negres torre · b7 negres rei · f7 negres peó · b6 negres peó · c6 negres alfil · e6 negres peó · g6 negres cavall · h6 negres peó · a5 negres peó · c5 negres peó · e5 blanques peó · h5 blanques torre · c4 blanques peó · g4 blanques torre · c3 blanques peó · e3 blanques alfil · a2 blanques peó · c2 blanques alfil · d2 blanques rei · f2 blanques peó · g2 blanques peó | g8 negres torre · h8 negres torre · b7 negres rei · f7 negres peó · b6 negres peó · c6 negres alfil · e6 negres peó · g6 negres cavall · h6 negres peó · a5 negres peó · c5 negres peó · e5 blanques peó · h5 blanques torre · c4 blanques peó · g4 blanques torre · c3 blanques peó · e3 blanques alfil · a2 blanques peó · c2 blanques alfil · d2 blanques rei · f2 blanques peó · g2 blanques peó | g8 negres torre · h8 negres torre · b7 negres rei · f7 negres peó · b6 negres peó · c6 negres alfil · e6 negres peó · g6 negres cavall · h6 negres peó · a5 negres peó · c5 negres peó · e5 blanques peó · h5 blanques torre · c4 blanques peó · g4 blanques torre · c3 blanques peó · e3 blanques alfil · a2 blanques peó · c2 blanques alfil · d2 blanques rei · f2 blanques peó · g2 blanques peó | g8 negres torre · h8 negres torre · b7 negres rei · f7 negres peó · b6 negres peó · c6 negres alfil · e6 negres peó · g6 negres cavall · h6 negres peó · a5 negres peó · c5 negres peó · e5 blanques peó · h5 blanques torre · c4 blanques peó · g4 blanques torre · c3 blanques peó · e3 blanques alfil · a2 blanques peó · c2 blanques alfil · d2 blanques rei · f2 blanques peó · g2 blanques peó | 3 |
| 2 | g8 negres torre · h8 negres torre · b7 negres rei · f7 negres peó · b6 negres peó · c6 negres alfil · e6 negres peó · g6 negres cavall · h6 negres peó · a5 negres peó · c5 negres peó · e5 blanques peó · h5 blanques torre · c4 blanques peó · g4 blanques torre · c3 blanques peó · e3 blanques alfil · a2 blanques peó · c2 blanques alfil · d2 blanques rei · f2 blanques peó · g2 blanques peó | g8 negres torre · h8 negres torre · b7 negres rei · f7 negres peó · b6 negres peó · c6 negres alfil · e6 negres peó · g6 negres cavall · h6 negres peó · a5 negres peó · c5 negres peó · e5 blanques peó · h5 blanques torre · c4 blanques peó · g4 blanques torre · c3 blanques peó · e3 blanques alfil · a2 blanques peó · c2 blanques alfil · d2 blanques rei · f2 blanques peó · g2 blanques peó | g8 negres torre · h8 negres torre · b7 negres rei · f7 negres peó · b6 negres peó · c6 negres alfil · e6 negres peó · g6 negres cavall · h6 negres peó · a5 negres peó · c5 negres peó · e5 blanques peó · h5 blanques torre · c4 blanques peó · g4 blanques torre · c3 blanques peó · e3 blanques alfil · a2 blanques peó · c2 blanques alfil · d2 blanques rei · f2 blanques peó · g2 blanques peó | g8 negres torre · h8 negres torre · b7 negres rei · f7 negres peó · b6 negres peó · c6 negres alfil · e6 negres peó · g6 negres cavall · h6 negres peó · a5 negres peó · c5 negres peó · e5 blanques peó · h5 blanques torre · c4 blanques peó · g4 blanques torre · c3 blanques peó · e3 blanques alfil · a2 blanques peó · c2 blanques alfil · d2 blanques rei · f2 blanques peó · g2 blanques peó | g8 negres torre · h8 negres torre · b7 negres rei · f7 negres peó · b6 negres peó · c6 negres alfil · e6 negres peó · g6 negres cavall · h6 negres peó · a5 negres peó · c5 negres peó · e5 blanques peó · h5 blanques torre · c4 blanques peó · g4 blanques torre · c3 blanques peó · e3 blanques alfil · a2 blanques peó · c2 blanques alfil · d2 blanques rei · f2 blanques peó · g2 blanques peó | g8 negres torre · h8 negres torre · b7 negres rei · f7 negres peó · b6 negres peó · c6 negres alfil · e6 negres peó · g6 negres cavall · h6 negres peó · a5 negres peó · c5 negres peó · e5 blanques peó · h5 blanques torre · c4 blanques peó · g4 blanques torre · c3 blanques peó · e3 blanques alfil · a2 blanques peó · c2 blanques alfil · d2 blanques rei · f2 blanques peó · g2 blanques peó | g8 negres torre · h8 negres torre · b7 negres rei · f7 negres peó · b6 negres peó · c6 negres alfil · e6 negres peó · g6 negres cavall · h6 negres peó · a5 negres peó · c5 negres peó · e5 blanques peó · h5 blanques torre · c4 blanques peó · g4 blanques torre · c3 blanques peó · e3 blanques alfil · a2 blanques peó · c2 blanques alfil · d2 blanques rei · f2 blanques peó · g2 blanques peó | g8 negres torre · h8 negres torre · b7 negres rei · f7 negres peó · b6 negres peó · c6 negres alfil · e6 negres peó · g6 negres cavall · h6 negres peó · a5 negres peó · c5 negres peó · e5 blanques peó · h5 blanques torre · c4 blanques peó · g4 blanques torre · c3 blanques peó · e3 blanques alfil · a2 blanques peó · c2 blanques alfil · d2 blanques rei · f2 blanques peó · g2 blanques peó | 2 |
| 1 | g8 negres torre · h8 negres torre · b7 negres rei · f7 negres peó · b6 negres peó · c6 negres alfil · e6 negres peó · g6 negres cavall · h6 negres peó · a5 negres peó · c5 negres peó · e5 blanques peó · h5 blanques torre · c4 blanques peó · g4 blanques torre · c3 blanques peó · e3 blanques alfil · a2 blanques peó · c2 blanques alfil · d2 blanques rei · f2 blanques peó · g2 blanques peó | g8 negres torre · h8 negres torre · b7 negres rei · f7 negres peó · b6 negres peó · c6 negres alfil · e6 negres peó · g6 negres cavall · h6 negres peó · a5 negres peó · c5 negres peó · e5 blanques peó · h5 blanques torre · c4 blanques peó · g4 blanques torre · c3 blanques peó · e3 blanques alfil · a2 blanques peó · c2 blanques alfil · d2 blanques rei · f2 blanques peó · g2 blanques peó | g8 negres torre · h8 negres torre · b7 negres rei · f7 negres peó · b6 negres peó · c6 negres alfil · e6 negres peó · g6 negres cavall · h6 negres peó · a5 negres peó · c5 negres peó · e5 blanques peó · h5 blanques torre · c4 blanques peó · g4 blanques torre · c3 blanques peó · e3 blanques alfil · a2 blanques peó · c2 blanques alfil · d2 blanques rei · f2 blanques peó · g2 blanques peó | g8 negres torre · h8 negres torre · b7 negres rei · f7 negres peó · b6 negres peó · c6 negres alfil · e6 negres peó · g6 negres cavall · h6 negres peó · a5 negres peó · c5 negres peó · e5 blanques peó · h5 blanques torre · c4 blanques peó · g4 blanques torre · c3 blanques peó · e3 blanques alfil · a2 blanques peó · c2 blanques alfil · d2 blanques rei · f2 blanques peó · g2 blanques peó | g8 negres torre · h8 negres torre · b7 negres rei · f7 negres peó · b6 negres peó · c6 negres alfil · e6 negres peó · g6 negres cavall · h6 negres peó · a5 negres peó · c5 negres peó · e5 blanques peó · h5 blanques torre · c4 blanques peó · g4 blanques torre · c3 blanques peó · e3 blanques alfil · a2 blanques peó · c2 blanques alfil · d2 blanques rei · f2 blanques peó · g2 blanques peó | g8 negres torre · h8 negres torre · b7 negres rei · f7 negres peó · b6 negres peó · c6 negres alfil · e6 negres peó · g6 negres cavall · h6 negres peó · a5 negres peó · c5 negres peó · e5 blanques peó · h5 blanques torre · c4 blanques peó · g4 blanques torre · c3 blanques peó · e3 blanques alfil · a2 blanques peó · c2 blanques alfil · d2 blanques rei · f2 blanques peó · g2 blanques peó | g8 negres torre · h8 negres torre · b7 negres rei · f7 negres peó · b6 negres peó · c6 negres alfil · e6 negres peó · g6 negres cavall · h6 negres peó · a5 negres peó · c5 negres peó · e5 blanques peó · h5 blanques torre · c4 blanques peó · g4 blanques torre · c3 blanques peó · e3 blanques alfil · a2 blanques peó · c2 blanques alfil · d2 blanques rei · f2 blanques peó · g2 blanques peó | g8 negres torre · h8 negres torre · b7 negres rei · f7 negres peó · b6 negres peó · c6 negres alfil · e6 negres peó · g6 negres cavall · h6 negres peó · a5 negres peó · c5 negres peó · e5 blanques peó · h5 blanques torre · c4 blanques peó · g4 blanques torre · c3 blanques peó · e3 blanques alfil · a2 blanques peó · c2 blanques alfil · d2 blanques rei · f2 blanques peó · g2 blanques peó | 1 |
|   | a | b | c | d | e | f | g | h |   |

Carlsen va jugar l'agressiu anell de Maróczy contra la variant Kan de la defensa siciliana, i va acceptar tenir peons doblats aïllats a canvi d'un joc actiu. Al moviment 26 hi va haver un doble error quan Carlsen estava tractant de guanyar. La jugada de Carlsen 26.Rd2?? s'hauria d'haver respost amb 26...Cxe5! (amb un atac a la descoberta a la torre de g4) 27.Txg8 Cxc4+ (zwischenzug) 28.Rd3 Cb2+ 29.Re2, però Anand no se'n va adonar i va jugar 26...a4?? lliurant l'avantatge de nou a Carlsen, que el va convertir en victòria.
Defensa siciliana, variant Kan (ECO B41)
1. e4 c5 2. Cf3 e6 3. d4 cxd4 4. Cxd4 a6 5. c4 Cf6 6. Cc3 Ab4 7. Dd3 Cc6 8. Cxc6 dxc6 9. Dxd8+ Rxd8 10. e5 Cd7 11. Af4 Axc3+ 12. bxc3 Rc7 13. h4 b6 14. h5 h6 15. O-O-O Ab7 16. Td3 c5 17. Tg3 Tag8 18. Ad3 Cf8 19. Ae3 g6 20. hxg6 Cxg6 21. Th5 Ac6 22. Ac2 Rb7 23. Tg4 a5 24. Ad1 Td8 25. Ac2 Tdg8 26. Rd2  (diagrama)  26...a4 27. Re2 a3 28. f3 Td8 29. Re1 Td7 30. Ac1 Ta8 31. Re2 Aa4 32. Ae4+ Ac6 33. Axg6 fxg6 34. Txg6 Aa4 35. Txe6 Td1 36. Axa3 Ta1 37. Re3 Ac2 38. Te7+ 1-0

#### Partida 7, Carlsen–Anand, ½–½
|   | a | b | c | d | e | f | g | h |   |
| 8 | d8 negres rei · g8 negres torre · a7 negres peó · b7 negres peó · c7 negres peó · e6 negres alfil · c5 negres peó · e5 negres peó · h5 blanques torre · g4 blanques peó · f3 blanques peó · g3 blanques cavall · b2 blanques peó · c2 blanques peó · f2 blanques rei | d8 negres rei · g8 negres torre · a7 negres peó · b7 negres peó · c7 negres peó · e6 negres alfil · c5 negres peó · e5 negres peó · h5 blanques torre · g4 blanques peó · f3 blanques peó · g3 blanques cavall · b2 blanques peó · c2 blanques peó · f2 blanques rei | d8 negres rei · g8 negres torre · a7 negres peó · b7 negres peó · c7 negres peó · e6 negres alfil · c5 negres peó · e5 negres peó · h5 blanques torre · g4 blanques peó · f3 blanques peó · g3 blanques cavall · b2 blanques peó · c2 blanques peó · f2 blanques rei | d8 negres rei · g8 negres torre · a7 negres peó · b7 negres peó · c7 negres peó · e6 negres alfil · c5 negres peó · e5 negres peó · h5 blanques torre · g4 blanques peó · f3 blanques peó · g3 blanques cavall · b2 blanques peó · c2 blanques peó · f2 blanques rei | d8 negres rei · g8 negres torre · a7 negres peó · b7 negres peó · c7 negres peó · e6 negres alfil · c5 negres peó · e5 negres peó · h5 blanques torre · g4 blanques peó · f3 blanques peó · g3 blanques cavall · b2 blanques peó · c2 blanques peó · f2 blanques rei | d8 negres rei · g8 negres torre · a7 negres peó · b7 negres peó · c7 negres peó · e6 negres alfil · c5 negres peó · e5 negres peó · h5 blanques torre · g4 blanques peó · f3 blanques peó · g3 blanques cavall · b2 blanques peó · c2 blanques peó · f2 blanques rei | d8 negres rei · g8 negres torre · a7 negres peó · b7 negres peó · c7 negres peó · e6 negres alfil · c5 negres peó · e5 negres peó · h5 blanques torre · g4 blanques peó · f3 blanques peó · g3 blanques cavall · b2 blanques peó · c2 blanques peó · f2 blanques rei | d8 negres rei · g8 negres torre · a7 negres peó · b7 negres peó · c7 negres peó · e6 negres alfil · c5 negres peó · e5 negres peó · h5 blanques torre · g4 blanques peó · f3 blanques peó · g3 blanques cavall · b2 blanques peó · c2 blanques peó · f2 blanques rei | 8 |
| 7 | d8 negres rei · g8 negres torre · a7 negres peó · b7 negres peó · c7 negres peó · e6 negres alfil · c5 negres peó · e5 negres peó · h5 blanques torre · g4 blanques peó · f3 blanques peó · g3 blanques cavall · b2 blanques peó · c2 blanques peó · f2 blanques rei | d8 negres rei · g8 negres torre · a7 negres peó · b7 negres peó · c7 negres peó · e6 negres alfil · c5 negres peó · e5 negres peó · h5 blanques torre · g4 blanques peó · f3 blanques peó · g3 blanques cavall · b2 blanques peó · c2 blanques peó · f2 blanques rei | d8 negres rei · g8 negres torre · a7 negres peó · b7 negres peó · c7 negres peó · e6 negres alfil · c5 negres peó · e5 negres peó · h5 blanques torre · g4 blanques peó · f3 blanques peó · g3 blanques cavall · b2 blanques peó · c2 blanques peó · f2 blanques rei | d8 negres rei · g8 negres torre · a7 negres peó · b7 negres peó · c7 negres peó · e6 negres alfil · c5 negres peó · e5 negres peó · h5 blanques torre · g4 blanques peó · f3 blanques peó · g3 blanques cavall · b2 blanques peó · c2 blanques peó · f2 blanques rei | d8 negres rei · g8 negres torre · a7 negres peó · b7 negres peó · c7 negres peó · e6 negres alfil · c5 negres peó · e5 negres peó · h5 blanques torre · g4 blanques peó · f3 blanques peó · g3 blanques cavall · b2 blanques peó · c2 blanques peó · f2 blanques rei | d8 negres rei · g8 negres torre · a7 negres peó · b7 negres peó · c7 negres peó · e6 negres alfil · c5 negres peó · e5 negres peó · h5 blanques torre · g4 blanques peó · f3 blanques peó · g3 blanques cavall · b2 blanques peó · c2 blanques peó · f2 blanques rei | d8 negres rei · g8 negres torre · a7 negres peó · b7 negres peó · c7 negres peó · e6 negres alfil · c5 negres peó · e5 negres peó · h5 blanques torre · g4 blanques peó · f3 blanques peó · g3 blanques cavall · b2 blanques peó · c2 blanques peó · f2 blanques rei | d8 negres rei · g8 negres torre · a7 negres peó · b7 negres peó · c7 negres peó · e6 negres alfil · c5 negres peó · e5 negres peó · h5 blanques torre · g4 blanques peó · f3 blanques peó · g3 blanques cavall · b2 blanques peó · c2 blanques peó · f2 blanques rei | 7 |
| 6 | d8 negres rei · g8 negres torre · a7 negres peó · b7 negres peó · c7 negres peó · e6 negres alfil · c5 negres peó · e5 negres peó · h5 blanques torre · g4 blanques peó · f3 blanques peó · g3 blanques cavall · b2 blanques peó · c2 blanques peó · f2 blanques rei | d8 negres rei · g8 negres torre · a7 negres peó · b7 negres peó · c7 negres peó · e6 negres alfil · c5 negres peó · e5 negres peó · h5 blanques torre · g4 blanques peó · f3 blanques peó · g3 blanques cavall · b2 blanques peó · c2 blanques peó · f2 blanques rei | d8 negres rei · g8 negres torre · a7 negres peó · b7 negres peó · c7 negres peó · e6 negres alfil · c5 negres peó · e5 negres peó · h5 blanques torre · g4 blanques peó · f3 blanques peó · g3 blanques cavall · b2 blanques peó · c2 blanques peó · f2 blanques rei | d8 negres rei · g8 negres torre · a7 negres peó · b7 negres peó · c7 negres peó · e6 negres alfil · c5 negres peó · e5 negres peó · h5 blanques torre · g4 blanques peó · f3 blanques peó · g3 blanques cavall · b2 blanques peó · c2 blanques peó · f2 blanques rei | d8 negres rei · g8 negres torre · a7 negres peó · b7 negres peó · c7 negres peó · e6 negres alfil · c5 negres peó · e5 negres peó · h5 blanques torre · g4 blanques peó · f3 blanques peó · g3 blanques cavall · b2 blanques peó · c2 blanques peó · f2 blanques rei | d8 negres rei · g8 negres torre · a7 negres peó · b7 negres peó · c7 negres peó · e6 negres alfil · c5 negres peó · e5 negres peó · h5 blanques torre · g4 blanques peó · f3 blanques peó · g3 blanques cavall · b2 blanques peó · c2 blanques peó · f2 blanques rei | d8 negres rei · g8 negres torre · a7 negres peó · b7 negres peó · c7 negres peó · e6 negres alfil · c5 negres peó · e5 negres peó · h5 blanques torre · g4 blanques peó · f3 blanques peó · g3 blanques cavall · b2 blanques peó · c2 blanques peó · f2 blanques rei | d8 negres rei · g8 negres torre · a7 negres peó · b7 negres peó · c7 negres peó · e6 negres alfil · c5 negres peó · e5 negres peó · h5 blanques torre · g4 blanques peó · f3 blanques peó · g3 blanques cavall · b2 blanques peó · c2 blanques peó · f2 blanques rei | 6 |
| 5 | d8 negres rei · g8 negres torre · a7 negres peó · b7 negres peó · c7 negres peó · e6 negres alfil · c5 negres peó · e5 negres peó · h5 blanques torre · g4 blanques peó · f3 blanques peó · g3 blanques cavall · b2 blanques peó · c2 blanques peó · f2 blanques rei | d8 negres rei · g8 negres torre · a7 negres peó · b7 negres peó · c7 negres peó · e6 negres alfil · c5 negres peó · e5 negres peó · h5 blanques torre · g4 blanques peó · f3 blanques peó · g3 blanques cavall · b2 blanques peó · c2 blanques peó · f2 blanques rei | d8 negres rei · g8 negres torre · a7 negres peó · b7 negres peó · c7 negres peó · e6 negres alfil · c5 negres peó · e5 negres peó · h5 blanques torre · g4 blanques peó · f3 blanques peó · g3 blanques cavall · b2 blanques peó · c2 blanques peó · f2 blanques rei | d8 negres rei · g8 negres torre · a7 negres peó · b7 negres peó · c7 negres peó · e6 negres alfil · c5 negres peó · e5 negres peó · h5 blanques torre · g4 blanques peó · f3 blanques peó · g3 blanques cavall · b2 blanques peó · c2 blanques peó · f2 blanques rei | d8 negres rei · g8 negres torre · a7 negres peó · b7 negres peó · c7 negres peó · e6 negres alfil · c5 negres peó · e5 negres peó · h5 blanques torre · g4 blanques peó · f3 blanques peó · g3 blanques cavall · b2 blanques peó · c2 blanques peó · f2 blanques rei | d8 negres rei · g8 negres torre · a7 negres peó · b7 negres peó · c7 negres peó · e6 negres alfil · c5 negres peó · e5 negres peó · h5 blanques torre · g4 blanques peó · f3 blanques peó · g3 blanques cavall · b2 blanques peó · c2 blanques peó · f2 blanques rei | d8 negres rei · g8 negres torre · a7 negres peó · b7 negres peó · c7 negres peó · e6 negres alfil · c5 negres peó · e5 negres peó · h5 blanques torre · g4 blanques peó · f3 blanques peó · g3 blanques cavall · b2 blanques peó · c2 blanques peó · f2 blanques rei | d8 negres rei · g8 negres torre · a7 negres peó · b7 negres peó · c7 negres peó · e6 negres alfil · c5 negres peó · e5 negres peó · h5 blanques torre · g4 blanques peó · f3 blanques peó · g3 blanques cavall · b2 blanques peó · c2 blanques peó · f2 blanques rei | 5 |
| 4 | d8 negres rei · g8 negres torre · a7 negres peó · b7 negres peó · c7 negres peó · e6 negres alfil · c5 negres peó · e5 negres peó · h5 blanques torre · g4 blanques peó · f3 blanques peó · g3 blanques cavall · b2 blanques peó · c2 blanques peó · f2 blanques rei | d8 negres rei · g8 negres torre · a7 negres peó · b7 negres peó · c7 negres peó · e6 negres alfil · c5 negres peó · e5 negres peó · h5 blanques torre · g4 blanques peó · f3 blanques peó · g3 blanques cavall · b2 blanques peó · c2 blanques peó · f2 blanques rei | d8 negres rei · g8 negres torre · a7 negres peó · b7 negres peó · c7 negres peó · e6 negres alfil · c5 negres peó · e5 negres peó · h5 blanques torre · g4 blanques peó · f3 blanques peó · g3 blanques cavall · b2 blanques peó · c2 blanques peó · f2 blanques rei | d8 negres rei · g8 negres torre · a7 negres peó · b7 negres peó · c7 negres peó · e6 negres alfil · c5 negres peó · e5 negres peó · h5 blanques torre · g4 blanques peó · f3 blanques peó · g3 blanques cavall · b2 blanques peó · c2 blanques peó · f2 blanques rei | d8 negres rei · g8 negres torre · a7 negres peó · b7 negres peó · c7 negres peó · e6 negres alfil · c5 negres peó · e5 negres peó · h5 blanques torre · g4 blanques peó · f3 blanques peó · g3 blanques cavall · b2 blanques peó · c2 blanques peó · f2 blanques rei | d8 negres rei · g8 negres torre · a7 negres peó · b7 negres peó · c7 negres peó · e6 negres alfil · c5 negres peó · e5 negres peó · h5 blanques torre · g4 blanques peó · f3 blanques peó · g3 blanques cavall · b2 blanques peó · c2 blanques peó · f2 blanques rei | d8 negres rei · g8 negres torre · a7 negres peó · b7 negres peó · c7 negres peó · e6 negres alfil · c5 negres peó · e5 negres peó · h5 blanques torre · g4 blanques peó · f3 blanques peó · g3 blanques cavall · b2 blanques peó · c2 blanques peó · f2 blanques rei | d8 negres rei · g8 negres torre · a7 negres peó · b7 negres peó · c7 negres peó · e6 negres alfil · c5 negres peó · e5 negres peó · h5 blanques torre · g4 blanques peó · f3 blanques peó · g3 blanques cavall · b2 blanques peó · c2 blanques peó · f2 blanques rei | 4 |
| 3 | d8 negres rei · g8 negres torre · a7 negres peó · b7 negres peó · c7 negres peó · e6 negres alfil · c5 negres peó · e5 negres peó · h5 blanques torre · g4 blanques peó · f3 blanques peó · g3 blanques cavall · b2 blanques peó · c2 blanques peó · f2 blanques rei | d8 negres rei · g8 negres torre · a7 negres peó · b7 negres peó · c7 negres peó · e6 negres alfil · c5 negres peó · e5 negres peó · h5 blanques torre · g4 blanques peó · f3 blanques peó · g3 blanques cavall · b2 blanques peó · c2 blanques peó · f2 blanques rei | d8 negres rei · g8 negres torre · a7 negres peó · b7 negres peó · c7 negres peó · e6 negres alfil · c5 negres peó · e5 negres peó · h5 blanques torre · g4 blanques peó · f3 blanques peó · g3 blanques cavall · b2 blanques peó · c2 blanques peó · f2 blanques rei | d8 negres rei · g8 negres torre · a7 negres peó · b7 negres peó · c7 negres peó · e6 negres alfil · c5 negres peó · e5 negres peó · h5 blanques torre · g4 blanques peó · f3 blanques peó · g3 blanques cavall · b2 blanques peó · c2 blanques peó · f2 blanques rei | d8 negres rei · g8 negres torre · a7 negres peó · b7 negres peó · c7 negres peó · e6 negres alfil · c5 negres peó · e5 negres peó · h5 blanques torre · g4 blanques peó · f3 blanques peó · g3 blanques cavall · b2 blanques peó · c2 blanques peó · f2 blanques rei | d8 negres rei · g8 negres torre · a7 negres peó · b7 negres peó · c7 negres peó · e6 negres alfil · c5 negres peó · e5 negres peó · h5 blanques torre · g4 blanques peó · f3 blanques peó · g3 blanques cavall · b2 blanques peó · c2 blanques peó · f2 blanques rei | d8 negres rei · g8 negres torre · a7 negres peó · b7 negres peó · c7 negres peó · e6 negres alfil · c5 negres peó · e5 negres peó · h5 blanques torre · g4 blanques peó · f3 blanques peó · g3 blanques cavall · b2 blanques peó · c2 blanques peó · f2 blanques rei | d8 negres rei · g8 negres torre · a7 negres peó · b7 negres peó · c7 negres peó · e6 negres alfil · c5 negres peó · e5 negres peó · h5 blanques torre · g4 blanques peó · f3 blanques peó · g3 blanques cavall · b2 blanques peó · c2 blanques peó · f2 blanques rei | 3 |
| 2 | d8 negres rei · g8 negres torre · a7 negres peó · b7 negres peó · c7 negres peó · e6 negres alfil · c5 negres peó · e5 negres peó · h5 blanques torre · g4 blanques peó · f3 blanques peó · g3 blanques cavall · b2 blanques peó · c2 blanques peó · f2 blanques rei | d8 negres rei · g8 negres torre · a7 negres peó · b7 negres peó · c7 negres peó · e6 negres alfil · c5 negres peó · e5 negres peó · h5 blanques torre · g4 blanques peó · f3 blanques peó · g3 blanques cavall · b2 blanques peó · c2 blanques peó · f2 blanques rei | d8 negres rei · g8 negres torre · a7 negres peó · b7 negres peó · c7 negres peó · e6 negres alfil · c5 negres peó · e5 negres peó · h5 blanques torre · g4 blanques peó · f3 blanques peó · g3 blanques cavall · b2 blanques peó · c2 blanques peó · f2 blanques rei | d8 negres rei · g8 negres torre · a7 negres peó · b7 negres peó · c7 negres peó · e6 negres alfil · c5 negres peó · e5 negres peó · h5 blanques torre · g4 blanques peó · f3 blanques peó · g3 blanques cavall · b2 blanques peó · c2 blanques peó · f2 blanques rei | d8 negres rei · g8 negres torre · a7 negres peó · b7 negres peó · c7 negres peó · e6 negres alfil · c5 negres peó · e5 negres peó · h5 blanques torre · g4 blanques peó · f3 blanques peó · g3 blanques cavall · b2 blanques peó · c2 blanques peó · f2 blanques rei | d8 negres rei · g8 negres torre · a7 negres peó · b7 negres peó · c7 negres peó · e6 negres alfil · c5 negres peó · e5 negres peó · h5 blanques torre · g4 blanques peó · f3 blanques peó · g3 blanques cavall · b2 blanques peó · c2 blanques peó · f2 blanques rei | d8 negres rei · g8 negres torre · a7 negres peó · b7 negres peó · c7 negres peó · e6 negres alfil · c5 negres peó · e5 negres peó · h5 blanques torre · g4 blanques peó · f3 blanques peó · g3 blanques cavall · b2 blanques peó · c2 blanques peó · f2 blanques rei | d8 negres rei · g8 negres torre · a7 negres peó · b7 negres peó · c7 negres peó · e6 negres alfil · c5 negres peó · e5 negres peó · h5 blanques torre · g4 blanques peó · f3 blanques peó · g3 blanques cavall · b2 blanques peó · c2 blanques peó · f2 blanques rei | 2 |
| 1 | d8 negres rei · g8 negres torre · a7 negres peó · b7 negres peó · c7 negres peó · e6 negres alfil · c5 negres peó · e5 negres peó · h5 blanques torre · g4 blanques peó · f3 blanques peó · g3 blanques cavall · b2 blanques peó · c2 blanques peó · f2 blanques rei | d8 negres rei · g8 negres torre · a7 negres peó · b7 negres peó · c7 negres peó · e6 negres alfil · c5 negres peó · e5 negres peó · h5 blanques torre · g4 blanques peó · f3 blanques peó · g3 blanques cavall · b2 blanques peó · c2 blanques peó · f2 blanques rei | d8 negres rei · g8 negres torre · a7 negres peó · b7 negres peó · c7 negres peó · e6 negres alfil · c5 negres peó · e5 negres peó · h5 blanques torre · g4 blanques peó · f3 blanques peó · g3 blanques cavall · b2 blanques peó · c2 blanques peó · f2 blanques rei | d8 negres rei · g8 negres torre · a7 negres peó · b7 negres peó · c7 negres peó · e6 negres alfil · c5 negres peó · e5 negres peó · h5 blanques torre · g4 blanques peó · f3 blanques peó · g3 blanques cavall · b2 blanques peó · c2 blanques peó · f2 blanques rei | d8 negres rei · g8 negres torre · a7 negres peó · b7 negres peó · c7 negres peó · e6 negres alfil · c5 negres peó · e5 negres peó · h5 blanques torre · g4 blanques peó · f3 blanques peó · g3 blanques cavall · b2 blanques peó · c2 blanques peó · f2 blanques rei | d8 negres rei · g8 negres torre · a7 negres peó · b7 negres peó · c7 negres peó · e6 negres alfil · c5 negres peó · e5 negres peó · h5 blanques torre · g4 blanques peó · f3 blanques peó · g3 blanques cavall · b2 blanques peó · c2 blanques peó · f2 blanques rei | d8 negres rei · g8 negres torre · a7 negres peó · b7 negres peó · c7 negres peó · e6 negres alfil · c5 negres peó · e5 negres peó · h5 blanques torre · g4 blanques peó · f3 blanques peó · g3 blanques cavall · b2 blanques peó · c2 blanques peó · f2 blanques rei | d8 negres rei · g8 negres torre · a7 negres peó · b7 negres peó · c7 negres peó · e6 negres alfil · c5 negres peó · e5 negres peó · h5 blanques torre · g4 blanques peó · f3 blanques peó · g3 blanques cavall · b2 blanques peó · c2 blanques peó · f2 blanques rei | 1 |
|   | a | b | c | d | e | f | g | h |   |

La setena partida es va jugar el 17 de novembre de 2014. L'obertura va ser la molt teòrica defensa berlinesa de l'obertura Ruy López. Carlsen va aconseguir un lleuger avantatge, malgrat sacrificar un peó. En el moviment 31 Carlsen va estar a punt de recuperar el peó e5, cosa que l'hagués deixat amb dos peons passats, però en comptes de permetre-ho, Anand va sacrificar l'alfil per dos peons, netejant de peons el flanc de rei i deixant tots els peons restants al flanc de dama. Amb un cavall de més, Carlsen va intentar guanyar però no va poder entrar en la defensa d'Anand. Finalment els dos jugadors varen pactar les taules davant d'un final de torre i cavall contra torre que és teòricament taules i Anand no va cometre cap error per defensar-lo. Carlsen al final acceptà un canvi de torres en el moviment 121, i varen fer taules immediatament.
Obertura Ruy López, Defensa berlinesa (ECO C67)
1. e4 e5 2. Cf3 Cc6 3. Ab5 Cf6 4. 0-0 Cxe4 5. d4 Cd6 6. Axc6 dxc6 7. dxe5 Cf5 8. Dxd8+ Rxd8 9. h3 Re8 10. Cc3 h5 11. Af4 Ae7 12. Tad1 Ae6 13. Cg5 Th6 14. g3 Axg5 15. Axg5 Tg6 16. h4 f6 17. exf6 gxf6 18. Af4 Cxh4 19. f3 Td8 20. Rf2 Txd1 21. Cxd1 Cf5 22. Th1 Axa2 23. Txh5 Ae6 24. g4 Cd6 25. Th7 Cf7 26. Ce3 Rd8 27. Cf5 c5 28. Cg3 Ce5 29. Th8+ Tg8 30. Axe5 fxe5 31. Th5 (diagrama) Axg4 32. fxg4 Txg4 33. Txe5 b6 34. Ce4 Th4 35. Re2 Th6 36. b3 Rd7 37. Rd2 Rc6 38. Cc3 a6 39. Te4 Th2+ 40. Rc1 Th1+ 41. Rb2 Th6 42. Cd1 Tg6 43. Ce3 Th6 44. Te7 Th2 45. Te6+ Rb7 46. Rc3 Th4 47. Rb2 Th2 48. Cd5 Td2 49. Cf6 Tf2 50. Rc3 Tf4 51. Ce4 Th4 52. Cf2 Th2 53. Tf6 Th7 54. Cd3 Th3 55. Rd2 Th2+ 56. Tf2 Th4 57. c4 Th3 58. Rc2 Th7 59. Cb2 Th5 60. Te2 Tg5 61. Cd1 b5 62. Cc3 c6 63. Ce4 Th5 64. Cf6 Tg5 65. Te7+ Rb6 66. Cd7+ Ra5 67. Te4 Tg2+ 68. Rc1 Tg1+ 69. Rd2 Tg2+ 70. Re1 bxc4 71. Txc4 Tg3 72. Cxc5 Rb5 73. Tc2 a5 74. Rf2 Th3 75. Tc1 Rb4 76. Re2 Tc3 77. Cd3+ Rxb3 78. Ta1 Rc4 79. Cf2 Rb5 80. Tb1+ Rc4 81. Ce4 Ta3 82. Cd2+ Rd5 83. Th1 a4 84. Th5+ Rd4 85. Th4+ Rc5 86. Rd1 Rb5 87. Rc2 Tg3 88. Ce4 Tg2+ 89. Rd3 a3 90. Cc3+ Rb6 91. Ta4 a2 92. Cxa2 Tg3+ 93. Rc2 Tg2+ 94. Rb3 Tg3+ 95. Cc3 Th3 96. Tb4+ Rc7 97. Tg4 Th7 98. Rc4 Tf7 99. Tg5 Rb6 100. Ca4+ Rc7 101. Rc5 Rd7 102. Rb6 Tf1 103. Cc5+ Re7 104. Rxc6 Td1 105. Tg6 Rf7 106. Th6 Tg1 107. Rd5 Tg5+ 108. Rd4 Tg6 109. Th1 Tg2 110. Ce4 Ta2 111. Tf1+ Re7 112. Cc3 Th2 113. Cd5+ Rd6 114. Tf6+ Rd7 115. Cf4 Th1 116. Tg6 Td1+ 117. Cd3 Re7 118. Ta6 Rd7 119. Re4 Re7 120. Tc6 Rd7 121. Tc1 Txc1 122. Cxc1 ½–½
Aquesta és la segona partida més llarga que mai s'hagi jugat en un campionat del món de la FIDE. El rècord és de 124 moviments de la cinquena partida del matx del campionat del món de 1978 entre Kàrpov i Kortxnoi que va acabar en ofegat.

#### Partida 8, Anand–Carlsen, ½–½
|   | a | b | c | d | e | f | g | h |   |
| 8 | c8 negres alfil · g7 negres peó · a6 negres peó · d6 negres rei · e6 negres peó · f6 negres peó · h6 negres peó · e5 blanques peó · d4 blanques rei · f4 blanques peó · a3 blanques peó · e2 blanques alfil · g2 blanques peó · h2 blanques peó | c8 negres alfil · g7 negres peó · a6 negres peó · d6 negres rei · e6 negres peó · f6 negres peó · h6 negres peó · e5 blanques peó · d4 blanques rei · f4 blanques peó · a3 blanques peó · e2 blanques alfil · g2 blanques peó · h2 blanques peó | c8 negres alfil · g7 negres peó · a6 negres peó · d6 negres rei · e6 negres peó · f6 negres peó · h6 negres peó · e5 blanques peó · d4 blanques rei · f4 blanques peó · a3 blanques peó · e2 blanques alfil · g2 blanques peó · h2 blanques peó | c8 negres alfil · g7 negres peó · a6 negres peó · d6 negres rei · e6 negres peó · f6 negres peó · h6 negres peó · e5 blanques peó · d4 blanques rei · f4 blanques peó · a3 blanques peó · e2 blanques alfil · g2 blanques peó · h2 blanques peó | c8 negres alfil · g7 negres peó · a6 negres peó · d6 negres rei · e6 negres peó · f6 negres peó · h6 negres peó · e5 blanques peó · d4 blanques rei · f4 blanques peó · a3 blanques peó · e2 blanques alfil · g2 blanques peó · h2 blanques peó | c8 negres alfil · g7 negres peó · a6 negres peó · d6 negres rei · e6 negres peó · f6 negres peó · h6 negres peó · e5 blanques peó · d4 blanques rei · f4 blanques peó · a3 blanques peó · e2 blanques alfil · g2 blanques peó · h2 blanques peó | c8 negres alfil · g7 negres peó · a6 negres peó · d6 negres rei · e6 negres peó · f6 negres peó · h6 negres peó · e5 blanques peó · d4 blanques rei · f4 blanques peó · a3 blanques peó · e2 blanques alfil · g2 blanques peó · h2 blanques peó | c8 negres alfil · g7 negres peó · a6 negres peó · d6 negres rei · e6 negres peó · f6 negres peó · h6 negres peó · e5 blanques peó · d4 blanques rei · f4 blanques peó · a3 blanques peó · e2 blanques alfil · g2 blanques peó · h2 blanques peó | 8 |
| 7 | c8 negres alfil · g7 negres peó · a6 negres peó · d6 negres rei · e6 negres peó · f6 negres peó · h6 negres peó · e5 blanques peó · d4 blanques rei · f4 blanques peó · a3 blanques peó · e2 blanques alfil · g2 blanques peó · h2 blanques peó | c8 negres alfil · g7 negres peó · a6 negres peó · d6 negres rei · e6 negres peó · f6 negres peó · h6 negres peó · e5 blanques peó · d4 blanques rei · f4 blanques peó · a3 blanques peó · e2 blanques alfil · g2 blanques peó · h2 blanques peó | c8 negres alfil · g7 negres peó · a6 negres peó · d6 negres rei · e6 negres peó · f6 negres peó · h6 negres peó · e5 blanques peó · d4 blanques rei · f4 blanques peó · a3 blanques peó · e2 blanques alfil · g2 blanques peó · h2 blanques peó | c8 negres alfil · g7 negres peó · a6 negres peó · d6 negres rei · e6 negres peó · f6 negres peó · h6 negres peó · e5 blanques peó · d4 blanques rei · f4 blanques peó · a3 blanques peó · e2 blanques alfil · g2 blanques peó · h2 blanques peó | c8 negres alfil · g7 negres peó · a6 negres peó · d6 negres rei · e6 negres peó · f6 negres peó · h6 negres peó · e5 blanques peó · d4 blanques rei · f4 blanques peó · a3 blanques peó · e2 blanques alfil · g2 blanques peó · h2 blanques peó | c8 negres alfil · g7 negres peó · a6 negres peó · d6 negres rei · e6 negres peó · f6 negres peó · h6 negres peó · e5 blanques peó · d4 blanques rei · f4 blanques peó · a3 blanques peó · e2 blanques alfil · g2 blanques peó · h2 blanques peó | c8 negres alfil · g7 negres peó · a6 negres peó · d6 negres rei · e6 negres peó · f6 negres peó · h6 negres peó · e5 blanques peó · d4 blanques rei · f4 blanques peó · a3 blanques peó · e2 blanques alfil · g2 blanques peó · h2 blanques peó | c8 negres alfil · g7 negres peó · a6 negres peó · d6 negres rei · e6 negres peó · f6 negres peó · h6 negres peó · e5 blanques peó · d4 blanques rei · f4 blanques peó · a3 blanques peó · e2 blanques alfil · g2 blanques peó · h2 blanques peó | 7 |
| 6 | c8 negres alfil · g7 negres peó · a6 negres peó · d6 negres rei · e6 negres peó · f6 negres peó · h6 negres peó · e5 blanques peó · d4 blanques rei · f4 blanques peó · a3 blanques peó · e2 blanques alfil · g2 blanques peó · h2 blanques peó | c8 negres alfil · g7 negres peó · a6 negres peó · d6 negres rei · e6 negres peó · f6 negres peó · h6 negres peó · e5 blanques peó · d4 blanques rei · f4 blanques peó · a3 blanques peó · e2 blanques alfil · g2 blanques peó · h2 blanques peó | c8 negres alfil · g7 negres peó · a6 negres peó · d6 negres rei · e6 negres peó · f6 negres peó · h6 negres peó · e5 blanques peó · d4 blanques rei · f4 blanques peó · a3 blanques peó · e2 blanques alfil · g2 blanques peó · h2 blanques peó | c8 negres alfil · g7 negres peó · a6 negres peó · d6 negres rei · e6 negres peó · f6 negres peó · h6 negres peó · e5 blanques peó · d4 blanques rei · f4 blanques peó · a3 blanques peó · e2 blanques alfil · g2 blanques peó · h2 blanques peó | c8 negres alfil · g7 negres peó · a6 negres peó · d6 negres rei · e6 negres peó · f6 negres peó · h6 negres peó · e5 blanques peó · d4 blanques rei · f4 blanques peó · a3 blanques peó · e2 blanques alfil · g2 blanques peó · h2 blanques peó | c8 negres alfil · g7 negres peó · a6 negres peó · d6 negres rei · e6 negres peó · f6 negres peó · h6 negres peó · e5 blanques peó · d4 blanques rei · f4 blanques peó · a3 blanques peó · e2 blanques alfil · g2 blanques peó · h2 blanques peó | c8 negres alfil · g7 negres peó · a6 negres peó · d6 negres rei · e6 negres peó · f6 negres peó · h6 negres peó · e5 blanques peó · d4 blanques rei · f4 blanques peó · a3 blanques peó · e2 blanques alfil · g2 blanques peó · h2 blanques peó | c8 negres alfil · g7 negres peó · a6 negres peó · d6 negres rei · e6 negres peó · f6 negres peó · h6 negres peó · e5 blanques peó · d4 blanques rei · f4 blanques peó · a3 blanques peó · e2 blanques alfil · g2 blanques peó · h2 blanques peó | 6 |
| 5 | c8 negres alfil · g7 negres peó · a6 negres peó · d6 negres rei · e6 negres peó · f6 negres peó · h6 negres peó · e5 blanques peó · d4 blanques rei · f4 blanques peó · a3 blanques peó · e2 blanques alfil · g2 blanques peó · h2 blanques peó | c8 negres alfil · g7 negres peó · a6 negres peó · d6 negres rei · e6 negres peó · f6 negres peó · h6 negres peó · e5 blanques peó · d4 blanques rei · f4 blanques peó · a3 blanques peó · e2 blanques alfil · g2 blanques peó · h2 blanques peó | c8 negres alfil · g7 negres peó · a6 negres peó · d6 negres rei · e6 negres peó · f6 negres peó · h6 negres peó · e5 blanques peó · d4 blanques rei · f4 blanques peó · a3 blanques peó · e2 blanques alfil · g2 blanques peó · h2 blanques peó | c8 negres alfil · g7 negres peó · a6 negres peó · d6 negres rei · e6 negres peó · f6 negres peó · h6 negres peó · e5 blanques peó · d4 blanques rei · f4 blanques peó · a3 blanques peó · e2 blanques alfil · g2 blanques peó · h2 blanques peó | c8 negres alfil · g7 negres peó · a6 negres peó · d6 negres rei · e6 negres peó · f6 negres peó · h6 negres peó · e5 blanques peó · d4 blanques rei · f4 blanques peó · a3 blanques peó · e2 blanques alfil · g2 blanques peó · h2 blanques peó | c8 negres alfil · g7 negres peó · a6 negres peó · d6 negres rei · e6 negres peó · f6 negres peó · h6 negres peó · e5 blanques peó · d4 blanques rei · f4 blanques peó · a3 blanques peó · e2 blanques alfil · g2 blanques peó · h2 blanques peó | c8 negres alfil · g7 negres peó · a6 negres peó · d6 negres rei · e6 negres peó · f6 negres peó · h6 negres peó · e5 blanques peó · d4 blanques rei · f4 blanques peó · a3 blanques peó · e2 blanques alfil · g2 blanques peó · h2 blanques peó | c8 negres alfil · g7 negres peó · a6 negres peó · d6 negres rei · e6 negres peó · f6 negres peó · h6 negres peó · e5 blanques peó · d4 blanques rei · f4 blanques peó · a3 blanques peó · e2 blanques alfil · g2 blanques peó · h2 blanques peó | 5 |
| 4 | c8 negres alfil · g7 negres peó · a6 negres peó · d6 negres rei · e6 negres peó · f6 negres peó · h6 negres peó · e5 blanques peó · d4 blanques rei · f4 blanques peó · a3 blanques peó · e2 blanques alfil · g2 blanques peó · h2 blanques peó | c8 negres alfil · g7 negres peó · a6 negres peó · d6 negres rei · e6 negres peó · f6 negres peó · h6 negres peó · e5 blanques peó · d4 blanques rei · f4 blanques peó · a3 blanques peó · e2 blanques alfil · g2 blanques peó · h2 blanques peó | c8 negres alfil · g7 negres peó · a6 negres peó · d6 negres rei · e6 negres peó · f6 negres peó · h6 negres peó · e5 blanques peó · d4 blanques rei · f4 blanques peó · a3 blanques peó · e2 blanques alfil · g2 blanques peó · h2 blanques peó | c8 negres alfil · g7 negres peó · a6 negres peó · d6 negres rei · e6 negres peó · f6 negres peó · h6 negres peó · e5 blanques peó · d4 blanques rei · f4 blanques peó · a3 blanques peó · e2 blanques alfil · g2 blanques peó · h2 blanques peó | c8 negres alfil · g7 negres peó · a6 negres peó · d6 negres rei · e6 negres peó · f6 negres peó · h6 negres peó · e5 blanques peó · d4 blanques rei · f4 blanques peó · a3 blanques peó · e2 blanques alfil · g2 blanques peó · h2 blanques peó | c8 negres alfil · g7 negres peó · a6 negres peó · d6 negres rei · e6 negres peó · f6 negres peó · h6 negres peó · e5 blanques peó · d4 blanques rei · f4 blanques peó · a3 blanques peó · e2 blanques alfil · g2 blanques peó · h2 blanques peó | c8 negres alfil · g7 negres peó · a6 negres peó · d6 negres rei · e6 negres peó · f6 negres peó · h6 negres peó · e5 blanques peó · d4 blanques rei · f4 blanques peó · a3 blanques peó · e2 blanques alfil · g2 blanques peó · h2 blanques peó | c8 negres alfil · g7 negres peó · a6 negres peó · d6 negres rei · e6 negres peó · f6 negres peó · h6 negres peó · e5 blanques peó · d4 blanques rei · f4 blanques peó · a3 blanques peó · e2 blanques alfil · g2 blanques peó · h2 blanques peó | 4 |
| 3 | c8 negres alfil · g7 negres peó · a6 negres peó · d6 negres rei · e6 negres peó · f6 negres peó · h6 negres peó · e5 blanques peó · d4 blanques rei · f4 blanques peó · a3 blanques peó · e2 blanques alfil · g2 blanques peó · h2 blanques peó | c8 negres alfil · g7 negres peó · a6 negres peó · d6 negres rei · e6 negres peó · f6 negres peó · h6 negres peó · e5 blanques peó · d4 blanques rei · f4 blanques peó · a3 blanques peó · e2 blanques alfil · g2 blanques peó · h2 blanques peó | c8 negres alfil · g7 negres peó · a6 negres peó · d6 negres rei · e6 negres peó · f6 negres peó · h6 negres peó · e5 blanques peó · d4 blanques rei · f4 blanques peó · a3 blanques peó · e2 blanques alfil · g2 blanques peó · h2 blanques peó | c8 negres alfil · g7 negres peó · a6 negres peó · d6 negres rei · e6 negres peó · f6 negres peó · h6 negres peó · e5 blanques peó · d4 blanques rei · f4 blanques peó · a3 blanques peó · e2 blanques alfil · g2 blanques peó · h2 blanques peó | c8 negres alfil · g7 negres peó · a6 negres peó · d6 negres rei · e6 negres peó · f6 negres peó · h6 negres peó · e5 blanques peó · d4 blanques rei · f4 blanques peó · a3 blanques peó · e2 blanques alfil · g2 blanques peó · h2 blanques peó | c8 negres alfil · g7 negres peó · a6 negres peó · d6 negres rei · e6 negres peó · f6 negres peó · h6 negres peó · e5 blanques peó · d4 blanques rei · f4 blanques peó · a3 blanques peó · e2 blanques alfil · g2 blanques peó · h2 blanques peó | c8 negres alfil · g7 negres peó · a6 negres peó · d6 negres rei · e6 negres peó · f6 negres peó · h6 negres peó · e5 blanques peó · d4 blanques rei · f4 blanques peó · a3 blanques peó · e2 blanques alfil · g2 blanques peó · h2 blanques peó | c8 negres alfil · g7 negres peó · a6 negres peó · d6 negres rei · e6 negres peó · f6 negres peó · h6 negres peó · e5 blanques peó · d4 blanques rei · f4 blanques peó · a3 blanques peó · e2 blanques alfil · g2 blanques peó · h2 blanques peó | 3 |
| 2 | c8 negres alfil · g7 negres peó · a6 negres peó · d6 negres rei · e6 negres peó · f6 negres peó · h6 negres peó · e5 blanques peó · d4 blanques rei · f4 blanques peó · a3 blanques peó · e2 blanques alfil · g2 blanques peó · h2 blanques peó | c8 negres alfil · g7 negres peó · a6 negres peó · d6 negres rei · e6 negres peó · f6 negres peó · h6 negres peó · e5 blanques peó · d4 blanques rei · f4 blanques peó · a3 blanques peó · e2 blanques alfil · g2 blanques peó · h2 blanques peó | c8 negres alfil · g7 negres peó · a6 negres peó · d6 negres rei · e6 negres peó · f6 negres peó · h6 negres peó · e5 blanques peó · d4 blanques rei · f4 blanques peó · a3 blanques peó · e2 blanques alfil · g2 blanques peó · h2 blanques peó | c8 negres alfil · g7 negres peó · a6 negres peó · d6 negres rei · e6 negres peó · f6 negres peó · h6 negres peó · e5 blanques peó · d4 blanques rei · f4 blanques peó · a3 blanques peó · e2 blanques alfil · g2 blanques peó · h2 blanques peó | c8 negres alfil · g7 negres peó · a6 negres peó · d6 negres rei · e6 negres peó · f6 negres peó · h6 negres peó · e5 blanques peó · d4 blanques rei · f4 blanques peó · a3 blanques peó · e2 blanques alfil · g2 blanques peó · h2 blanques peó | c8 negres alfil · g7 negres peó · a6 negres peó · d6 negres rei · e6 negres peó · f6 negres peó · h6 negres peó · e5 blanques peó · d4 blanques rei · f4 blanques peó · a3 blanques peó · e2 blanques alfil · g2 blanques peó · h2 blanques peó | c8 negres alfil · g7 negres peó · a6 negres peó · d6 negres rei · e6 negres peó · f6 negres peó · h6 negres peó · e5 blanques peó · d4 blanques rei · f4 blanques peó · a3 blanques peó · e2 blanques alfil · g2 blanques peó · h2 blanques peó | c8 negres alfil · g7 negres peó · a6 negres peó · d6 negres rei · e6 negres peó · f6 negres peó · h6 negres peó · e5 blanques peó · d4 blanques rei · f4 blanques peó · a3 blanques peó · e2 blanques alfil · g2 blanques peó · h2 blanques peó | 2 |
| 1 | c8 negres alfil · g7 negres peó · a6 negres peó · d6 negres rei · e6 negres peó · f6 negres peó · h6 negres peó · e5 blanques peó · d4 blanques rei · f4 blanques peó · a3 blanques peó · e2 blanques alfil · g2 blanques peó · h2 blanques peó | c8 negres alfil · g7 negres peó · a6 negres peó · d6 negres rei · e6 negres peó · f6 negres peó · h6 negres peó · e5 blanques peó · d4 blanques rei · f4 blanques peó · a3 blanques peó · e2 blanques alfil · g2 blanques peó · h2 blanques peó | c8 negres alfil · g7 negres peó · a6 negres peó · d6 negres rei · e6 negres peó · f6 negres peó · h6 negres peó · e5 blanques peó · d4 blanques rei · f4 blanques peó · a3 blanques peó · e2 blanques alfil · g2 blanques peó · h2 blanques peó | c8 negres alfil · g7 negres peó · a6 negres peó · d6 negres rei · e6 negres peó · f6 negres peó · h6 negres peó · e5 blanques peó · d4 blanques rei · f4 blanques peó · a3 blanques peó · e2 blanques alfil · g2 blanques peó · h2 blanques peó | c8 negres alfil · g7 negres peó · a6 negres peó · d6 negres rei · e6 negres peó · f6 negres peó · h6 negres peó · e5 blanques peó · d4 blanques rei · f4 blanques peó · a3 blanques peó · e2 blanques alfil · g2 blanques peó · h2 blanques peó | c8 negres alfil · g7 negres peó · a6 negres peó · d6 negres rei · e6 negres peó · f6 negres peó · h6 negres peó · e5 blanques peó · d4 blanques rei · f4 blanques peó · a3 blanques peó · e2 blanques alfil · g2 blanques peó · h2 blanques peó | c8 negres alfil · g7 negres peó · a6 negres peó · d6 negres rei · e6 negres peó · f6 negres peó · h6 negres peó · e5 blanques peó · d4 blanques rei · f4 blanques peó · a3 blanques peó · e2 blanques alfil · g2 blanques peó · h2 blanques peó | c8 negres alfil · g7 negres peó · a6 negres peó · d6 negres rei · e6 negres peó · f6 negres peó · h6 negres peó · e5 blanques peó · d4 blanques rei · f4 blanques peó · a3 blanques peó · e2 blanques alfil · g2 blanques peó · h2 blanques peó | 1 |
|   | a | b | c | d | e | f | g | h |   |

La vuitena partida es va jugar el 18 de novembre de 2014. L'obertura fou un gambit de dama refusat amb Af4, amb la qual Anand havia guanyat la tercera partida. Carlsen es va desviar d'aquella partida jugant 6...c5, una vella línia popular entre els 1970 i els 1990 però poc practicada actualment. Durant la partida, Anand va muntar un tren amb alfil i dama a la diagonal b1-h7 contra el rei de Carlsen, però aquest va poder iniciar una sèrie de canvis que el van dur a un final de taules fàcils.
gambit de dama refusat (ECO D37)
1. d4 Cf6 2. c4 e6 3. Cf3 d5 4. Cc3 Ae7 5. Af4 0-0 6. e3 c5 7. dxc5 Axc5 8. a3 Cc6 9. Dc2 Te8 10. Ag5 Ae7 11. Td1 Da5 12. Ad3 h6 13. Ah4 dxc4 14. Axc4 a6 15. 0-0 b5 16. Aa2 Ab7 17. Ab1 Tad8 18. Axf6 Axf6 19. Ce4 Ae7 20. Cc5 Axc5 21. Dxc5 b4 22. Tc1 bxa3 23. bxa3 Dxc5 24. Txc5 Ce7 25. Tfc1 Tc8 26. Ad3 Ted8 27. Txc8 Txc8 28. Txc8+ Cxc8 29. Cd2 Cb6 30. Cb3 Cd7 31. Ca5 Ac8 32. Rf1 Rf8 33. Re1 Re7 34. Rd2 Rd6 35. Rc3 Ce5 36. Ae2 Rc5 37. f4 Cc6 38. Cxc6 Rxc6 39. Rd4 f6 40. e4 Rd6 41. e5+ (diagrama) ½–½

#### Partida 9, Carlsen–Anand, ½–½
|   | a | b | c | d | e | f | g | h |   |
| 8 | a8 negres torre · h8 negres torre · a7 negres peó · b7 negres alfil · c7 negres peó · f7 negres rei · g7 negres peó · b6 negres peó · c6 negres peó · d6 negres alfil · f5 negres cavall · g5 blanques cavall · h5 negres peó · f4 blanques cavall · h3 blanques peó · a2 blanques peó · b2 blanques peó · c2 blanques peó · f2 blanques peó · g2 blanques peó · a1 blanques torre · c1 blanques alfil · d1 blanques torre · g1 blanques rei | a8 negres torre · h8 negres torre · a7 negres peó · b7 negres alfil · c7 negres peó · f7 negres rei · g7 negres peó · b6 negres peó · c6 negres peó · d6 negres alfil · f5 negres cavall · g5 blanques cavall · h5 negres peó · f4 blanques cavall · h3 blanques peó · a2 blanques peó · b2 blanques peó · c2 blanques peó · f2 blanques peó · g2 blanques peó · a1 blanques torre · c1 blanques alfil · d1 blanques torre · g1 blanques rei | a8 negres torre · h8 negres torre · a7 negres peó · b7 negres alfil · c7 negres peó · f7 negres rei · g7 negres peó · b6 negres peó · c6 negres peó · d6 negres alfil · f5 negres cavall · g5 blanques cavall · h5 negres peó · f4 blanques cavall · h3 blanques peó · a2 blanques peó · b2 blanques peó · c2 blanques peó · f2 blanques peó · g2 blanques peó · a1 blanques torre · c1 blanques alfil · d1 blanques torre · g1 blanques rei | a8 negres torre · h8 negres torre · a7 negres peó · b7 negres alfil · c7 negres peó · f7 negres rei · g7 negres peó · b6 negres peó · c6 negres peó · d6 negres alfil · f5 negres cavall · g5 blanques cavall · h5 negres peó · f4 blanques cavall · h3 blanques peó · a2 blanques peó · b2 blanques peó · c2 blanques peó · f2 blanques peó · g2 blanques peó · a1 blanques torre · c1 blanques alfil · d1 blanques torre · g1 blanques rei | a8 negres torre · h8 negres torre · a7 negres peó · b7 negres alfil · c7 negres peó · f7 negres rei · g7 negres peó · b6 negres peó · c6 negres peó · d6 negres alfil · f5 negres cavall · g5 blanques cavall · h5 negres peó · f4 blanques cavall · h3 blanques peó · a2 blanques peó · b2 blanques peó · c2 blanques peó · f2 blanques peó · g2 blanques peó · a1 blanques torre · c1 blanques alfil · d1 blanques torre · g1 blanques rei | a8 negres torre · h8 negres torre · a7 negres peó · b7 negres alfil · c7 negres peó · f7 negres rei · g7 negres peó · b6 negres peó · c6 negres peó · d6 negres alfil · f5 negres cavall · g5 blanques cavall · h5 negres peó · f4 blanques cavall · h3 blanques peó · a2 blanques peó · b2 blanques peó · c2 blanques peó · f2 blanques peó · g2 blanques peó · a1 blanques torre · c1 blanques alfil · d1 blanques torre · g1 blanques rei | a8 negres torre · h8 negres torre · a7 negres peó · b7 negres alfil · c7 negres peó · f7 negres rei · g7 negres peó · b6 negres peó · c6 negres peó · d6 negres alfil · f5 negres cavall · g5 blanques cavall · h5 negres peó · f4 blanques cavall · h3 blanques peó · a2 blanques peó · b2 blanques peó · c2 blanques peó · f2 blanques peó · g2 blanques peó · a1 blanques torre · c1 blanques alfil · d1 blanques torre · g1 blanques rei | a8 negres torre · h8 negres torre · a7 negres peó · b7 negres alfil · c7 negres peó · f7 negres rei · g7 negres peó · b6 negres peó · c6 negres peó · d6 negres alfil · f5 negres cavall · g5 blanques cavall · h5 negres peó · f4 blanques cavall · h3 blanques peó · a2 blanques peó · b2 blanques peó · c2 blanques peó · f2 blanques peó · g2 blanques peó · a1 blanques torre · c1 blanques alfil · d1 blanques torre · g1 blanques rei | 8 |
| 7 | a8 negres torre · h8 negres torre · a7 negres peó · b7 negres alfil · c7 negres peó · f7 negres rei · g7 negres peó · b6 negres peó · c6 negres peó · d6 negres alfil · f5 negres cavall · g5 blanques cavall · h5 negres peó · f4 blanques cavall · h3 blanques peó · a2 blanques peó · b2 blanques peó · c2 blanques peó · f2 blanques peó · g2 blanques peó · a1 blanques torre · c1 blanques alfil · d1 blanques torre · g1 blanques rei | a8 negres torre · h8 negres torre · a7 negres peó · b7 negres alfil · c7 negres peó · f7 negres rei · g7 negres peó · b6 negres peó · c6 negres peó · d6 negres alfil · f5 negres cavall · g5 blanques cavall · h5 negres peó · f4 blanques cavall · h3 blanques peó · a2 blanques peó · b2 blanques peó · c2 blanques peó · f2 blanques peó · g2 blanques peó · a1 blanques torre · c1 blanques alfil · d1 blanques torre · g1 blanques rei | a8 negres torre · h8 negres torre · a7 negres peó · b7 negres alfil · c7 negres peó · f7 negres rei · g7 negres peó · b6 negres peó · c6 negres peó · d6 negres alfil · f5 negres cavall · g5 blanques cavall · h5 negres peó · f4 blanques cavall · h3 blanques peó · a2 blanques peó · b2 blanques peó · c2 blanques peó · f2 blanques peó · g2 blanques peó · a1 blanques torre · c1 blanques alfil · d1 blanques torre · g1 blanques rei | a8 negres torre · h8 negres torre · a7 negres peó · b7 negres alfil · c7 negres peó · f7 negres rei · g7 negres peó · b6 negres peó · c6 negres peó · d6 negres alfil · f5 negres cavall · g5 blanques cavall · h5 negres peó · f4 blanques cavall · h3 blanques peó · a2 blanques peó · b2 blanques peó · c2 blanques peó · f2 blanques peó · g2 blanques peó · a1 blanques torre · c1 blanques alfil · d1 blanques torre · g1 blanques rei | a8 negres torre · h8 negres torre · a7 negres peó · b7 negres alfil · c7 negres peó · f7 negres rei · g7 negres peó · b6 negres peó · c6 negres peó · d6 negres alfil · f5 negres cavall · g5 blanques cavall · h5 negres peó · f4 blanques cavall · h3 blanques peó · a2 blanques peó · b2 blanques peó · c2 blanques peó · f2 blanques peó · g2 blanques peó · a1 blanques torre · c1 blanques alfil · d1 blanques torre · g1 blanques rei | a8 negres torre · h8 negres torre · a7 negres peó · b7 negres alfil · c7 negres peó · f7 negres rei · g7 negres peó · b6 negres peó · c6 negres peó · d6 negres alfil · f5 negres cavall · g5 blanques cavall · h5 negres peó · f4 blanques cavall · h3 blanques peó · a2 blanques peó · b2 blanques peó · c2 blanques peó · f2 blanques peó · g2 blanques peó · a1 blanques torre · c1 blanques alfil · d1 blanques torre · g1 blanques rei | a8 negres torre · h8 negres torre · a7 negres peó · b7 negres alfil · c7 negres peó · f7 negres rei · g7 negres peó · b6 negres peó · c6 negres peó · d6 negres alfil · f5 negres cavall · g5 blanques cavall · h5 negres peó · f4 blanques cavall · h3 blanques peó · a2 blanques peó · b2 blanques peó · c2 blanques peó · f2 blanques peó · g2 blanques peó · a1 blanques torre · c1 blanques alfil · d1 blanques torre · g1 blanques rei | a8 negres torre · h8 negres torre · a7 negres peó · b7 negres alfil · c7 negres peó · f7 negres rei · g7 negres peó · b6 negres peó · c6 negres peó · d6 negres alfil · f5 negres cavall · g5 blanques cavall · h5 negres peó · f4 blanques cavall · h3 blanques peó · a2 blanques peó · b2 blanques peó · c2 blanques peó · f2 blanques peó · g2 blanques peó · a1 blanques torre · c1 blanques alfil · d1 blanques torre · g1 blanques rei | 7 |
| 6 | a8 negres torre · h8 negres torre · a7 negres peó · b7 negres alfil · c7 negres peó · f7 negres rei · g7 negres peó · b6 negres peó · c6 negres peó · d6 negres alfil · f5 negres cavall · g5 blanques cavall · h5 negres peó · f4 blanques cavall · h3 blanques peó · a2 blanques peó · b2 blanques peó · c2 blanques peó · f2 blanques peó · g2 blanques peó · a1 blanques torre · c1 blanques alfil · d1 blanques torre · g1 blanques rei | a8 negres torre · h8 negres torre · a7 negres peó · b7 negres alfil · c7 negres peó · f7 negres rei · g7 negres peó · b6 negres peó · c6 negres peó · d6 negres alfil · f5 negres cavall · g5 blanques cavall · h5 negres peó · f4 blanques cavall · h3 blanques peó · a2 blanques peó · b2 blanques peó · c2 blanques peó · f2 blanques peó · g2 blanques peó · a1 blanques torre · c1 blanques alfil · d1 blanques torre · g1 blanques rei | a8 negres torre · h8 negres torre · a7 negres peó · b7 negres alfil · c7 negres peó · f7 negres rei · g7 negres peó · b6 negres peó · c6 negres peó · d6 negres alfil · f5 negres cavall · g5 blanques cavall · h5 negres peó · f4 blanques cavall · h3 blanques peó · a2 blanques peó · b2 blanques peó · c2 blanques peó · f2 blanques peó · g2 blanques peó · a1 blanques torre · c1 blanques alfil · d1 blanques torre · g1 blanques rei | a8 negres torre · h8 negres torre · a7 negres peó · b7 negres alfil · c7 negres peó · f7 negres rei · g7 negres peó · b6 negres peó · c6 negres peó · d6 negres alfil · f5 negres cavall · g5 blanques cavall · h5 negres peó · f4 blanques cavall · h3 blanques peó · a2 blanques peó · b2 blanques peó · c2 blanques peó · f2 blanques peó · g2 blanques peó · a1 blanques torre · c1 blanques alfil · d1 blanques torre · g1 blanques rei | a8 negres torre · h8 negres torre · a7 negres peó · b7 negres alfil · c7 negres peó · f7 negres rei · g7 negres peó · b6 negres peó · c6 negres peó · d6 negres alfil · f5 negres cavall · g5 blanques cavall · h5 negres peó · f4 blanques cavall · h3 blanques peó · a2 blanques peó · b2 blanques peó · c2 blanques peó · f2 blanques peó · g2 blanques peó · a1 blanques torre · c1 blanques alfil · d1 blanques torre · g1 blanques rei | a8 negres torre · h8 negres torre · a7 negres peó · b7 negres alfil · c7 negres peó · f7 negres rei · g7 negres peó · b6 negres peó · c6 negres peó · d6 negres alfil · f5 negres cavall · g5 blanques cavall · h5 negres peó · f4 blanques cavall · h3 blanques peó · a2 blanques peó · b2 blanques peó · c2 blanques peó · f2 blanques peó · g2 blanques peó · a1 blanques torre · c1 blanques alfil · d1 blanques torre · g1 blanques rei | a8 negres torre · h8 negres torre · a7 negres peó · b7 negres alfil · c7 negres peó · f7 negres rei · g7 negres peó · b6 negres peó · c6 negres peó · d6 negres alfil · f5 negres cavall · g5 blanques cavall · h5 negres peó · f4 blanques cavall · h3 blanques peó · a2 blanques peó · b2 blanques peó · c2 blanques peó · f2 blanques peó · g2 blanques peó · a1 blanques torre · c1 blanques alfil · d1 blanques torre · g1 blanques rei | a8 negres torre · h8 negres torre · a7 negres peó · b7 negres alfil · c7 negres peó · f7 negres rei · g7 negres peó · b6 negres peó · c6 negres peó · d6 negres alfil · f5 negres cavall · g5 blanques cavall · h5 negres peó · f4 blanques cavall · h3 blanques peó · a2 blanques peó · b2 blanques peó · c2 blanques peó · f2 blanques peó · g2 blanques peó · a1 blanques torre · c1 blanques alfil · d1 blanques torre · g1 blanques rei | 6 |
| 5 | a8 negres torre · h8 negres torre · a7 negres peó · b7 negres alfil · c7 negres peó · f7 negres rei · g7 negres peó · b6 negres peó · c6 negres peó · d6 negres alfil · f5 negres cavall · g5 blanques cavall · h5 negres peó · f4 blanques cavall · h3 blanques peó · a2 blanques peó · b2 blanques peó · c2 blanques peó · f2 blanques peó · g2 blanques peó · a1 blanques torre · c1 blanques alfil · d1 blanques torre · g1 blanques rei | a8 negres torre · h8 negres torre · a7 negres peó · b7 negres alfil · c7 negres peó · f7 negres rei · g7 negres peó · b6 negres peó · c6 negres peó · d6 negres alfil · f5 negres cavall · g5 blanques cavall · h5 negres peó · f4 blanques cavall · h3 blanques peó · a2 blanques peó · b2 blanques peó · c2 blanques peó · f2 blanques peó · g2 blanques peó · a1 blanques torre · c1 blanques alfil · d1 blanques torre · g1 blanques rei | a8 negres torre · h8 negres torre · a7 negres peó · b7 negres alfil · c7 negres peó · f7 negres rei · g7 negres peó · b6 negres peó · c6 negres peó · d6 negres alfil · f5 negres cavall · g5 blanques cavall · h5 negres peó · f4 blanques cavall · h3 blanques peó · a2 blanques peó · b2 blanques peó · c2 blanques peó · f2 blanques peó · g2 blanques peó · a1 blanques torre · c1 blanques alfil · d1 blanques torre · g1 blanques rei | a8 negres torre · h8 negres torre · a7 negres peó · b7 negres alfil · c7 negres peó · f7 negres rei · g7 negres peó · b6 negres peó · c6 negres peó · d6 negres alfil · f5 negres cavall · g5 blanques cavall · h5 negres peó · f4 blanques cavall · h3 blanques peó · a2 blanques peó · b2 blanques peó · c2 blanques peó · f2 blanques peó · g2 blanques peó · a1 blanques torre · c1 blanques alfil · d1 blanques torre · g1 blanques rei | a8 negres torre · h8 negres torre · a7 negres peó · b7 negres alfil · c7 negres peó · f7 negres rei · g7 negres peó · b6 negres peó · c6 negres peó · d6 negres alfil · f5 negres cavall · g5 blanques cavall · h5 negres peó · f4 blanques cavall · h3 blanques peó · a2 blanques peó · b2 blanques peó · c2 blanques peó · f2 blanques peó · g2 blanques peó · a1 blanques torre · c1 blanques alfil · d1 blanques torre · g1 blanques rei | a8 negres torre · h8 negres torre · a7 negres peó · b7 negres alfil · c7 negres peó · f7 negres rei · g7 negres peó · b6 negres peó · c6 negres peó · d6 negres alfil · f5 negres cavall · g5 blanques cavall · h5 negres peó · f4 blanques cavall · h3 blanques peó · a2 blanques peó · b2 blanques peó · c2 blanques peó · f2 blanques peó · g2 blanques peó · a1 blanques torre · c1 blanques alfil · d1 blanques torre · g1 blanques rei | a8 negres torre · h8 negres torre · a7 negres peó · b7 negres alfil · c7 negres peó · f7 negres rei · g7 negres peó · b6 negres peó · c6 negres peó · d6 negres alfil · f5 negres cavall · g5 blanques cavall · h5 negres peó · f4 blanques cavall · h3 blanques peó · a2 blanques peó · b2 blanques peó · c2 blanques peó · f2 blanques peó · g2 blanques peó · a1 blanques torre · c1 blanques alfil · d1 blanques torre · g1 blanques rei | a8 negres torre · h8 negres torre · a7 negres peó · b7 negres alfil · c7 negres peó · f7 negres rei · g7 negres peó · b6 negres peó · c6 negres peó · d6 negres alfil · f5 negres cavall · g5 blanques cavall · h5 negres peó · f4 blanques cavall · h3 blanques peó · a2 blanques peó · b2 blanques peó · c2 blanques peó · f2 blanques peó · g2 blanques peó · a1 blanques torre · c1 blanques alfil · d1 blanques torre · g1 blanques rei | 5 |
| 4 | a8 negres torre · h8 negres torre · a7 negres peó · b7 negres alfil · c7 negres peó · f7 negres rei · g7 negres peó · b6 negres peó · c6 negres peó · d6 negres alfil · f5 negres cavall · g5 blanques cavall · h5 negres peó · f4 blanques cavall · h3 blanques peó · a2 blanques peó · b2 blanques peó · c2 blanques peó · f2 blanques peó · g2 blanques peó · a1 blanques torre · c1 blanques alfil · d1 blanques torre · g1 blanques rei | a8 negres torre · h8 negres torre · a7 negres peó · b7 negres alfil · c7 negres peó · f7 negres rei · g7 negres peó · b6 negres peó · c6 negres peó · d6 negres alfil · f5 negres cavall · g5 blanques cavall · h5 negres peó · f4 blanques cavall · h3 blanques peó · a2 blanques peó · b2 blanques peó · c2 blanques peó · f2 blanques peó · g2 blanques peó · a1 blanques torre · c1 blanques alfil · d1 blanques torre · g1 blanques rei | a8 negres torre · h8 negres torre · a7 negres peó · b7 negres alfil · c7 negres peó · f7 negres rei · g7 negres peó · b6 negres peó · c6 negres peó · d6 negres alfil · f5 negres cavall · g5 blanques cavall · h5 negres peó · f4 blanques cavall · h3 blanques peó · a2 blanques peó · b2 blanques peó · c2 blanques peó · f2 blanques peó · g2 blanques peó · a1 blanques torre · c1 blanques alfil · d1 blanques torre · g1 blanques rei | a8 negres torre · h8 negres torre · a7 negres peó · b7 negres alfil · c7 negres peó · f7 negres rei · g7 negres peó · b6 negres peó · c6 negres peó · d6 negres alfil · f5 negres cavall · g5 blanques cavall · h5 negres peó · f4 blanques cavall · h3 blanques peó · a2 blanques peó · b2 blanques peó · c2 blanques peó · f2 blanques peó · g2 blanques peó · a1 blanques torre · c1 blanques alfil · d1 blanques torre · g1 blanques rei | a8 negres torre · h8 negres torre · a7 negres peó · b7 negres alfil · c7 negres peó · f7 negres rei · g7 negres peó · b6 negres peó · c6 negres peó · d6 negres alfil · f5 negres cavall · g5 blanques cavall · h5 negres peó · f4 blanques cavall · h3 blanques peó · a2 blanques peó · b2 blanques peó · c2 blanques peó · f2 blanques peó · g2 blanques peó · a1 blanques torre · c1 blanques alfil · d1 blanques torre · g1 blanques rei | a8 negres torre · h8 negres torre · a7 negres peó · b7 negres alfil · c7 negres peó · f7 negres rei · g7 negres peó · b6 negres peó · c6 negres peó · d6 negres alfil · f5 negres cavall · g5 blanques cavall · h5 negres peó · f4 blanques cavall · h3 blanques peó · a2 blanques peó · b2 blanques peó · c2 blanques peó · f2 blanques peó · g2 blanques peó · a1 blanques torre · c1 blanques alfil · d1 blanques torre · g1 blanques rei | a8 negres torre · h8 negres torre · a7 negres peó · b7 negres alfil · c7 negres peó · f7 negres rei · g7 negres peó · b6 negres peó · c6 negres peó · d6 negres alfil · f5 negres cavall · g5 blanques cavall · h5 negres peó · f4 blanques cavall · h3 blanques peó · a2 blanques peó · b2 blanques peó · c2 blanques peó · f2 blanques peó · g2 blanques peó · a1 blanques torre · c1 blanques alfil · d1 blanques torre · g1 blanques rei | a8 negres torre · h8 negres torre · a7 negres peó · b7 negres alfil · c7 negres peó · f7 negres rei · g7 negres peó · b6 negres peó · c6 negres peó · d6 negres alfil · f5 negres cavall · g5 blanques cavall · h5 negres peó · f4 blanques cavall · h3 blanques peó · a2 blanques peó · b2 blanques peó · c2 blanques peó · f2 blanques peó · g2 blanques peó · a1 blanques torre · c1 blanques alfil · d1 blanques torre · g1 blanques rei | 4 |
| 3 | a8 negres torre · h8 negres torre · a7 negres peó · b7 negres alfil · c7 negres peó · f7 negres rei · g7 negres peó · b6 negres peó · c6 negres peó · d6 negres alfil · f5 negres cavall · g5 blanques cavall · h5 negres peó · f4 blanques cavall · h3 blanques peó · a2 blanques peó · b2 blanques peó · c2 blanques peó · f2 blanques peó · g2 blanques peó · a1 blanques torre · c1 blanques alfil · d1 blanques torre · g1 blanques rei | a8 negres torre · h8 negres torre · a7 negres peó · b7 negres alfil · c7 negres peó · f7 negres rei · g7 negres peó · b6 negres peó · c6 negres peó · d6 negres alfil · f5 negres cavall · g5 blanques cavall · h5 negres peó · f4 blanques cavall · h3 blanques peó · a2 blanques peó · b2 blanques peó · c2 blanques peó · f2 blanques peó · g2 blanques peó · a1 blanques torre · c1 blanques alfil · d1 blanques torre · g1 blanques rei | a8 negres torre · h8 negres torre · a7 negres peó · b7 negres alfil · c7 negres peó · f7 negres rei · g7 negres peó · b6 negres peó · c6 negres peó · d6 negres alfil · f5 negres cavall · g5 blanques cavall · h5 negres peó · f4 blanques cavall · h3 blanques peó · a2 blanques peó · b2 blanques peó · c2 blanques peó · f2 blanques peó · g2 blanques peó · a1 blanques torre · c1 blanques alfil · d1 blanques torre · g1 blanques rei | a8 negres torre · h8 negres torre · a7 negres peó · b7 negres alfil · c7 negres peó · f7 negres rei · g7 negres peó · b6 negres peó · c6 negres peó · d6 negres alfil · f5 negres cavall · g5 blanques cavall · h5 negres peó · f4 blanques cavall · h3 blanques peó · a2 blanques peó · b2 blanques peó · c2 blanques peó · f2 blanques peó · g2 blanques peó · a1 blanques torre · c1 blanques alfil · d1 blanques torre · g1 blanques rei | a8 negres torre · h8 negres torre · a7 negres peó · b7 negres alfil · c7 negres peó · f7 negres rei · g7 negres peó · b6 negres peó · c6 negres peó · d6 negres alfil · f5 negres cavall · g5 blanques cavall · h5 negres peó · f4 blanques cavall · h3 blanques peó · a2 blanques peó · b2 blanques peó · c2 blanques peó · f2 blanques peó · g2 blanques peó · a1 blanques torre · c1 blanques alfil · d1 blanques torre · g1 blanques rei | a8 negres torre · h8 negres torre · a7 negres peó · b7 negres alfil · c7 negres peó · f7 negres rei · g7 negres peó · b6 negres peó · c6 negres peó · d6 negres alfil · f5 negres cavall · g5 blanques cavall · h5 negres peó · f4 blanques cavall · h3 blanques peó · a2 blanques peó · b2 blanques peó · c2 blanques peó · f2 blanques peó · g2 blanques peó · a1 blanques torre · c1 blanques alfil · d1 blanques torre · g1 blanques rei | a8 negres torre · h8 negres torre · a7 negres peó · b7 negres alfil · c7 negres peó · f7 negres rei · g7 negres peó · b6 negres peó · c6 negres peó · d6 negres alfil · f5 negres cavall · g5 blanques cavall · h5 negres peó · f4 blanques cavall · h3 blanques peó · a2 blanques peó · b2 blanques peó · c2 blanques peó · f2 blanques peó · g2 blanques peó · a1 blanques torre · c1 blanques alfil · d1 blanques torre · g1 blanques rei | a8 negres torre · h8 negres torre · a7 negres peó · b7 negres alfil · c7 negres peó · f7 negres rei · g7 negres peó · b6 negres peó · c6 negres peó · d6 negres alfil · f5 negres cavall · g5 blanques cavall · h5 negres peó · f4 blanques cavall · h3 blanques peó · a2 blanques peó · b2 blanques peó · c2 blanques peó · f2 blanques peó · g2 blanques peó · a1 blanques torre · c1 blanques alfil · d1 blanques torre · g1 blanques rei | 3 |
| 2 | a8 negres torre · h8 negres torre · a7 negres peó · b7 negres alfil · c7 negres peó · f7 negres rei · g7 negres peó · b6 negres peó · c6 negres peó · d6 negres alfil · f5 negres cavall · g5 blanques cavall · h5 negres peó · f4 blanques cavall · h3 blanques peó · a2 blanques peó · b2 blanques peó · c2 blanques peó · f2 blanques peó · g2 blanques peó · a1 blanques torre · c1 blanques alfil · d1 blanques torre · g1 blanques rei | a8 negres torre · h8 negres torre · a7 negres peó · b7 negres alfil · c7 negres peó · f7 negres rei · g7 negres peó · b6 negres peó · c6 negres peó · d6 negres alfil · f5 negres cavall · g5 blanques cavall · h5 negres peó · f4 blanques cavall · h3 blanques peó · a2 blanques peó · b2 blanques peó · c2 blanques peó · f2 blanques peó · g2 blanques peó · a1 blanques torre · c1 blanques alfil · d1 blanques torre · g1 blanques rei | a8 negres torre · h8 negres torre · a7 negres peó · b7 negres alfil · c7 negres peó · f7 negres rei · g7 negres peó · b6 negres peó · c6 negres peó · d6 negres alfil · f5 negres cavall · g5 blanques cavall · h5 negres peó · f4 blanques cavall · h3 blanques peó · a2 blanques peó · b2 blanques peó · c2 blanques peó · f2 blanques peó · g2 blanques peó · a1 blanques torre · c1 blanques alfil · d1 blanques torre · g1 blanques rei | a8 negres torre · h8 negres torre · a7 negres peó · b7 negres alfil · c7 negres peó · f7 negres rei · g7 negres peó · b6 negres peó · c6 negres peó · d6 negres alfil · f5 negres cavall · g5 blanques cavall · h5 negres peó · f4 blanques cavall · h3 blanques peó · a2 blanques peó · b2 blanques peó · c2 blanques peó · f2 blanques peó · g2 blanques peó · a1 blanques torre · c1 blanques alfil · d1 blanques torre · g1 blanques rei | a8 negres torre · h8 negres torre · a7 negres peó · b7 negres alfil · c7 negres peó · f7 negres rei · g7 negres peó · b6 negres peó · c6 negres peó · d6 negres alfil · f5 negres cavall · g5 blanques cavall · h5 negres peó · f4 blanques cavall · h3 blanques peó · a2 blanques peó · b2 blanques peó · c2 blanques peó · f2 blanques peó · g2 blanques peó · a1 blanques torre · c1 blanques alfil · d1 blanques torre · g1 blanques rei | a8 negres torre · h8 negres torre · a7 negres peó · b7 negres alfil · c7 negres peó · f7 negres rei · g7 negres peó · b6 negres peó · c6 negres peó · d6 negres alfil · f5 negres cavall · g5 blanques cavall · h5 negres peó · f4 blanques cavall · h3 blanques peó · a2 blanques peó · b2 blanques peó · c2 blanques peó · f2 blanques peó · g2 blanques peó · a1 blanques torre · c1 blanques alfil · d1 blanques torre · g1 blanques rei | a8 negres torre · h8 negres torre · a7 negres peó · b7 negres alfil · c7 negres peó · f7 negres rei · g7 negres peó · b6 negres peó · c6 negres peó · d6 negres alfil · f5 negres cavall · g5 blanques cavall · h5 negres peó · f4 blanques cavall · h3 blanques peó · a2 blanques peó · b2 blanques peó · c2 blanques peó · f2 blanques peó · g2 blanques peó · a1 blanques torre · c1 blanques alfil · d1 blanques torre · g1 blanques rei | a8 negres torre · h8 negres torre · a7 negres peó · b7 negres alfil · c7 negres peó · f7 negres rei · g7 negres peó · b6 negres peó · c6 negres peó · d6 negres alfil · f5 negres cavall · g5 blanques cavall · h5 negres peó · f4 blanques cavall · h3 blanques peó · a2 blanques peó · b2 blanques peó · c2 blanques peó · f2 blanques peó · g2 blanques peó · a1 blanques torre · c1 blanques alfil · d1 blanques torre · g1 blanques rei | 2 |
| 1 | a8 negres torre · h8 negres torre · a7 negres peó · b7 negres alfil · c7 negres peó · f7 negres rei · g7 negres peó · b6 negres peó · c6 negres peó · d6 negres alfil · f5 negres cavall · g5 blanques cavall · h5 negres peó · f4 blanques cavall · h3 blanques peó · a2 blanques peó · b2 blanques peó · c2 blanques peó · f2 blanques peó · g2 blanques peó · a1 blanques torre · c1 blanques alfil · d1 blanques torre · g1 blanques rei | a8 negres torre · h8 negres torre · a7 negres peó · b7 negres alfil · c7 negres peó · f7 negres rei · g7 negres peó · b6 negres peó · c6 negres peó · d6 negres alfil · f5 negres cavall · g5 blanques cavall · h5 negres peó · f4 blanques cavall · h3 blanques peó · a2 blanques peó · b2 blanques peó · c2 blanques peó · f2 blanques peó · g2 blanques peó · a1 blanques torre · c1 blanques alfil · d1 blanques torre · g1 blanques rei | a8 negres torre · h8 negres torre · a7 negres peó · b7 negres alfil · c7 negres peó · f7 negres rei · g7 negres peó · b6 negres peó · c6 negres peó · d6 negres alfil · f5 negres cavall · g5 blanques cavall · h5 negres peó · f4 blanques cavall · h3 blanques peó · a2 blanques peó · b2 blanques peó · c2 blanques peó · f2 blanques peó · g2 blanques peó · a1 blanques torre · c1 blanques alfil · d1 blanques torre · g1 blanques rei | a8 negres torre · h8 negres torre · a7 negres peó · b7 negres alfil · c7 negres peó · f7 negres rei · g7 negres peó · b6 negres peó · c6 negres peó · d6 negres alfil · f5 negres cavall · g5 blanques cavall · h5 negres peó · f4 blanques cavall · h3 blanques peó · a2 blanques peó · b2 blanques peó · c2 blanques peó · f2 blanques peó · g2 blanques peó · a1 blanques torre · c1 blanques alfil · d1 blanques torre · g1 blanques rei | a8 negres torre · h8 negres torre · a7 negres peó · b7 negres alfil · c7 negres peó · f7 negres rei · g7 negres peó · b6 negres peó · c6 negres peó · d6 negres alfil · f5 negres cavall · g5 blanques cavall · h5 negres peó · f4 blanques cavall · h3 blanques peó · a2 blanques peó · b2 blanques peó · c2 blanques peó · f2 blanques peó · g2 blanques peó · a1 blanques torre · c1 blanques alfil · d1 blanques torre · g1 blanques rei | a8 negres torre · h8 negres torre · a7 negres peó · b7 negres alfil · c7 negres peó · f7 negres rei · g7 negres peó · b6 negres peó · c6 negres peó · d6 negres alfil · f5 negres cavall · g5 blanques cavall · h5 negres peó · f4 blanques cavall · h3 blanques peó · a2 blanques peó · b2 blanques peó · c2 blanques peó · f2 blanques peó · g2 blanques peó · a1 blanques torre · c1 blanques alfil · d1 blanques torre · g1 blanques rei | a8 negres torre · h8 negres torre · a7 negres peó · b7 negres alfil · c7 negres peó · f7 negres rei · g7 negres peó · b6 negres peó · c6 negres peó · d6 negres alfil · f5 negres cavall · g5 blanques cavall · h5 negres peó · f4 blanques cavall · h3 blanques peó · a2 blanques peó · b2 blanques peó · c2 blanques peó · f2 blanques peó · g2 blanques peó · a1 blanques torre · c1 blanques alfil · d1 blanques torre · g1 blanques rei | a8 negres torre · h8 negres torre · a7 negres peó · b7 negres alfil · c7 negres peó · f7 negres rei · g7 negres peó · b6 negres peó · c6 negres peó · d6 negres alfil · f5 negres cavall · g5 blanques cavall · h5 negres peó · f4 blanques cavall · h3 blanques peó · a2 blanques peó · b2 blanques peó · c2 blanques peó · f2 blanques peó · g2 blanques peó · a1 blanques torre · c1 blanques alfil · d1 blanques torre · g1 blanques rei | 1 |
|   | a | b | c | d | e | f | g | h |   |

La novena partida es va jugar el 20 de novembre de 2014. Va acabar en taules ben aviat per repetició de jugades. Després a la conferència de premsa, Carlsen va dir que va decidir repetir la posició perquè no trobava millor solució i va constatar que Anand estava millor preperat. Carlsen igualment estava content per les taules perquè va davant del marcador, i Anand també perquè jugava en negres i focalitzarà el matx en les dues partides blanques que li resten.
Obertura Ruy López, Defensa berlinesa (ECO C67)
1. e4 e5 2. Cf3 Cc6 3. Ab5 Cf6 4. O-O Cxe4 5. d4 Cd6 6. Axc6 dxc6 7. dxe5 Cf5 8. Dxd8+ Rxd8 9. h3 Re8 10. Cc3 h5 11. Ce2 b6 12. Td1 Aa6 13. Cf4 Ab7 14. e6 Fd6 15. exf7+ Rxf7 16. Cg5+ Rf6 17. Ce4+ Rf7 18. Cg5+ Rf6 19. Ce4+ Rf7 20. Cg5+ (diagrama) ½–½

#### Partida 10, Anand-Carlsen, ½–½
|   | a | b | c | d | e | f | g | h |   |
| 8 | g8 negres rei · a7 negres peó · b7 negres peó · d7 negres torre · f7 negres peó · d6 blanques peó · g6 negres peó · c5 negres peó · e5 negres torre · b4 negres cavall · h4 blanques peó · f3 blanques alfil · a2 blanques peó · d2 blanques torre · f2 blanques peó · g2 blanques peó · c1 blanques torre · g1 blanques rei | g8 negres rei · a7 negres peó · b7 negres peó · d7 negres torre · f7 negres peó · d6 blanques peó · g6 negres peó · c5 negres peó · e5 negres torre · b4 negres cavall · h4 blanques peó · f3 blanques alfil · a2 blanques peó · d2 blanques torre · f2 blanques peó · g2 blanques peó · c1 blanques torre · g1 blanques rei | g8 negres rei · a7 negres peó · b7 negres peó · d7 negres torre · f7 negres peó · d6 blanques peó · g6 negres peó · c5 negres peó · e5 negres torre · b4 negres cavall · h4 blanques peó · f3 blanques alfil · a2 blanques peó · d2 blanques torre · f2 blanques peó · g2 blanques peó · c1 blanques torre · g1 blanques rei | g8 negres rei · a7 negres peó · b7 negres peó · d7 negres torre · f7 negres peó · d6 blanques peó · g6 negres peó · c5 negres peó · e5 negres torre · b4 negres cavall · h4 blanques peó · f3 blanques alfil · a2 blanques peó · d2 blanques torre · f2 blanques peó · g2 blanques peó · c1 blanques torre · g1 blanques rei | g8 negres rei · a7 negres peó · b7 negres peó · d7 negres torre · f7 negres peó · d6 blanques peó · g6 negres peó · c5 negres peó · e5 negres torre · b4 negres cavall · h4 blanques peó · f3 blanques alfil · a2 blanques peó · d2 blanques torre · f2 blanques peó · g2 blanques peó · c1 blanques torre · g1 blanques rei | g8 negres rei · a7 negres peó · b7 negres peó · d7 negres torre · f7 negres peó · d6 blanques peó · g6 negres peó · c5 negres peó · e5 negres torre · b4 negres cavall · h4 blanques peó · f3 blanques alfil · a2 blanques peó · d2 blanques torre · f2 blanques peó · g2 blanques peó · c1 blanques torre · g1 blanques rei | g8 negres rei · a7 negres peó · b7 negres peó · d7 negres torre · f7 negres peó · d6 blanques peó · g6 negres peó · c5 negres peó · e5 negres torre · b4 negres cavall · h4 blanques peó · f3 blanques alfil · a2 blanques peó · d2 blanques torre · f2 blanques peó · g2 blanques peó · c1 blanques torre · g1 blanques rei | g8 negres rei · a7 negres peó · b7 negres peó · d7 negres torre · f7 negres peó · d6 blanques peó · g6 negres peó · c5 negres peó · e5 negres torre · b4 negres cavall · h4 blanques peó · f3 blanques alfil · a2 blanques peó · d2 blanques torre · f2 blanques peó · g2 blanques peó · c1 blanques torre · g1 blanques rei | 8 |
| 7 | g8 negres rei · a7 negres peó · b7 negres peó · d7 negres torre · f7 negres peó · d6 blanques peó · g6 negres peó · c5 negres peó · e5 negres torre · b4 negres cavall · h4 blanques peó · f3 blanques alfil · a2 blanques peó · d2 blanques torre · f2 blanques peó · g2 blanques peó · c1 blanques torre · g1 blanques rei | g8 negres rei · a7 negres peó · b7 negres peó · d7 negres torre · f7 negres peó · d6 blanques peó · g6 negres peó · c5 negres peó · e5 negres torre · b4 negres cavall · h4 blanques peó · f3 blanques alfil · a2 blanques peó · d2 blanques torre · f2 blanques peó · g2 blanques peó · c1 blanques torre · g1 blanques rei | g8 negres rei · a7 negres peó · b7 negres peó · d7 negres torre · f7 negres peó · d6 blanques peó · g6 negres peó · c5 negres peó · e5 negres torre · b4 negres cavall · h4 blanques peó · f3 blanques alfil · a2 blanques peó · d2 blanques torre · f2 blanques peó · g2 blanques peó · c1 blanques torre · g1 blanques rei | g8 negres rei · a7 negres peó · b7 negres peó · d7 negres torre · f7 negres peó · d6 blanques peó · g6 negres peó · c5 negres peó · e5 negres torre · b4 negres cavall · h4 blanques peó · f3 blanques alfil · a2 blanques peó · d2 blanques torre · f2 blanques peó · g2 blanques peó · c1 blanques torre · g1 blanques rei | g8 negres rei · a7 negres peó · b7 negres peó · d7 negres torre · f7 negres peó · d6 blanques peó · g6 negres peó · c5 negres peó · e5 negres torre · b4 negres cavall · h4 blanques peó · f3 blanques alfil · a2 blanques peó · d2 blanques torre · f2 blanques peó · g2 blanques peó · c1 blanques torre · g1 blanques rei | g8 negres rei · a7 negres peó · b7 negres peó · d7 negres torre · f7 negres peó · d6 blanques peó · g6 negres peó · c5 negres peó · e5 negres torre · b4 negres cavall · h4 blanques peó · f3 blanques alfil · a2 blanques peó · d2 blanques torre · f2 blanques peó · g2 blanques peó · c1 blanques torre · g1 blanques rei | g8 negres rei · a7 negres peó · b7 negres peó · d7 negres torre · f7 negres peó · d6 blanques peó · g6 negres peó · c5 negres peó · e5 negres torre · b4 negres cavall · h4 blanques peó · f3 blanques alfil · a2 blanques peó · d2 blanques torre · f2 blanques peó · g2 blanques peó · c1 blanques torre · g1 blanques rei | g8 negres rei · a7 negres peó · b7 negres peó · d7 negres torre · f7 negres peó · d6 blanques peó · g6 negres peó · c5 negres peó · e5 negres torre · b4 negres cavall · h4 blanques peó · f3 blanques alfil · a2 blanques peó · d2 blanques torre · f2 blanques peó · g2 blanques peó · c1 blanques torre · g1 blanques rei | 7 |
| 6 | g8 negres rei · a7 negres peó · b7 negres peó · d7 negres torre · f7 negres peó · d6 blanques peó · g6 negres peó · c5 negres peó · e5 negres torre · b4 negres cavall · h4 blanques peó · f3 blanques alfil · a2 blanques peó · d2 blanques torre · f2 blanques peó · g2 blanques peó · c1 blanques torre · g1 blanques rei | g8 negres rei · a7 negres peó · b7 negres peó · d7 negres torre · f7 negres peó · d6 blanques peó · g6 negres peó · c5 negres peó · e5 negres torre · b4 negres cavall · h4 blanques peó · f3 blanques alfil · a2 blanques peó · d2 blanques torre · f2 blanques peó · g2 blanques peó · c1 blanques torre · g1 blanques rei | g8 negres rei · a7 negres peó · b7 negres peó · d7 negres torre · f7 negres peó · d6 blanques peó · g6 negres peó · c5 negres peó · e5 negres torre · b4 negres cavall · h4 blanques peó · f3 blanques alfil · a2 blanques peó · d2 blanques torre · f2 blanques peó · g2 blanques peó · c1 blanques torre · g1 blanques rei | g8 negres rei · a7 negres peó · b7 negres peó · d7 negres torre · f7 negres peó · d6 blanques peó · g6 negres peó · c5 negres peó · e5 negres torre · b4 negres cavall · h4 blanques peó · f3 blanques alfil · a2 blanques peó · d2 blanques torre · f2 blanques peó · g2 blanques peó · c1 blanques torre · g1 blanques rei | g8 negres rei · a7 negres peó · b7 negres peó · d7 negres torre · f7 negres peó · d6 blanques peó · g6 negres peó · c5 negres peó · e5 negres torre · b4 negres cavall · h4 blanques peó · f3 blanques alfil · a2 blanques peó · d2 blanques torre · f2 blanques peó · g2 blanques peó · c1 blanques torre · g1 blanques rei | g8 negres rei · a7 negres peó · b7 negres peó · d7 negres torre · f7 negres peó · d6 blanques peó · g6 negres peó · c5 negres peó · e5 negres torre · b4 negres cavall · h4 blanques peó · f3 blanques alfil · a2 blanques peó · d2 blanques torre · f2 blanques peó · g2 blanques peó · c1 blanques torre · g1 blanques rei | g8 negres rei · a7 negres peó · b7 negres peó · d7 negres torre · f7 negres peó · d6 blanques peó · g6 negres peó · c5 negres peó · e5 negres torre · b4 negres cavall · h4 blanques peó · f3 blanques alfil · a2 blanques peó · d2 blanques torre · f2 blanques peó · g2 blanques peó · c1 blanques torre · g1 blanques rei | g8 negres rei · a7 negres peó · b7 negres peó · d7 negres torre · f7 negres peó · d6 blanques peó · g6 negres peó · c5 negres peó · e5 negres torre · b4 negres cavall · h4 blanques peó · f3 blanques alfil · a2 blanques peó · d2 blanques torre · f2 blanques peó · g2 blanques peó · c1 blanques torre · g1 blanques rei | 6 |
| 5 | g8 negres rei · a7 negres peó · b7 negres peó · d7 negres torre · f7 negres peó · d6 blanques peó · g6 negres peó · c5 negres peó · e5 negres torre · b4 negres cavall · h4 blanques peó · f3 blanques alfil · a2 blanques peó · d2 blanques torre · f2 blanques peó · g2 blanques peó · c1 blanques torre · g1 blanques rei | g8 negres rei · a7 negres peó · b7 negres peó · d7 negres torre · f7 negres peó · d6 blanques peó · g6 negres peó · c5 negres peó · e5 negres torre · b4 negres cavall · h4 blanques peó · f3 blanques alfil · a2 blanques peó · d2 blanques torre · f2 blanques peó · g2 blanques peó · c1 blanques torre · g1 blanques rei | g8 negres rei · a7 negres peó · b7 negres peó · d7 negres torre · f7 negres peó · d6 blanques peó · g6 negres peó · c5 negres peó · e5 negres torre · b4 negres cavall · h4 blanques peó · f3 blanques alfil · a2 blanques peó · d2 blanques torre · f2 blanques peó · g2 blanques peó · c1 blanques torre · g1 blanques rei | g8 negres rei · a7 negres peó · b7 negres peó · d7 negres torre · f7 negres peó · d6 blanques peó · g6 negres peó · c5 negres peó · e5 negres torre · b4 negres cavall · h4 blanques peó · f3 blanques alfil · a2 blanques peó · d2 blanques torre · f2 blanques peó · g2 blanques peó · c1 blanques torre · g1 blanques rei | g8 negres rei · a7 negres peó · b7 negres peó · d7 negres torre · f7 negres peó · d6 blanques peó · g6 negres peó · c5 negres peó · e5 negres torre · b4 negres cavall · h4 blanques peó · f3 blanques alfil · a2 blanques peó · d2 blanques torre · f2 blanques peó · g2 blanques peó · c1 blanques torre · g1 blanques rei | g8 negres rei · a7 negres peó · b7 negres peó · d7 negres torre · f7 negres peó · d6 blanques peó · g6 negres peó · c5 negres peó · e5 negres torre · b4 negres cavall · h4 blanques peó · f3 blanques alfil · a2 blanques peó · d2 blanques torre · f2 blanques peó · g2 blanques peó · c1 blanques torre · g1 blanques rei | g8 negres rei · a7 negres peó · b7 negres peó · d7 negres torre · f7 negres peó · d6 blanques peó · g6 negres peó · c5 negres peó · e5 negres torre · b4 negres cavall · h4 blanques peó · f3 blanques alfil · a2 blanques peó · d2 blanques torre · f2 blanques peó · g2 blanques peó · c1 blanques torre · g1 blanques rei | g8 negres rei · a7 negres peó · b7 negres peó · d7 negres torre · f7 negres peó · d6 blanques peó · g6 negres peó · c5 negres peó · e5 negres torre · b4 negres cavall · h4 blanques peó · f3 blanques alfil · a2 blanques peó · d2 blanques torre · f2 blanques peó · g2 blanques peó · c1 blanques torre · g1 blanques rei | 5 |
| 4 | g8 negres rei · a7 negres peó · b7 negres peó · d7 negres torre · f7 negres peó · d6 blanques peó · g6 negres peó · c5 negres peó · e5 negres torre · b4 negres cavall · h4 blanques peó · f3 blanques alfil · a2 blanques peó · d2 blanques torre · f2 blanques peó · g2 blanques peó · c1 blanques torre · g1 blanques rei | g8 negres rei · a7 negres peó · b7 negres peó · d7 negres torre · f7 negres peó · d6 blanques peó · g6 negres peó · c5 negres peó · e5 negres torre · b4 negres cavall · h4 blanques peó · f3 blanques alfil · a2 blanques peó · d2 blanques torre · f2 blanques peó · g2 blanques peó · c1 blanques torre · g1 blanques rei | g8 negres rei · a7 negres peó · b7 negres peó · d7 negres torre · f7 negres peó · d6 blanques peó · g6 negres peó · c5 negres peó · e5 negres torre · b4 negres cavall · h4 blanques peó · f3 blanques alfil · a2 blanques peó · d2 blanques torre · f2 blanques peó · g2 blanques peó · c1 blanques torre · g1 blanques rei | g8 negres rei · a7 negres peó · b7 negres peó · d7 negres torre · f7 negres peó · d6 blanques peó · g6 negres peó · c5 negres peó · e5 negres torre · b4 negres cavall · h4 blanques peó · f3 blanques alfil · a2 blanques peó · d2 blanques torre · f2 blanques peó · g2 blanques peó · c1 blanques torre · g1 blanques rei | g8 negres rei · a7 negres peó · b7 negres peó · d7 negres torre · f7 negres peó · d6 blanques peó · g6 negres peó · c5 negres peó · e5 negres torre · b4 negres cavall · h4 blanques peó · f3 blanques alfil · a2 blanques peó · d2 blanques torre · f2 blanques peó · g2 blanques peó · c1 blanques torre · g1 blanques rei | g8 negres rei · a7 negres peó · b7 negres peó · d7 negres torre · f7 negres peó · d6 blanques peó · g6 negres peó · c5 negres peó · e5 negres torre · b4 negres cavall · h4 blanques peó · f3 blanques alfil · a2 blanques peó · d2 blanques torre · f2 blanques peó · g2 blanques peó · c1 blanques torre · g1 blanques rei | g8 negres rei · a7 negres peó · b7 negres peó · d7 negres torre · f7 negres peó · d6 blanques peó · g6 negres peó · c5 negres peó · e5 negres torre · b4 negres cavall · h4 blanques peó · f3 blanques alfil · a2 blanques peó · d2 blanques torre · f2 blanques peó · g2 blanques peó · c1 blanques torre · g1 blanques rei | g8 negres rei · a7 negres peó · b7 negres peó · d7 negres torre · f7 negres peó · d6 blanques peó · g6 negres peó · c5 negres peó · e5 negres torre · b4 negres cavall · h4 blanques peó · f3 blanques alfil · a2 blanques peó · d2 blanques torre · f2 blanques peó · g2 blanques peó · c1 blanques torre · g1 blanques rei | 4 |
| 3 | g8 negres rei · a7 negres peó · b7 negres peó · d7 negres torre · f7 negres peó · d6 blanques peó · g6 negres peó · c5 negres peó · e5 negres torre · b4 negres cavall · h4 blanques peó · f3 blanques alfil · a2 blanques peó · d2 blanques torre · f2 blanques peó · g2 blanques peó · c1 blanques torre · g1 blanques rei | g8 negres rei · a7 negres peó · b7 negres peó · d7 negres torre · f7 negres peó · d6 blanques peó · g6 negres peó · c5 negres peó · e5 negres torre · b4 negres cavall · h4 blanques peó · f3 blanques alfil · a2 blanques peó · d2 blanques torre · f2 blanques peó · g2 blanques peó · c1 blanques torre · g1 blanques rei | g8 negres rei · a7 negres peó · b7 negres peó · d7 negres torre · f7 negres peó · d6 blanques peó · g6 negres peó · c5 negres peó · e5 negres torre · b4 negres cavall · h4 blanques peó · f3 blanques alfil · a2 blanques peó · d2 blanques torre · f2 blanques peó · g2 blanques peó · c1 blanques torre · g1 blanques rei | g8 negres rei · a7 negres peó · b7 negres peó · d7 negres torre · f7 negres peó · d6 blanques peó · g6 negres peó · c5 negres peó · e5 negres torre · b4 negres cavall · h4 blanques peó · f3 blanques alfil · a2 blanques peó · d2 blanques torre · f2 blanques peó · g2 blanques peó · c1 blanques torre · g1 blanques rei | g8 negres rei · a7 negres peó · b7 negres peó · d7 negres torre · f7 negres peó · d6 blanques peó · g6 negres peó · c5 negres peó · e5 negres torre · b4 negres cavall · h4 blanques peó · f3 blanques alfil · a2 blanques peó · d2 blanques torre · f2 blanques peó · g2 blanques peó · c1 blanques torre · g1 blanques rei | g8 negres rei · a7 negres peó · b7 negres peó · d7 negres torre · f7 negres peó · d6 blanques peó · g6 negres peó · c5 negres peó · e5 negres torre · b4 negres cavall · h4 blanques peó · f3 blanques alfil · a2 blanques peó · d2 blanques torre · f2 blanques peó · g2 blanques peó · c1 blanques torre · g1 blanques rei | g8 negres rei · a7 negres peó · b7 negres peó · d7 negres torre · f7 negres peó · d6 blanques peó · g6 negres peó · c5 negres peó · e5 negres torre · b4 negres cavall · h4 blanques peó · f3 blanques alfil · a2 blanques peó · d2 blanques torre · f2 blanques peó · g2 blanques peó · c1 blanques torre · g1 blanques rei | g8 negres rei · a7 negres peó · b7 negres peó · d7 negres torre · f7 negres peó · d6 blanques peó · g6 negres peó · c5 negres peó · e5 negres torre · b4 negres cavall · h4 blanques peó · f3 blanques alfil · a2 blanques peó · d2 blanques torre · f2 blanques peó · g2 blanques peó · c1 blanques torre · g1 blanques rei | 3 |
| 2 | g8 negres rei · a7 negres peó · b7 negres peó · d7 negres torre · f7 negres peó · d6 blanques peó · g6 negres peó · c5 negres peó · e5 negres torre · b4 negres cavall · h4 blanques peó · f3 blanques alfil · a2 blanques peó · d2 blanques torre · f2 blanques peó · g2 blanques peó · c1 blanques torre · g1 blanques rei | g8 negres rei · a7 negres peó · b7 negres peó · d7 negres torre · f7 negres peó · d6 blanques peó · g6 negres peó · c5 negres peó · e5 negres torre · b4 negres cavall · h4 blanques peó · f3 blanques alfil · a2 blanques peó · d2 blanques torre · f2 blanques peó · g2 blanques peó · c1 blanques torre · g1 blanques rei | g8 negres rei · a7 negres peó · b7 negres peó · d7 negres torre · f7 negres peó · d6 blanques peó · g6 negres peó · c5 negres peó · e5 negres torre · b4 negres cavall · h4 blanques peó · f3 blanques alfil · a2 blanques peó · d2 blanques torre · f2 blanques peó · g2 blanques peó · c1 blanques torre · g1 blanques rei | g8 negres rei · a7 negres peó · b7 negres peó · d7 negres torre · f7 negres peó · d6 blanques peó · g6 negres peó · c5 negres peó · e5 negres torre · b4 negres cavall · h4 blanques peó · f3 blanques alfil · a2 blanques peó · d2 blanques torre · f2 blanques peó · g2 blanques peó · c1 blanques torre · g1 blanques rei | g8 negres rei · a7 negres peó · b7 negres peó · d7 negres torre · f7 negres peó · d6 blanques peó · g6 negres peó · c5 negres peó · e5 negres torre · b4 negres cavall · h4 blanques peó · f3 blanques alfil · a2 blanques peó · d2 blanques torre · f2 blanques peó · g2 blanques peó · c1 blanques torre · g1 blanques rei | g8 negres rei · a7 negres peó · b7 negres peó · d7 negres torre · f7 negres peó · d6 blanques peó · g6 negres peó · c5 negres peó · e5 negres torre · b4 negres cavall · h4 blanques peó · f3 blanques alfil · a2 blanques peó · d2 blanques torre · f2 blanques peó · g2 blanques peó · c1 blanques torre · g1 blanques rei | g8 negres rei · a7 negres peó · b7 negres peó · d7 negres torre · f7 negres peó · d6 blanques peó · g6 negres peó · c5 negres peó · e5 negres torre · b4 negres cavall · h4 blanques peó · f3 blanques alfil · a2 blanques peó · d2 blanques torre · f2 blanques peó · g2 blanques peó · c1 blanques torre · g1 blanques rei | g8 negres rei · a7 negres peó · b7 negres peó · d7 negres torre · f7 negres peó · d6 blanques peó · g6 negres peó · c5 negres peó · e5 negres torre · b4 negres cavall · h4 blanques peó · f3 blanques alfil · a2 blanques peó · d2 blanques torre · f2 blanques peó · g2 blanques peó · c1 blanques torre · g1 blanques rei | 2 |
| 1 | g8 negres rei · a7 negres peó · b7 negres peó · d7 negres torre · f7 negres peó · d6 blanques peó · g6 negres peó · c5 negres peó · e5 negres torre · b4 negres cavall · h4 blanques peó · f3 blanques alfil · a2 blanques peó · d2 blanques torre · f2 blanques peó · g2 blanques peó · c1 blanques torre · g1 blanques rei | g8 negres rei · a7 negres peó · b7 negres peó · d7 negres torre · f7 negres peó · d6 blanques peó · g6 negres peó · c5 negres peó · e5 negres torre · b4 negres cavall · h4 blanques peó · f3 blanques alfil · a2 blanques peó · d2 blanques torre · f2 blanques peó · g2 blanques peó · c1 blanques torre · g1 blanques rei | g8 negres rei · a7 negres peó · b7 negres peó · d7 negres torre · f7 negres peó · d6 blanques peó · g6 negres peó · c5 negres peó · e5 negres torre · b4 negres cavall · h4 blanques peó · f3 blanques alfil · a2 blanques peó · d2 blanques torre · f2 blanques peó · g2 blanques peó · c1 blanques torre · g1 blanques rei | g8 negres rei · a7 negres peó · b7 negres peó · d7 negres torre · f7 negres peó · d6 blanques peó · g6 negres peó · c5 negres peó · e5 negres torre · b4 negres cavall · h4 blanques peó · f3 blanques alfil · a2 blanques peó · d2 blanques torre · f2 blanques peó · g2 blanques peó · c1 blanques torre · g1 blanques rei | g8 negres rei · a7 negres peó · b7 negres peó · d7 negres torre · f7 negres peó · d6 blanques peó · g6 negres peó · c5 negres peó · e5 negres torre · b4 negres cavall · h4 blanques peó · f3 blanques alfil · a2 blanques peó · d2 blanques torre · f2 blanques peó · g2 blanques peó · c1 blanques torre · g1 blanques rei | g8 negres rei · a7 negres peó · b7 negres peó · d7 negres torre · f7 negres peó · d6 blanques peó · g6 negres peó · c5 negres peó · e5 negres torre · b4 negres cavall · h4 blanques peó · f3 blanques alfil · a2 blanques peó · d2 blanques torre · f2 blanques peó · g2 blanques peó · c1 blanques torre · g1 blanques rei | g8 negres rei · a7 negres peó · b7 negres peó · d7 negres torre · f7 negres peó · d6 blanques peó · g6 negres peó · c5 negres peó · e5 negres torre · b4 negres cavall · h4 blanques peó · f3 blanques alfil · a2 blanques peó · d2 blanques torre · f2 blanques peó · g2 blanques peó · c1 blanques torre · g1 blanques rei | g8 negres rei · a7 negres peó · b7 negres peó · d7 negres torre · f7 negres peó · d6 blanques peó · g6 negres peó · c5 negres peó · e5 negres torre · b4 negres cavall · h4 blanques peó · f3 blanques alfil · a2 blanques peó · d2 blanques torre · f2 blanques peó · g2 blanques peó · c1 blanques torre · g1 blanques rei | 1 |
|   | a | b | c | d | e | f | g | h |   |

La desena partida es va jugar el 21 de novembre del 2014. Com a la primera partida del matx, Carlsen va plantejar la defensa Grünfeld, i Anand s'hi va enfrontar amb la variant russa, en comptes de la variant del canvi. Anand va obtenir un peó passat a d5, aïllat però ben defensat, i Carlsen va estar sota pressió durant la major part de la partida. El sacrifici d'alfil temporal d'Anand 28.Axb7 va permetre que el peó-d arribés fins a la casella de coronació, recuperant així la peça, però el final de dues torres resultant era igualat, i aviat es varen acordar taules. Hom va suggerir 28.g3 com una millor manera de conservar l'avantatge.
Defensa Grünfeld (ECO D97)
1. d4 Cf6 2. c4 g6 3. Cc3 d5 4. Cf3 Ag7 5. Db3 dxc4 6. Dxc4 0-0 7. e4 Ca6 8. Ae2 c5 9. d5 e6 10. 0-0 exd5 11. exd5 Te8 12. Ag5 h6 13. Ae3 Af5 14. Tad1 Ce4 15. Cxe4 Axe4 16. Dc1 Df6 17. Axh6 Dxb2 18. Dxb2 Axb2 19. Cg5 Ad4 20. Cxe4 Txe4 21. Af3 Te7 22. d6 Td7 23. Af4 Cb4 24. Td2 Te8 25. Tc1 Te6 26. h4 Ae5 27. Axe5 Txe5 28. Axb7 Txb7 29. d7 Cc6 30. d8=D+ Cxd8 31. Txd8+ Rg7 32. Td2 (diagrama)  ½–½

#### Partida 11, Carlsen–Anand, 1–0
|   | a | b | c | d | e | f | g | h |   |
| 8 | e7 negres alfil · e6 blanques peó · b5 negres rei · g5 blanques peó · a3 negres peó · b3 negres peó · c3 blanques rei · e1 blanques torre | e7 negres alfil · e6 blanques peó · b5 negres rei · g5 blanques peó · a3 negres peó · b3 negres peó · c3 blanques rei · e1 blanques torre | e7 negres alfil · e6 blanques peó · b5 negres rei · g5 blanques peó · a3 negres peó · b3 negres peó · c3 blanques rei · e1 blanques torre | e7 negres alfil · e6 blanques peó · b5 negres rei · g5 blanques peó · a3 negres peó · b3 negres peó · c3 blanques rei · e1 blanques torre | e7 negres alfil · e6 blanques peó · b5 negres rei · g5 blanques peó · a3 negres peó · b3 negres peó · c3 blanques rei · e1 blanques torre | e7 negres alfil · e6 blanques peó · b5 negres rei · g5 blanques peó · a3 negres peó · b3 negres peó · c3 blanques rei · e1 blanques torre | e7 negres alfil · e6 blanques peó · b5 negres rei · g5 blanques peó · a3 negres peó · b3 negres peó · c3 blanques rei · e1 blanques torre | e7 negres alfil · e6 blanques peó · b5 negres rei · g5 blanques peó · a3 negres peó · b3 negres peó · c3 blanques rei · e1 blanques torre | 8 |
| 7 | e7 negres alfil · e6 blanques peó · b5 negres rei · g5 blanques peó · a3 negres peó · b3 negres peó · c3 blanques rei · e1 blanques torre | e7 negres alfil · e6 blanques peó · b5 negres rei · g5 blanques peó · a3 negres peó · b3 negres peó · c3 blanques rei · e1 blanques torre | e7 negres alfil · e6 blanques peó · b5 negres rei · g5 blanques peó · a3 negres peó · b3 negres peó · c3 blanques rei · e1 blanques torre | e7 negres alfil · e6 blanques peó · b5 negres rei · g5 blanques peó · a3 negres peó · b3 negres peó · c3 blanques rei · e1 blanques torre | e7 negres alfil · e6 blanques peó · b5 negres rei · g5 blanques peó · a3 negres peó · b3 negres peó · c3 blanques rei · e1 blanques torre | e7 negres alfil · e6 blanques peó · b5 negres rei · g5 blanques peó · a3 negres peó · b3 negres peó · c3 blanques rei · e1 blanques torre | e7 negres alfil · e6 blanques peó · b5 negres rei · g5 blanques peó · a3 negres peó · b3 negres peó · c3 blanques rei · e1 blanques torre | e7 negres alfil · e6 blanques peó · b5 negres rei · g5 blanques peó · a3 negres peó · b3 negres peó · c3 blanques rei · e1 blanques torre | 7 |
| 6 | e7 negres alfil · e6 blanques peó · b5 negres rei · g5 blanques peó · a3 negres peó · b3 negres peó · c3 blanques rei · e1 blanques torre | e7 negres alfil · e6 blanques peó · b5 negres rei · g5 blanques peó · a3 negres peó · b3 negres peó · c3 blanques rei · e1 blanques torre | e7 negres alfil · e6 blanques peó · b5 negres rei · g5 blanques peó · a3 negres peó · b3 negres peó · c3 blanques rei · e1 blanques torre | e7 negres alfil · e6 blanques peó · b5 negres rei · g5 blanques peó · a3 negres peó · b3 negres peó · c3 blanques rei · e1 blanques torre | e7 negres alfil · e6 blanques peó · b5 negres rei · g5 blanques peó · a3 negres peó · b3 negres peó · c3 blanques rei · e1 blanques torre | e7 negres alfil · e6 blanques peó · b5 negres rei · g5 blanques peó · a3 negres peó · b3 negres peó · c3 blanques rei · e1 blanques torre | e7 negres alfil · e6 blanques peó · b5 negres rei · g5 blanques peó · a3 negres peó · b3 negres peó · c3 blanques rei · e1 blanques torre | e7 negres alfil · e6 blanques peó · b5 negres rei · g5 blanques peó · a3 negres peó · b3 negres peó · c3 blanques rei · e1 blanques torre | 6 |
| 5 | e7 negres alfil · e6 blanques peó · b5 negres rei · g5 blanques peó · a3 negres peó · b3 negres peó · c3 blanques rei · e1 blanques torre | e7 negres alfil · e6 blanques peó · b5 negres rei · g5 blanques peó · a3 negres peó · b3 negres peó · c3 blanques rei · e1 blanques torre | e7 negres alfil · e6 blanques peó · b5 negres rei · g5 blanques peó · a3 negres peó · b3 negres peó · c3 blanques rei · e1 blanques torre | e7 negres alfil · e6 blanques peó · b5 negres rei · g5 blanques peó · a3 negres peó · b3 negres peó · c3 blanques rei · e1 blanques torre | e7 negres alfil · e6 blanques peó · b5 negres rei · g5 blanques peó · a3 negres peó · b3 negres peó · c3 blanques rei · e1 blanques torre | e7 negres alfil · e6 blanques peó · b5 negres rei · g5 blanques peó · a3 negres peó · b3 negres peó · c3 blanques rei · e1 blanques torre | e7 negres alfil · e6 blanques peó · b5 negres rei · g5 blanques peó · a3 negres peó · b3 negres peó · c3 blanques rei · e1 blanques torre | e7 negres alfil · e6 blanques peó · b5 negres rei · g5 blanques peó · a3 negres peó · b3 negres peó · c3 blanques rei · e1 blanques torre | 5 |
| 4 | e7 negres alfil · e6 blanques peó · b5 negres rei · g5 blanques peó · a3 negres peó · b3 negres peó · c3 blanques rei · e1 blanques torre | e7 negres alfil · e6 blanques peó · b5 negres rei · g5 blanques peó · a3 negres peó · b3 negres peó · c3 blanques rei · e1 blanques torre | e7 negres alfil · e6 blanques peó · b5 negres rei · g5 blanques peó · a3 negres peó · b3 negres peó · c3 blanques rei · e1 blanques torre | e7 negres alfil · e6 blanques peó · b5 negres rei · g5 blanques peó · a3 negres peó · b3 negres peó · c3 blanques rei · e1 blanques torre | e7 negres alfil · e6 blanques peó · b5 negres rei · g5 blanques peó · a3 negres peó · b3 negres peó · c3 blanques rei · e1 blanques torre | e7 negres alfil · e6 blanques peó · b5 negres rei · g5 blanques peó · a3 negres peó · b3 negres peó · c3 blanques rei · e1 blanques torre | e7 negres alfil · e6 blanques peó · b5 negres rei · g5 blanques peó · a3 negres peó · b3 negres peó · c3 blanques rei · e1 blanques torre | e7 negres alfil · e6 blanques peó · b5 negres rei · g5 blanques peó · a3 negres peó · b3 negres peó · c3 blanques rei · e1 blanques torre | 4 |
| 3 | e7 negres alfil · e6 blanques peó · b5 negres rei · g5 blanques peó · a3 negres peó · b3 negres peó · c3 blanques rei · e1 blanques torre | e7 negres alfil · e6 blanques peó · b5 negres rei · g5 blanques peó · a3 negres peó · b3 negres peó · c3 blanques rei · e1 blanques torre | e7 negres alfil · e6 blanques peó · b5 negres rei · g5 blanques peó · a3 negres peó · b3 negres peó · c3 blanques rei · e1 blanques torre | e7 negres alfil · e6 blanques peó · b5 negres rei · g5 blanques peó · a3 negres peó · b3 negres peó · c3 blanques rei · e1 blanques torre | e7 negres alfil · e6 blanques peó · b5 negres rei · g5 blanques peó · a3 negres peó · b3 negres peó · c3 blanques rei · e1 blanques torre | e7 negres alfil · e6 blanques peó · b5 negres rei · g5 blanques peó · a3 negres peó · b3 negres peó · c3 blanques rei · e1 blanques torre | e7 negres alfil · e6 blanques peó · b5 negres rei · g5 blanques peó · a3 negres peó · b3 negres peó · c3 blanques rei · e1 blanques torre | e7 negres alfil · e6 blanques peó · b5 negres rei · g5 blanques peó · a3 negres peó · b3 negres peó · c3 blanques rei · e1 blanques torre | 3 |
| 2 | e7 negres alfil · e6 blanques peó · b5 negres rei · g5 blanques peó · a3 negres peó · b3 negres peó · c3 blanques rei · e1 blanques torre | e7 negres alfil · e6 blanques peó · b5 negres rei · g5 blanques peó · a3 negres peó · b3 negres peó · c3 blanques rei · e1 blanques torre | e7 negres alfil · e6 blanques peó · b5 negres rei · g5 blanques peó · a3 negres peó · b3 negres peó · c3 blanques rei · e1 blanques torre | e7 negres alfil · e6 blanques peó · b5 negres rei · g5 blanques peó · a3 negres peó · b3 negres peó · c3 blanques rei · e1 blanques torre | e7 negres alfil · e6 blanques peó · b5 negres rei · g5 blanques peó · a3 negres peó · b3 negres peó · c3 blanques rei · e1 blanques torre | e7 negres alfil · e6 blanques peó · b5 negres rei · g5 blanques peó · a3 negres peó · b3 negres peó · c3 blanques rei · e1 blanques torre | e7 negres alfil · e6 blanques peó · b5 negres rei · g5 blanques peó · a3 negres peó · b3 negres peó · c3 blanques rei · e1 blanques torre | e7 negres alfil · e6 blanques peó · b5 negres rei · g5 blanques peó · a3 negres peó · b3 negres peó · c3 blanques rei · e1 blanques torre | 2 |
| 1 | e7 negres alfil · e6 blanques peó · b5 negres rei · g5 blanques peó · a3 negres peó · b3 negres peó · c3 blanques rei · e1 blanques torre | e7 negres alfil · e6 blanques peó · b5 negres rei · g5 blanques peó · a3 negres peó · b3 negres peó · c3 blanques rei · e1 blanques torre | e7 negres alfil · e6 blanques peó · b5 negres rei · g5 blanques peó · a3 negres peó · b3 negres peó · c3 blanques rei · e1 blanques torre | e7 negres alfil · e6 blanques peó · b5 negres rei · g5 blanques peó · a3 negres peó · b3 negres peó · c3 blanques rei · e1 blanques torre | e7 negres alfil · e6 blanques peó · b5 negres rei · g5 blanques peó · a3 negres peó · b3 negres peó · c3 blanques rei · e1 blanques torre | e7 negres alfil · e6 blanques peó · b5 negres rei · g5 blanques peó · a3 negres peó · b3 negres peó · c3 blanques rei · e1 blanques torre | e7 negres alfil · e6 blanques peó · b5 negres rei · g5 blanques peó · a3 negres peó · b3 negres peó · c3 blanques rei · e1 blanques torre | e7 negres alfil · e6 blanques peó · b5 negres rei · g5 blanques peó · a3 negres peó · b3 negres peó · c3 blanques rei · e1 blanques torre | 1 |
|   | a | b | c | d | e | f | g | h |   |

L'onzena partida es va jugar el 23 de novembre del 2014. Per tercera vegada en el matx, Anand va adoptar la defensa berlinesa jugant agressivament. Anand havia de guanyar la partida per tenir opcions a guanyar el matx, o altrament hauria de jugar-s'ho tot a la dotzena partida i amb molta pressió. Anand va oferir un sacrifici de peó en el moviment 23 però amb millor posició, el qual Carlsen no va acceptar per no tenir complicacions. Però el pla d'Anand va fracassar en no tenir prou contrajoc. Una errada a la jugada 27, va donar un avantatge definitiu a Carlsen, que no va desaprofitar i va aconseguir així de retenir el títol de campió del món.
Obertura Ruy López, Defensa berlinesa (ECO C67)
1. e4 e5 2. Cf3 Cc6 3. Ab5 Cf6 4. 0-0 Cxe4 5. d4 Cd6 6. Axc6 dxc6 7. dxe5 Cf5 8. Dxd8+ Rxd8 9. h3 Ad7 10. Cc3 h6 11. b3 Rc8 12. Ab2 c5 13. Tad1 b6 14. Tfe1 Ae6 15. Cd5 g5 16. c4 Rb7 17. Rh2 a5 18. a4 Ce7 19. g4 Cg6 20. Rg3 Ae7 21. Cd2 Thd8 22. Ce4 Af8 23. Cef6 b5 24. Ac3 bxa4 25. bxa4 Rc6 26. Rf3 Tdb8 27. Re4 Tb4 28. Axb4 cxb4 29. Ah5 Rb7 30. f4 gxf4 31. Chxf4 Cxf4 32. Cxf4 Axc4 33. Td7 Ta6 34. Cd5 Tc6 35. Txf7 Ac5 36. Txc7+ Txc7 37. Cxc7 Rc6 38. Cb5 Axb5 39. axb5+ Rxb5 40. e6 b3 41. Rd3 Ae7 42. h4 a4 43. g5 hxg5 44. hxg5 a3 45. Rc3 (diagrama) 1-0